# Válka na Donbase
Válka na Donbase (na Donbasu) či válka na východní Ukrajině byl ozbrojený konflikt v letech 2014–2022 na východoukrajinském Donbasu, součást širší rusko-ukrajinské války. Probíhala mezi ukrajinskou armádou a dobrovolnickými ozbrojenými silami na jedné straně a Ruskem podporovanými proruskými separatisty a vojenskými jednotkami skrytě formovanými ozbrojenými silami Ruské federace na druhé straně. Ruská vláda účast svých pravidelných jednotek popírala až do invaze z února 2022.
V důsledku této války byly zřízeny loutkové kvazistáty Doněcká a Luhanská lidová republika, které byly po invazi na podzim 2022 anektovány Ruskou federací. Území je však nadále předmětem války obou zemí.

## Shrnutí konfliktu

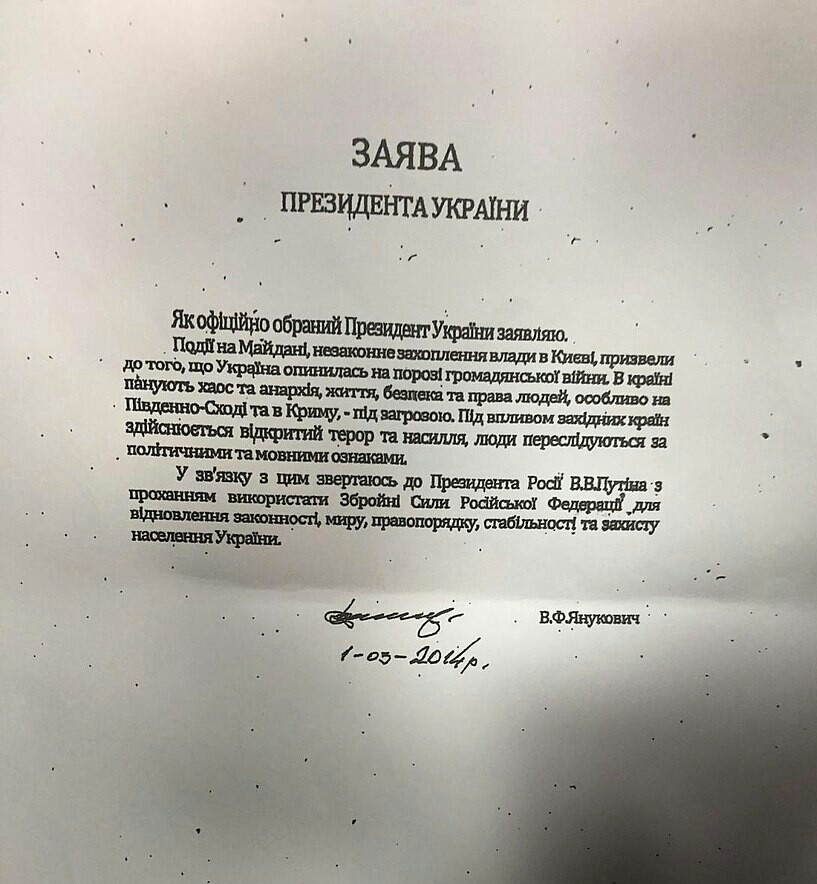
Dopis bývalého prezidenta Janukovyče Putinovi s prosbou o použití ruských ozbrojených sil z 1. března 2014

Ozbrojený konflikt na východě Ukrajiny vznikl v březnu 2014 během Ukrajinské krize. Dne 19. února toho roku došlo k převratu v Kyjevě v důsledku hnutí zvaného Euromajdan a tím k odklonu od autoritářského Ruska směrem k demokratickému Západu.

Dne 27. února 2014 neoznačení vojáci obsadili Krym – později uvedl prezident Vladimir Putin, že tuto akci provedli vojáci Ruské federace. 
Dne 1. března 2014 odeslal sesazený ukrajinský prezident na útěku Viktor Janukovyč dopis prezidentu Ruské Federace Vladimiru Putinovi s prosbou, „aby byly použity ozbrojené síly Ruské Federace k nastolení zákonnosti, míru, práva a pořádku, stability a ochrany obyvatelstva Ukrajiny.“
Na začátku března proběhly v Doněcku proruské demonstrace (účast na nich dosahovala řádově tisíců lidí), které vyústily v obsazení některých úřadů. Přibližně stejnou účast měly i protiruské demonstrace v Doněcku. V polovině dubna 2014 začaly skupiny neznámých ozbrojenců obsazovat správní střediska a policejní stanice v Doněcké, Charkovské a Luhanské oblasti (Slovjansk, Artemivsk a Kramatorsk). Jeden z velitelů těchto jednotek Igor Girkin zvaný Strelkov se následně v rozhovoru uvedl, že hlavní sílu v tu dobu měly paramilitární jednotky, které byly zapojeny i do okupace Krymu. Dne 7. dubna 2014 dočasně vykonávající pravomoci prezidenta Ukrajiny Oleksandr Turčynov v souvislosti se zabavením administrativních budov v Charkově, Doněcku a Luhansku oznámil vytvoření protikrizového velitelství a že „budou prováděna protiteroristická opatření proti těm, kteří se chopili zbraní“. Dne 8. dubna 2014 následovalo vyhlášení separatistické Doněcké lidové republiky. Dne 12.–13. dubna navštívil Kyjev šéf CIA John Brennan. Dne 14. dubna 2014 byl na stránkách prezidenta Ukrajiny vyvěšen text dekretu č. 405/2014 o zahájení protiteroristické operace: „Uvést v účinnost rozhodnutí Rady národní bezpečnosti a obrany Ukrajiny ze dne 13. dubna 2014 ‚O naléhavých opatřeních k překonání teroristické hrozby a zachování územní celistvosti Ukrajiny‘ “. Dekret vstoupil v platnost dnem zveřejnění. Dne 15. dubna 2014 vyhlásil Oleksandr Turčynov silovou protiteroristickou operaci ATO na severu Donbasu. Tento den je považován za začátek občanské války na východě Ukrajiny.
Dne 27. dubna 2014 následovalo vyhlášení Luhanské lidové republiky. Ukrajinská vláda poté po dočasném příměří obnovila vojenskou operaci s cílem obnovit kontrolu nad východními částmi země. 5. července ukrajinská armáda dobyla a obsadila Slovjansk. Povstalcům se ale z velké části podařilo i s výzbrojí z obklíčení uniknout a brzy se přeskupit v Doněcku. Tento vývoj vedl k výraznému zmenšení území ovládaného povstalci. Doněcká lidová republika a Luhanská lidová republika se 12. května 2014 sjednotily do Svazu lidových republik Nové Rusko.
Dne 17. července 2014 byl nad povstaleckým územím sestřelen civilní dopravní letoun Malaysia Airlines s 298 lidmi na palubě.
Dne 18. srpna 2014 zasáhla dělostřelecká palba konvoj s uprchlíky u Luhanska, z útoku se vzájemně obviňovaly obě strany. Server Parlamentní listy uvedl, že podle agentury Reuters za útokem stojí separatisté, zpráva agentury Reuters však takové tvrzení neuvádí.
Dne 22. srpna 2014 došlo k rozsáhlé protiofenzivě proruských povstalců, během níž byl obsazen přístav Novoazovsk a strategická výšina Savur-Mohyla. Ukrajina tyto události označila za přímou ruskou invazi a z její iniciativy byla 28. srpna svolána Rada bezpečnosti OSN. Dle ukrajinského prezidenta Petra Porošenka se jednalo o podporu povstalců ruskou armádou, což vůdce separatistů Alexandr Zacharčenko popřel, ale připustil, že na straně povstalců bojovalo mnoho ruských dobrovolníků, z nichž někteří sloužili nebo nadále slouží v ruské armádě a během bojů byli dle tvrzení povstalců na dovolené.
Dne 5. září 2014 byl v běloruském Minsku mezi stranami tohoto ozbrojeného konfliktu za účasti zástupců Organizace pro bezpečnost a spolupráci v Evropě (OBSE) sjednán protokol o klidu zbraní s 12 body, který byl ovšem po skoro celý zbytek roku oběma stranami porušován. Ve večerních hodinách dne 19. září 2014 byla v Minsku podepsána další úmluva. „Memorandum znamená stažení všech zbraní ráže nad 100 milimetrů nejméně o patnáct kilometrů z každé strany,“ řekl bývalý ukrajinský prezident Leonid Kučma, který v Minsku zastupoval kyjevskou vládu. Obě strany konfliktu se zavázaly stáhnout těžké zbraně, zvláště dělostřelectvo a tanky, vojáci však mohli zůstat na svých pozicích. Byl také zakázán přelet území vojenskými letadly, což se vztahovalo na ukrajinské letectvo. Mělo tak být vytvořeno nárazníkové pásmo mezi ozbrojenými jednotkami obou stran o šířce 30 km. Úmluva měla být naplněna během 24 hodin od okamžiku podpisu, což se však v dohodnutém rozsahu nikdy nestalo. Od uzavření příměří do ledna 2015 nedocházelo ale k větším vojenským operacím, nýbrž jen k lokálně a svým rozsahem omezeným šarvátkám. V lednu 2015 se však příměří definitivně zhroutilo a začalo se znovu bojovat naplno; boje byly nejsilnější v oblasti doněckého letiště a okolo města Debalceve. Toto strategicky důležité město a jeho okolí bylo 18. února 2015 dobyto proruskými separatisty. S příměřím ze září 2015 zbraně na východní Ukrajině z většiny utichly, avšak bez konečného vypořádání. V separatistické oblasti vznikl tzv. „zamrzlý konflikt“. Příměří je přerušováno přestřelkami, ze kterých se obviňují obě strany.
Od vypuknutí konfliktu do června 2015 z Ukrajiny uprchlo 900 tisíc lidí, z nichž většina (až 746 000 osob) odešlo do Ruska. Dalších 1,3 milionu byli uprchlíky ve vlastní zemi.

## Vývoj situace

### Duben 2014

#### Doněcká oblast
Města obsazená povstalci 6. dubna

 Města obsazená povstalci 12. dubna

 Města obsazená povstalci 13. dubna

 Města obsazená povstalci do 20. dubna

Vlajka Novoruska – svazu obou samozvaných lidových republik (fungující v letech 2014–2015), která se podobá vlajce ruského carského námořnictva

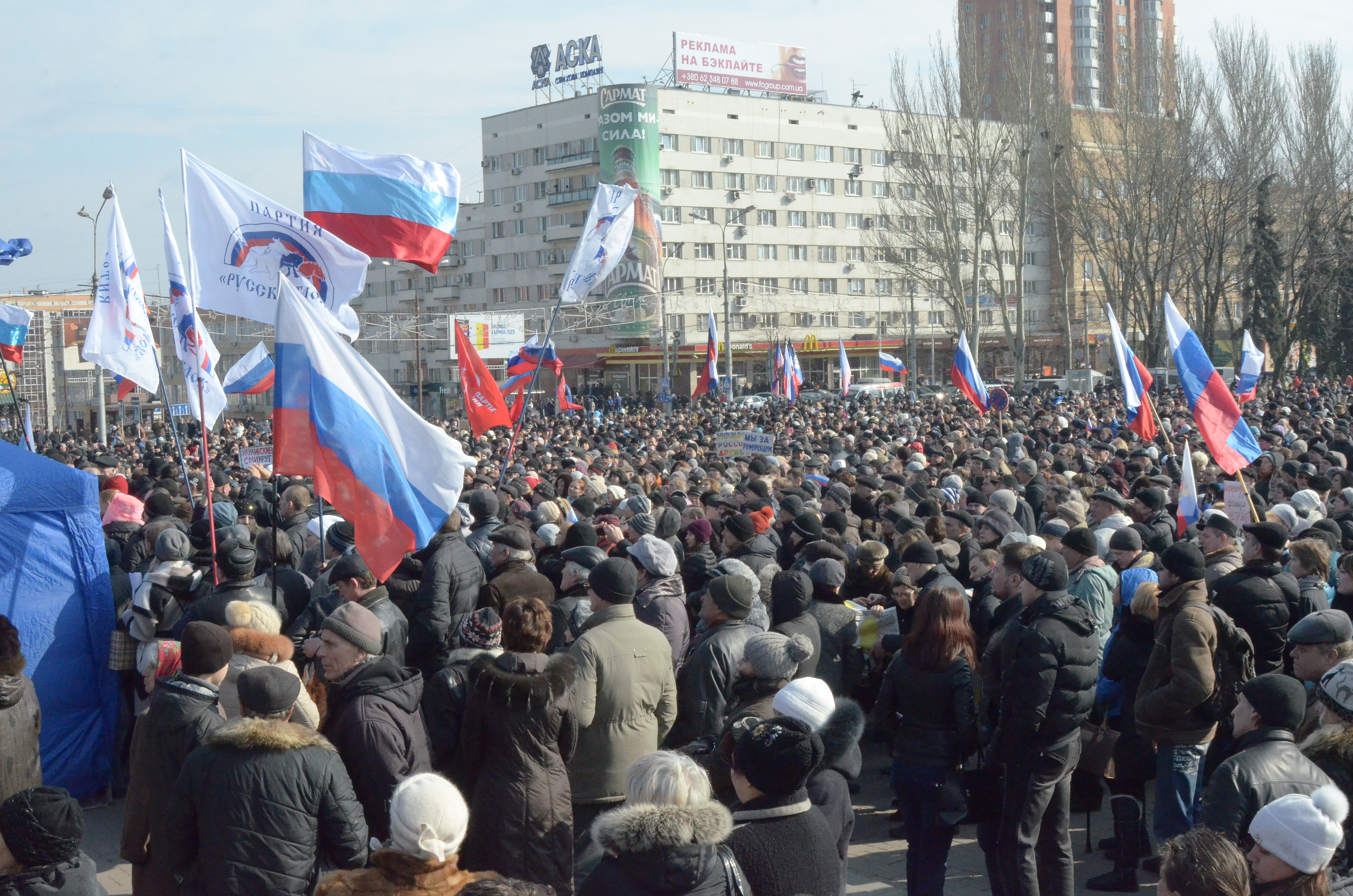
Proruská demonstrace v Doněcku, 9. března 2014

Podle průzkumu veřejného mínění z 8.–16. dubna 2014 Jaceňukovu prozatímní vládu, která vzešla z Euromajdanu, považovalo za legitimní 33,3 % obyvatel jižní a východní Ukrajiny, konkrétně měla nová vláda podporu 16,6 % obyvatel Doněcké oblasti a 16,8 % obyvatel Luhanské oblasti, dále 33,4 % obyvatel Charkovské oblasti, 35,0 % obyvatel Záporožské oblasti, 40,8 % obyvatel Oděské oblasti a 47,6 % obyvatel Dněpropetrovské oblasti.
Přes nedůvěru vůči samotné přechodné Jaceňukově vládě však většina dotázaných ve všech těchto regionech nesouhlasila s připojením jejich regionu k Rusku, konkrétně 84 % obyvatel v Dněpropetrovské oblasti, 53,3 % obyvatel v Doněcké oblasti, 51,3 % obyvatel v Luhanské oblasti, 65,5 % v Charkovské oblasti, 81,5 % v Záporožské oblasti a 78,8 % v Oděské oblasti.
Zbylá procenta zahrnovala velký počet obyvatel bez jasného názoru.
S výjimkou obyvatel Luhanské oblasti, kteří se z třetiny domnívali, že jde o způsob jak získat pozornost centra pro problémy místního kraje, rovněž většina dotázaných nesouhlasila s násilným obsazováním budov, jehož se v té době proruští separatisté dopouštěli.
Při demonstraci v téměř milionové metropoli Doněcku 6. dubna 2014, na které se sešlo na 2 000 lidí, kteří požadovali referendum o připojení oblasti k Rusku, bylo davem násilně obsazeno sídlo gubernátora Doněcké oblasti za užití zápalných lahví a granátů. Proti demonstrantům byla nasazena mj. vodní děla a došlo ke střetům a zranění. V noci na 7. dubna byla obsazena budova ukrajinské tajné služby a byl zúčastněnou skupinou ustanoven nový parlament, který vyhlásil nezávislou Doněckou lidovou republiku a zároveň oznámil, že do 11. května vyhlásí referendum o připojení k Rusku, a požádal ruského prezidenta o vojenskou pomoc. 8. dubna 2014 zahájily ukrajinské ozbrojené síly protiútok. Podle slov starosty Doněcku složili vzbouřenci část zbraní a opustili budovu tajné služby. Toho samého dne Výbor vlasteneckých sil Donbasu vyhlášení nezávislosti stáhl. Dle ukrajinských novin Vesti. ua však tato organizace neměla nic společného s Doněckou lidovou radou, která republiku vyhlásila, ale naopak se jednalo o proukrajinskou organizaci, usilující o jednotu Ukrajiny. Vyhlášení nezávislosti zůstalo tak nadále v platnosti. Orgány této Doněcké republiky zůstaly ovšem bez podpory, izolovány v obsazeném sídle gubernátora, a to až do 12. dubna.

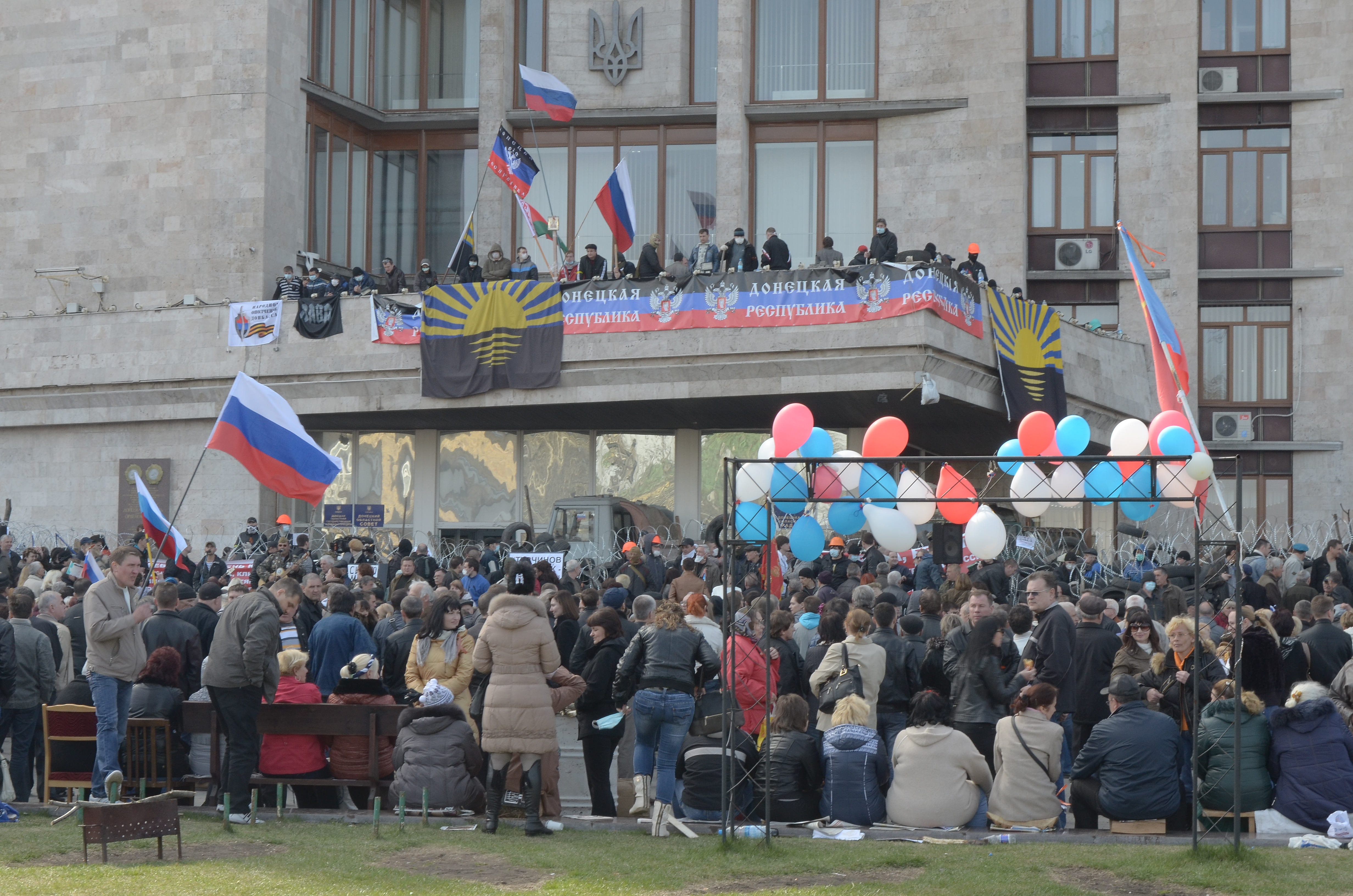
Proruští protestující před obsazeným sídlem místní správy, 7. dubna 2014

Ráno 12. dubna zaútočilo dle ruských novin šest ozbrojenců doprovázených davem na sklad zbraní ve městě Slovjansk, který údajně obsadili, a zbraně rozdali proruským demonstrantům. Později zde dav obsadil také radnici a policejní stanici. Ozbrojence podpořila také starostka města a prohlásila, že se ve městě bude konat referendum o připojení k Rusku. Ten samý den byly násilně obsazeny za podpory maskovaných ozbrojenců s ruskou výstrojí a výzbrojí, avšak ostentativně neznámé příslušnosti policejní stanice také v Kramatorsku, Družkivce, a Krasném Lymanu. Na dalších místech došlo ke střetům a neúspěšným napadením policejních stanic. Následujícího dne byly obsazeny policejní stanice také ve městech Mariupol a Jenakijeve a zároveň zahájila ukrajinská armáda protiútok ve Slovjansku. Podle různých zdrojů zde tehdy byli až tři mrtví a mnoho zraněných, ale centrum města se vzbouřencům podařilo udržet. 14. dubna byla obsazena policejní stanice v Horlivce, poté, co se místní policie přidala na stranu vzbouřenců, a také byla obsazena radnice ve městě Ždanivka. Protiútok armády začal 15. dubna v Kramatorsku, kde povstalci pod tlakem opustili policejní stanici, ale později téhož dne napadli místní letiště, které se armádě podařilo uhájit. Povstalci pak nadále drželi ve městě radnici a jiné administrativní budovy. Boje v Kramatorsku pokračovaly i příští den a vzbouřencům se podařilo ukořistit 6 obrněných vozidel ukrajinské armády. Několik vojáků odmítlo zasahovat a podle agentury Reuters jich několik dezertovalo na stranu vzbouřenců. Toho samého dne byla napadena ukrajinská posádka u přístavního města Mariupol, ovládaného povstalci. Střetnutí si podle ukrajinské vlády vyžádalo tři mrtvé na straně povstalců a také nejméně 13 zraněných.
Ve Slovjansku se 17. dubna povstalcům podařilo obsadit televizní stanici a obnovili vysílání ruských stanic, ale Ukrajinci je odtud během dne vytlačili. Později ale povstalci obsadili druhou televizní stanici, která je ve městě. Toho samého dne prozatímní ukrajinský prezident Turčynov nařídil rozpuštění 25. výsadkové brigády, která obléhala město Slovjansk. Důvodem byla ztráta či předání ozbrojených vozů povstalcům, neochota útočit na povstalce a časté dezerce. Během 18. dubna přijeli zástupci Doněcké lidové republiky do města Siversk a podařilo se jim podle ruské agentury ITAR-TASS bez boje vyjednat přidání města k republice. Místní policie se prý k vzbouřencům také přidala.

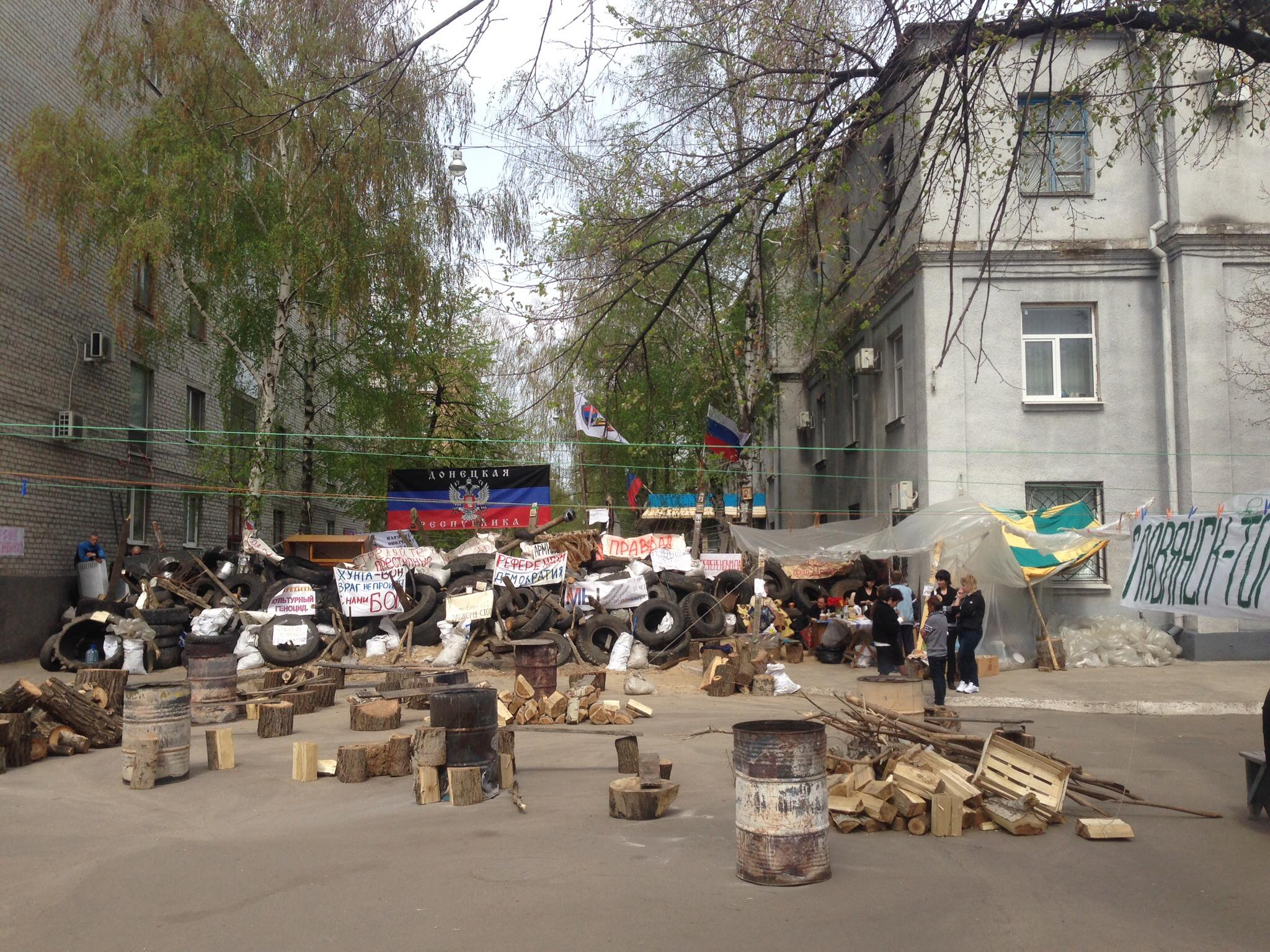
Barikáda ve Slovjansku, 20. dubna 2014

Boje u Slovjansku a Kramatorsku byly po dobu velikonočních svátků zastaveny v důsledku toho, že ukrajinská vláda přerušila protiteroristickou operaci. Kromě incidentu, kdy 20. dubna zaútočili neznámí ozbrojenci na kontrolní stanoviště separatistů u Slovjansku, byla situace o Velikonocích relativně klidná. 22. dubna byla u Slovjansku objevena dvě těla se známkami brutálního mučení. Jednou z obětí byl Volodymyr Rybak, člen strany Vlast a zastupitel Horlivky, kterého nedávno před tím unesli proruští ozbrojenci. Proto, i pro údajné zásadní nedodržování dohod z Ženevy separatisty,[zdroj?] obnovil úřadující prezident Turčynov 23. dubna protiteroristické akce, které byly po dobu Velikonoc přerušeny. Téhož dne byl zadržen proruskými separatisty také Simon Ostrovsky, reportér amerického webu Vice News, což oznámil Vjačeslav Ponomarjov, samozvaný „lidový starosta“ Slovjansku. V Kramatorsku byl separatisty také zajat velitel městské policie Vitalij Kolupaj a za jeho výměnu byl požadován volný přístup k policejním zbrojním skladům. Ve Slovjansku byl 21. dubna vyhlášen zákaz nočního vycházení. Hned 23. dubna ohlásila ukrajinská armáda první úspěch, když obsadila klášter ve Svjatohirsku, který prý drželi separatisté, což až do toho dne nebylo známo. Den nato zformoval Pravý sektor dobrovolnický oddíl, což bylo další jasné porušení dohody z Ženevy. Ten samý den se opět rozhořely ostré boje napříč celou oblastí, hned ráno byla přepadena ukrajinská základna v Artemivsku, později došlo k potyčkám v Mariupoli a během dne opět začal útok na Slovjansk, při kterém se armádě povedlo zneškodnit tři vzbouřenecká stanoviště.
25. dubna byl u Kramatorska sestřelen vrtulník ukrajinské armády a ukrajinská armáda ohlásila začátek druhé fáze protiteroristické operace, při které mělo být obklíčeno město Slovjansk, ale zároveň prohlásil náčelník protiteroristického centra tajné služby SBU Vasyl Krutov, že na město se nebude útočit. Během následujících dní Ukrajina stahovala do oblasti stále více jednotek. Podle ruské agentury RIA Novosti bylo 27. dubna v oblasti již 15 000 mužů, 230 bojových vozidel a 150 minometů a raketových systémů Grad a Smeršč. V Doněcku byl separatisty 27. dubna obsazen televizní vysílač, který byl hned v noci na 28. dubna opuštěn po domluvě s místní vysílací správou. 28. dubna pokračovaly střety u Kramatorsku, při nichž povstalci ostřelovali místní letiště. Ukrajinská armáda vyhlásila 30. dubna stav plné bojové pohotovosti. Ten samý den byly obsazeny daňový úřad a celní úřad v Doněcku, ale ještě téhož dne byly opuštěny. Příští den vzbouřenci v Doněcku obsadili sídlo místní prokuratury.

#### Luhanská oblast
V Luhansku se 6. dubna konala několika tisícová demonstrace, požadující propuštění předáka proruské organizace a dalších demonstrantů. Protestující obsadili sídlo tajné služby a zmocnili se zbraní. I přes zásah policie, který za sebou zanechal 9 zraněných, se protestujícím podařilo sídlo udržet a 8. dubna vyhlásili luhanskou parlamentní republiku. Podle policie se demonstranti v budově zaminovali a drželi na 60 rukojmích, což ovšem demonstranti odmítali. Údajní rukojmí odešli z budovy 9. dubna. Toho samého dne byly do Luhansku poslány obrněné transportéry. Povstalci požadovali amnestii, referendum o federalizaci a nezávislé vyšetření střelby na kyjevském náměstí. Na náměstí se shromáždilo asi 1 000 lidí, kteří je podporovali. Policii se podařilo budovu dostat pod kontrolu 12. dubna.
14. dubna napadli demonstranti policejní stanici v Luhansku. Na rozdíl od Doněcké oblasti byla v Luhanské oblasti po celý duben situace relativně klidná. 16. dubna byli zajati 2 ukrajinští vojáci, ale jinak zde nedošlo k žádným střetům. Luhanské úřady tlačily na Kyjev, aby dovolil uspořádat referenda o statusu oblasti, s požadavkem se na parlament obrátily 18. dubna a poté výhružněji 27. dubna. V noci 27. dubna byla vyhlášena Luhanská lidová republika, v Luhansku se okamžitě podařilo obsadit několik správních budov. O dva dny později, 29. dubna, se povstalcům povedlo obsadit sídlo místní správy a kompletně převzali kontrolu nad Luhanskem, kromě toho se jim podařilo obsadit také město Pervomajsk. Den nato ovládli i města Alčevsk a Krasnyj Luč.

### Květen 2014

#### Doněcká oblast
I přes předchozí vyjádření, že na Slovjansk se nebude útočit, 2. května ukrajinská armáda zahájila rozsáhlou ofenzivu s použitím pozemních jednotek, obrněných vozů a vrtulníků, a podle neověřených zpráv i letectva, jejímž cílem bylo zřejmě obsazení Slovjansku. Ukrajinská vláda vyzvala civilisty, aby zůstali doma. Zprvu se armádě dařilo a do konce dne obsadila téměř všechna kontrolní stanoviště vzbouřenců na cestách do města. Podle některých představitelů ukrajinské vlády dokonce všechna kontrolní stanoviště a prý až polovinu města, ale vzbouřencům se povedlo sestřelit dva vrtulníky a armádě způsobit ztráty. Ve vesnici Adrijivka byla ukrajinská armáda zastavena místními lidmi, kteří ji nepustili dál. Boje se protáhly a 3. května povstalci sestřelili další vrtulník, ale Ukrajincům se údajně povedlo obsadit nedaleký Kramatorsk a bojovalo se také u vesnice Kostjantynovky. Podle ruských médií začala 4. května protiofenziva povstalců, při které se jim povedlo znovu obsadit celý Slovjansk a Kramatorsk. Přestože tyto zprávy Ukrajina nepotvrdila, tak později téhož dne vydala prohlášení že Slovjansk je úplně obklíčen a obě města jsou pod kontrolou povstalců. Na pozadí událostí ve Slovjansku se povstalcům podařilo 2. května bez boje obsadit město Stachanov a v Doněcku byly obsazovány další správní budovy. Armáda obnovila ofenzívu na Slovjansk hned 5. května a intenzivní boje pokračovaly i 6. a 7. května, povstalcům se povedlo sestřelit další vrtulník a neúspěšně se 6. a 7. května pokusili o průlom. Ukrajinci odhadují počet obránců města na 800 a prý na jejich straně bojují i občané Ruska a Čečenci. V bojích do této doby přišlo o život podle odhadů kolem 30 lidí.

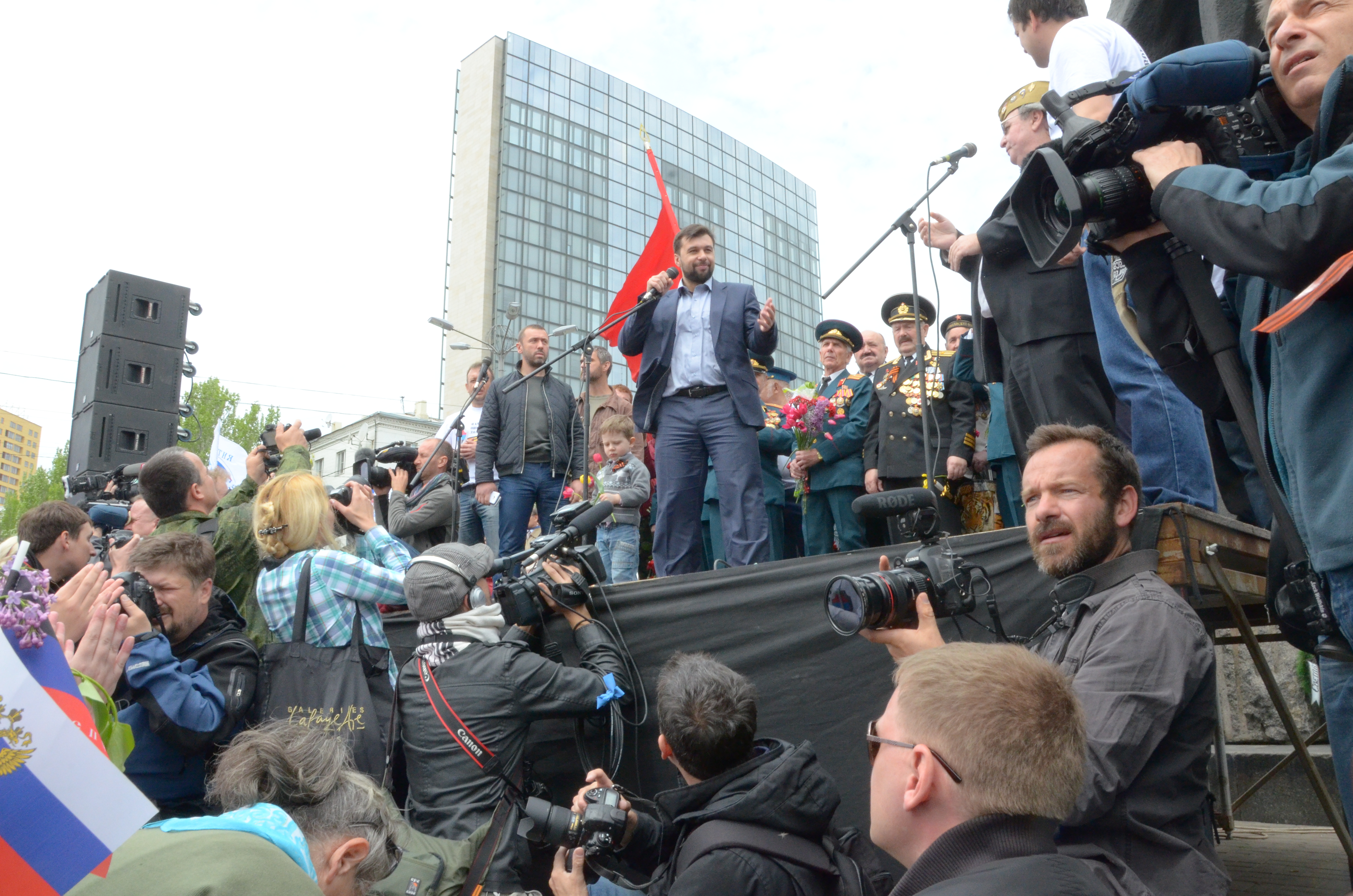
Lidový gubernátor Denis Pušilin v Doněcku v Den vítězství 9. května 2014

6. května začaly boje také v Mariupoli, kde útočníci ruskými médii označení jako příslušníci Pravého sektoru napadli stanoviště vybudovaná vzbouřenci. Později se boje dostaly i do města a ukrajinským silám se podařilo převzít od povstalců místní radnici, ale později téhož dne ji vzbouřenci obsadili nazpátek. V celé oblasti se 7. května situace zlepšila, ale boje se znovu rozhořely 9. května, přesně na ruský den vítězství. Nejsilnější střety se odehrály v Mariupoli, kde se bojovalo o budovy vnitra a policie. Při bojích padlo kolem 20 až 40 lidí a obě strany se obvinily ze zahájení bojů, ukrajinská armáda přitom nasadila obrněné vozy. V Doněcku byly 9. května povstalci úspěšně přepadeny další objekty a menší potyčky se odehrály i u Slovjansku. K dalšímu vyostření situace došlo 11. května, což byl den na který bylo naplánované referendum o nezávislosti. Ráno začaly ostré střety u Slovjansku a také u přilehlé vesnice Andrijivka, která prý byla přepadena příslušníky Pravého sektoru.

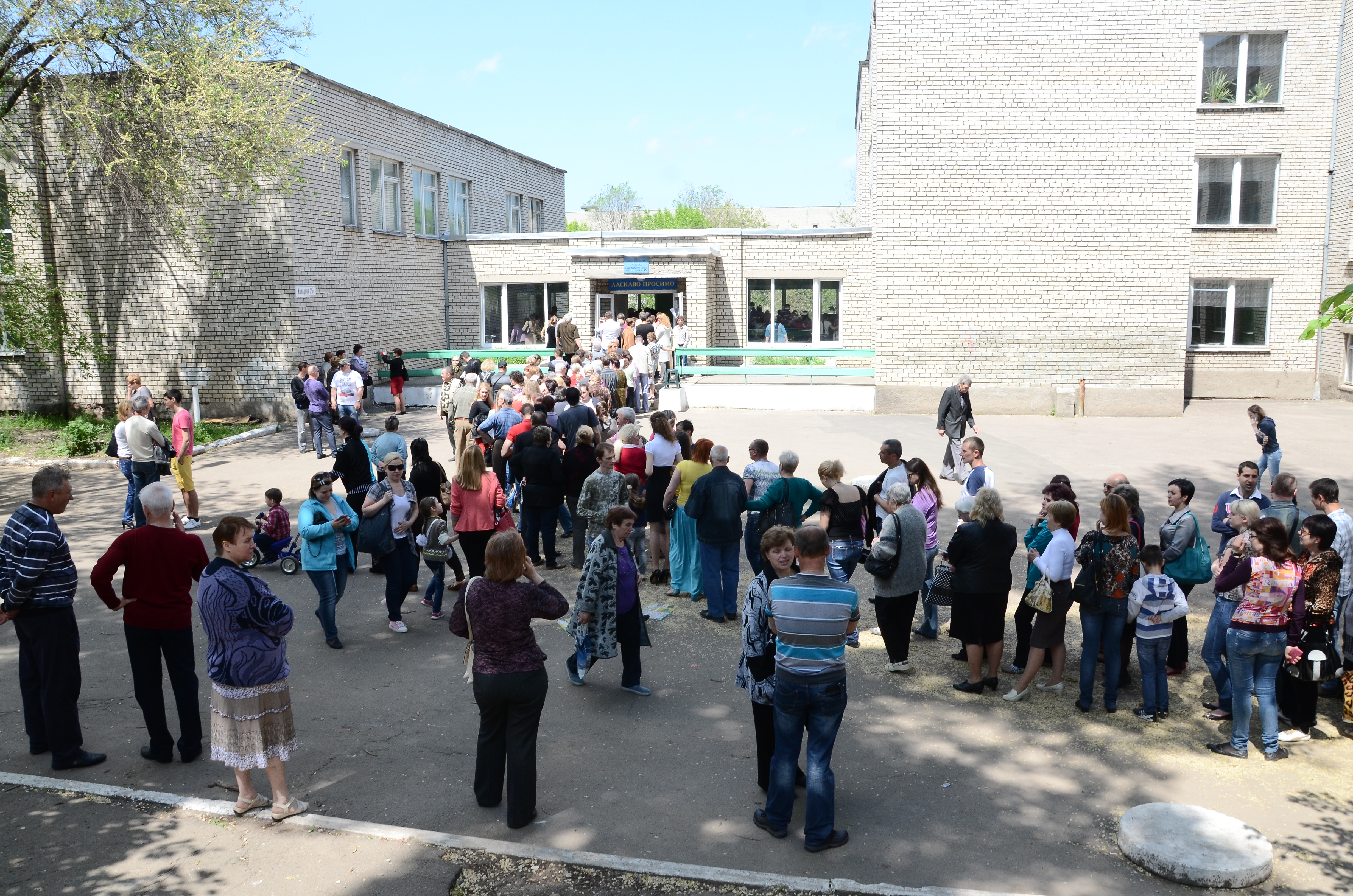
Lidé v Doněcku stojí 11. května 2014 ve frontě, aby mohli hlasovat v referendu o statusu Doněcké oblasti

Armáda se snažila referendum zastavit i na ostatních místech a v Krasnoarmijsku bylo referendum ukončeno střelbou do davu. Podle výsledků zveřejněných povstalci hlasovalo pro vytvoření nezávislého státu 89,07 % lidí při volební účasti 74,87 %. Toto referendum nebylo uznáno žádným státem světového společenství. Po referendu oznámila Doněcká lidová republika, že vybuduje vlastní armádu a její zástupci vyhlásili „protiteroristickou operaci“ s cílem vyhnat ukrajinskou armádu z oblasti. Po referendu vypukl v celé oblasti ještě větší chaos a zřejmě došlo mezi rebely k rozkolu – podle nejasných zpráv převzal moc ve Slovjansku Igor Girkin (známý také jako Igor Strelkov), který zřejmě zastává nezávislou republiku, zatímco vůdce v Doněcku Denis Pušilin požádal Rusko o připojení Doněcké republiky k Ruské federaci. Hned 12. května po vyhlášení protiteroristické operace zesílil tlak na ukrajinské jednotky u Slovjanska, kde povstalci použili i minomety. Podle nových odhadů bylo ve Slovjansku 1 500 povstalců, což je mnohem více než původně odhadovaných 800. Den nato se povstalcům povedlo úspěšně přepadnout armádní kolonu u Kramatorska, kde při boji zemřelo až osm lidí, z nichž prý jen jeden na straně povstalců. Tato skupina byla zničena 15. května speciální jednotkou ukrajinské armády. Ve Slovjansku probíhaly tvrdé boje o televizní vysílač a 15. května se ukrajinské armádě podařilo definitivně dostat vysílač pod kontrolu. Tou dobou se také začínaly objevovat zprávy o kozácích operujících v oblasti. V Mariupoli došlo 16. května k dalším střetům i přes to, že se do řešení situace zapojil místní oligarcha Achmetov. Ten samý den vyšla zpráva OSN, podle které má Ukrajinská krize již 250 obětí, ale samozvaný starosta Vjačeslav Ponomarjov ten den prohlásil, že se povstalcům povedlo zabít, zranit či zajmout již 650 ukrajinských bojovníků (do toho započítal i ztráty Pravého sektoru a údajných zahraničních žoldáků). Boje pokračovaly v Kramatorsku, kde povstalci 17. května opět napadli místní letiště a také ve Slovjansku, kde byly ukrajinskou armádou nasazeny poprvé houfnice a minomety. Boje byly nadále situované mimo a na okrajích města a podle vyjádření slovjanského starosty z 18. května se obráncům podařilo zabít 7 útočníků a sami nikoho neztratili. 19. května byl z minometů ostřelován televizní vysílač ve Slovjansku.

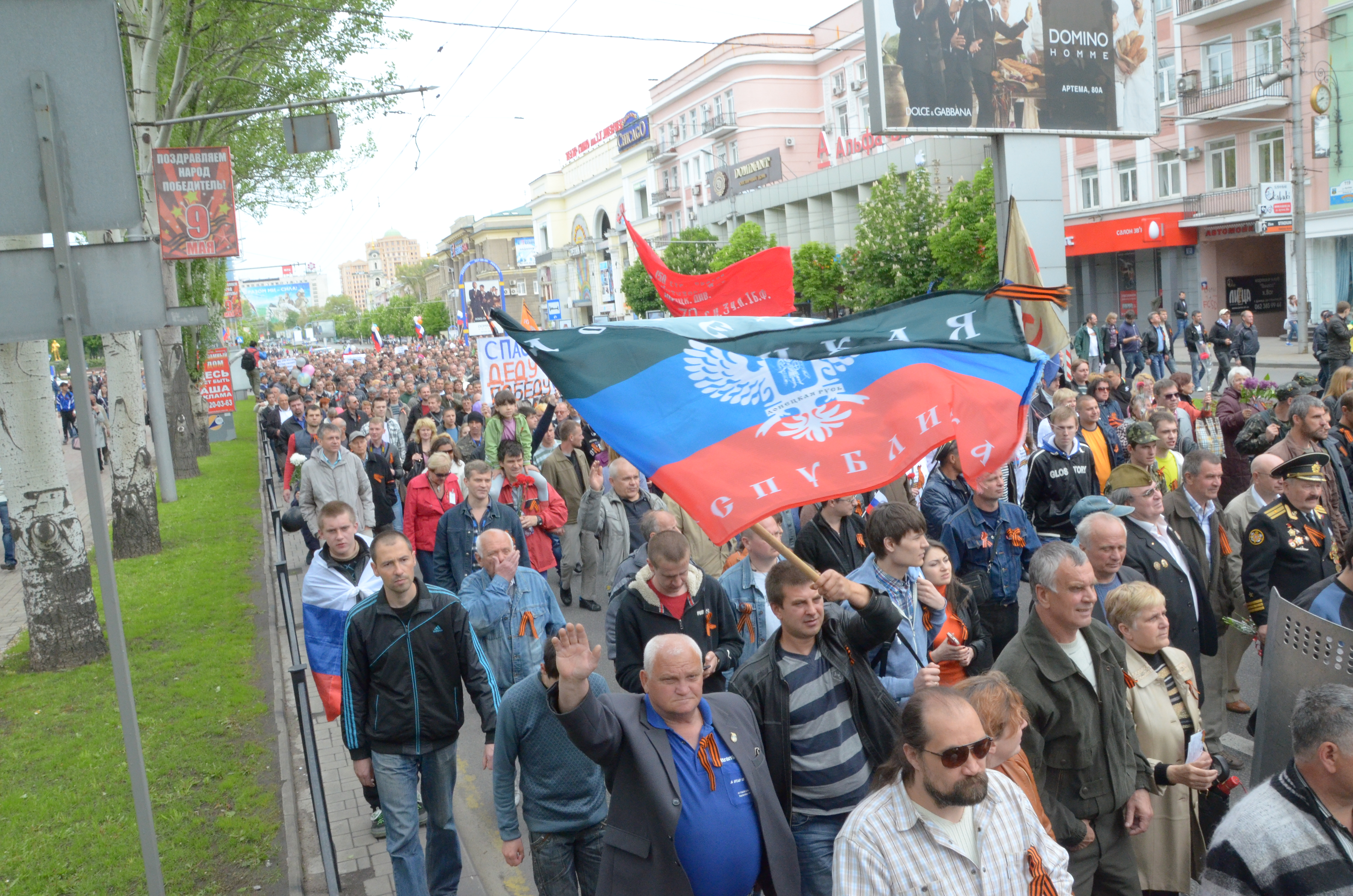
Manifestace separatistů v Doněcku, 9. května 2014

Oligarcha Rinat Achmetov se 20. dubna rozhodl podpořit jednotu Ukrajiny několika akcemi s různými výsledky, ale povstalci se rozhodli, že mu za to a za neplacení daní lidové republice zabaví majetek. Tvrdé boje pokračovaly 21. května ve Slovjansku, kde armáda ostřelovala celé město i obytné čtvrti. Pokračoval také rozkol mezi povstalci, kdy starosta Slovjansku vyhrožoval, že pošle do Doněcku armádu. Podle ukrajinských zdrojů si povstalci ze Slovjansku začali připravovat únikovou cestu do Ruska. Starosta Slovjansku také vyzval k evakuaci dětí z města. Ten samý den vyhlásil prezident Ukrajiny finální útok na separatisty. Ostřelování a boje o Slovjansk pokračovaly i další dny a 23. května vyzvali povstalci civilní obyvatele, aby raději opustili město. Během 22. května došlo k přepadení ukrajinských vojáků u města Volnovacha, při kterém padlo 13 až 18 ukrajinských vojáků. Separatisté obvinili z útoku Pravý sektor a tvrdili, že zabití odmítali zasahovat proti povstalcům, také uvedli, že příslušníci Pravého sektoru měli při zásahu podle svědků podporu ukrajinských vrtulníků. U vsi Karlivka došlo 23. května ke střetu mezi příslušníky Pravého sektoru a povstalci, později byli povstalci obviněni ze zabití 6 zajatců z tohoto střetu. Také situace v Mariupoli se zhoršila a 24. května byl vydán zákaz nočního vycházení.

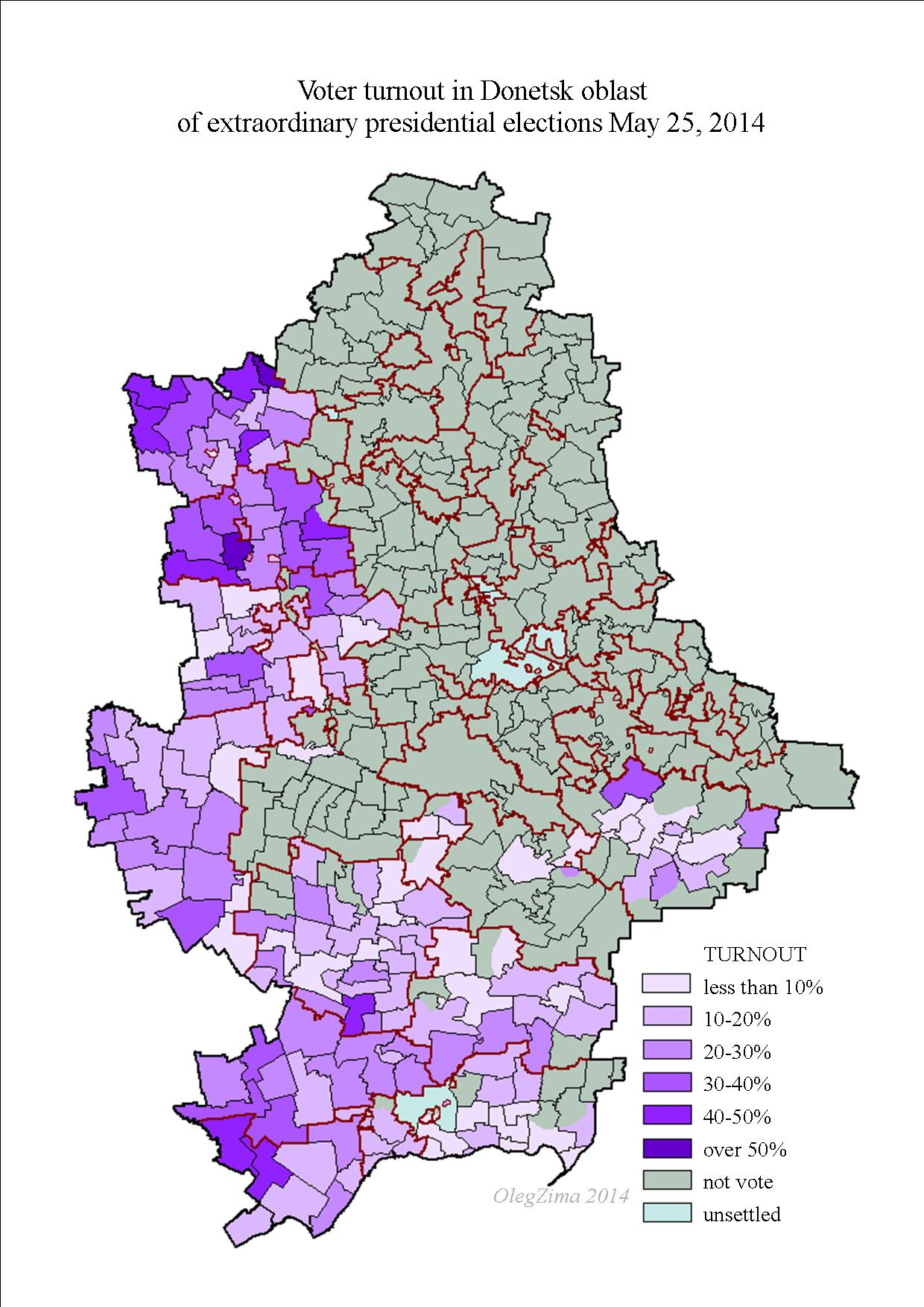
Mapa Doněcké oblasti podle volební účasti na prezidentských volbách 25. května 2014. Šedě jsou vyznačené oblasti, ve kterých nebylo možné ani na jednom místě odevzdat hlas

S přípravami na prezidentské volby, které se měly uskutečnit 25. května a které povstalci odmítali, se množily útoky na volební místnosti. Podle odhadů 24. května fungovalo v Doněcké oblasti 13 z 22 volebních okrsků, ale 25. května bylo v Luhanské oblasti a Doněcké oblasti možné hlasovat jen na 735 místech z celkového počtu 3 900. V Doněcku se 25. května konala demonstrace proti volbám, která vyústila v napadení sídla oligarchy Achmetova. 26. května byla přepadena letiště v Doněcku a poblíž Slovjansku. Zatímco u Slovjansku byli útočníci rychle odraženi, o Doněcké letiště se strhl několikadenní boj. Ukrajinci nasadili letectvo a 27. května se jim povedlo získat letiště nazpět, podle různých zpráv utrpěli povstalci těžké ztráty mezi 35–50 mrtvými, což je podle nich následkem toho, že Ukrajinci zasáhli vůz převážející zraněné. V Doněcku byl 27. května vyhlášen zákaz nočního vycházení a 28. května se boje přesunuly do centra Doněcku. Podle Ukrajinců byli mezi mrtvými na letišti i lidé z Čečenska, Ingušska, Dagestánu a Abcházie. Na Slovjansk a Kramatorsk 29. května opět tvrdě zaútočila armáda s použitím artilerie i letectva, bojovalo se ve městě i v obytných čtvrtích a při bojích se povstalcům povedlo sestřelit vrtulník, ve kterém letělo 14 vojáků a generál ukrajinské armády; pád přežil jen jeden voják. Bojovalo se také o přilehlé obce Andrijivka a Červonyj Moločar, kde se prý povstalcům povedlo sestřelit další vrtulník. Z Doněcka bylo hlášeno rabování, místní situace připomínala anarchii. Ze Slovjansku přicházely zprávy o stále větších civilních obětech, město bylo intenzivně ostřelováno z minometů, děl a vrtulníků, podle Ukrajinců se povstalci snažili z města uniknout, ale pokusy o průlom 29. května a 2. června byly zastaveny. 2. června opět začaly boje o kramatorské letiště a také na předměstích Kramatorsku.

#### Luhanská oblast
1. května 2014 ovládli povstalci v Luhanské oblasti město Stachanov, 5. května Roveňky a Slovjanoserbsk, 7. května Severodoněck a 8. května Starobilsk. Dne 3. května vyhlásil místní vůdce proruských aktivistů Valerij Bolotov, titulující se jako „lidový gubernátor“, v souvislosti s ukrajinskou „protiteroristickou“ operací v Doněcké oblasti všeobecnou mobilizaci Luhanské oblasti, zákaz nočního vycházení a postavení ukrajinské strany Pravý sektor a spolků fotbalových fanoušků mimo zákon. Za svůj první cíl prohlásil Kyjev. Policie 6. května oznámila, že nemá situaci v oblasti pod kontrolou. První ozbrojený střet se odehrál 8. května, když povstalci napadli jeden z hraničních přejezdů a během dne byli odraženi. Situace se podobně jako v Doněcké oblasti vyostřila během referenda 11. května. Podle povstalců na mnohých místech ukrajinská armáda zastrašovala voliče a v Novoajdaru prý došlo i k ozbrojeným střetům mezi armádou a povstalci. Podle výsledků zveřejněných povstalci hlasovalo 96 % pro vytvoření samostatného státu, a to při volební účasti kolem 80 %. Toto referendum neuznal žádný stát mezinárodního společenství. Situace v Luhanské oblasti byla stále nesrovnatelně klidnější než v Doněcké oblasti, navíc mezi povstalci nedošlo k rozkolu jako tomu bylo v Doněcku. O připojení k Rusku nakonec Luhanská lidová republika nepožádala. Na hraničním přechodu Dobžanskij u hranic s Ruskem byl 17. května zadržen povstalecký velitel Valerij Bolotov. Hraniční přechod ale byl napaden povstalci a těm se po dvou hodinách bojů podařilo Bolotova vysvobodit.
Luhanská lidová republika si 19. května zvolila nové vedení – prezidentem se stal Valerij Bolotov a premiérem Vasilij Nikitin. Podobně jako v Doněcké oblasti, ani v Luhanské povstalci nehodlali připustit uskutečnění prezidentských voleb, které se měly konat 25. května. Podle zpráv ústřední volební komise se do 21. května podařilo rozeslat pouze třetinu volebních lístků. Situace se vyostřila 22. května, kdy proběhly boje o město Lysyčansk a zároveň povstalci napadli několik hraničních přechodů; největší boje probíhaly prý u Stanično-Luhanska. Kromě toho byla toho dne vyhlášena v Luhanské lidové republice všeobecná mobilizace. Tvrdé boje přetrvaly i další den a armáda hlásila údajné zabití 20 povstalců při útoku na konvoj mezi obcemi Rubižne a Druželjubivka. Povstalci znovu napadli hraniční přechod Stanično-Luhansk. Kromě toho se začaly šířit útoky na volební komise. Podle mluvčího Luhanské lidové republiky Ostapa Čornyje zaznamenali povstalci několik incidentů, při nichž Pravý sektor útočil na ukrajinskou armádu. Ve vesnici Pryvillja měli prý příslušníci ukrajinské armády složit zbraně a přidat se k povstalcům, ale následně byli prý napadeni příslušníky Pravého sektoru, kteří prý postříleli kolem 30 vojáků, navíc v boji padlo ještě sedm povstalců; o ztrátách Pravého sektoru se povstalci nezmiňují. Den před prezidentskými volbami fungovaly v Luhanské oblasti 4 volební okrsky z 12, ale 25. května se volby uskutečnily pouze ve dvou okrscích. V den voleb proběhlo několik incidentů, při jednom z nich byla postřílena volební komise ve městě Novoajdar, protože odmítla otevřít volební místnost. 27. května se opět bojovalo u hranic, když se skupina nákladních aut, dodávek a mikrobusů pokoušela projet hranici z Ruska; podařilo se to pouze části. O dva dny později, tedy 29. května, vypukly intenzivní boje napříč celou oblastí. Nejtvrdší boje se vedly v Luhansku a znovu byl napaden hraniční přechod Stanično-Luhansk. Další hraniční post, obec Djakove, byla povstalci napadena 31. května.

#### Vznik Nového Ruska
Dne 24. května podepsali zástupci Luhanské lidové republiky a Doněcké lidové republiky dohodu o spojení a vytvoření státního útvaru „Nové Rusko“.

### Červen 2014

#### Doněcká oblast

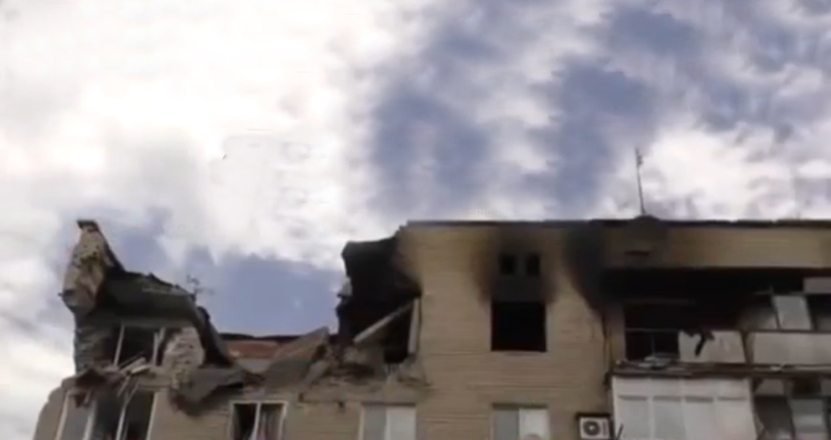
Zničená budova na předměstí Doněcku

Armáda zahájila 3. června novou, v pořadí již čtvrtou ofenzivu na Slovjansk a přilehlá města, poprvé zde byly údajně nasazeny tanky, armáda útočila také na povstalce u Doněcku. Ještě téhož dne ukrajinská armáda hlásila obrovské úspěchy, kdy se prý povedlo zlomit odpor v Krasnym Lymanu a ve vesnici Semenivka a také se prý povedlo zabít 500 povstalců a 1 500 jich zranit (přitom Ukrajinci odhadovali počet povstalců ve Slovjansku pouze na 1 500), ale tyto informace nebyly nikým potvrzeny a jiné zdroje mluví o 10 mrtvých a 12 zraněných. Sama armáda hlásila pouze 3 mrtvé a 50 zraněných na své straně. Příští den pokračovaly boje o Slovjansk. Kromě toho, přestože bylo den předtím oznámeno dobytí těchto měst, byly 4. června hlášeny nálety na Semenivku a prezident Ukrajiny informoval o pokračujících bojích v Krasnym Lymanu. 5. června napadli povstalci hraniční přechod Marynivka, ale po přivolání posil se je 6. června podařilo odrazit. Ukrajina zareagovala uzavřením všech hraničních přechodů s Ruskem. Během pokračujících bojů ve Slovjansku bylo 6. června sestřeleno letadlo ukrajinské armády. Povstalci toho dne ovládli město Torez a ohlásili, že na straně ukrajinské armády bojují žoldáci z cizích zemí, především občané Polska a Česka.
Při své inauguraci 8. června 2014 prohlásil nový prezident Ukrajiny Petro Porošenko, že v nadcházejícím týdnu (9. června – 15. června) zastaví boje na východě Ukrajiny. I přes toto prohlášení ostřelování Slovjansku pokračovalo, boje se vrátily i do Mariupole a opět se bojovalo i o kramatorské letiště. Lidé hromadně utíkali ze Slovjansku, který byl z velké části zničen, v přilehlé vesnici Semenivce prý 9. června už nestál jediný dům. Podle zpráv ze dne 11. června opustila Slovjansk už třetina jeho obyvatel a další utíkali, ale ukrajinská armáda pouštěla z města jenom ženy a děti. Podle ukrajinských zdrojů 12. června přijely z Ruska tři tanky T-72 a s nimi i kolona dalších vozidel, která byla částečně zničena. Rusko se ohradilo s tím, že tanky nejsou z Ruska, ale že je povstalci ukořistili od Ukrajinců. Tanky byly nasazeny u Horlivky a armáda prý dva z nich během 13. června zničila. 13. června též armáda zahájila operaci v Mariupoli a město bylo po bojích obklíčeno a později téhož dne i dobyto. U Horlivky byl 14. června sestřelen armádní bombardér Su-24. Povstalcům se 16. června povedlo obsadit centrální banku v Doněcku. Téhož dne prezident Porošenko oznámil, že povstalcům navrhne příměří a den nato bylo příměří mezi oběma stranami dohodnuto. Během příměří si strany vyměnily ostatky padlých. Porošenko 18. června nabídnul povstalcům možnost odejít do Ruska, ale to zůstalo bez odezvy. Ten samý den povstalci obvinili armádu z porušení příměří a den nato se rozhořela bitva u obce Krasnyj Lyman. 20. června prohlásil ukrajinský ministr obrany, že armádě se podařilo odříznout povstalce od ruských hranic a toho samého dne vyhlásil prezident Porošenko jednostranné příměří. Obě strany se hned dalšího dne obvinily z porušení příměří a opět byl ostřelován Slovjansk. 22. června se boje rozšířily do Kramatorsku a Artěmivsku, kde byly ostřelovány ukrajinské posádky a podle Ukrajinské pravdy se separatisté také „snažili o odpor“ u Jampolu a v Zakotném; kromě toho začaly i pozemní boje ve Slovjansku. 23. června se separatisté zavázali dodržovat příměří, ale, i přesto, že se situace uklidnila, se obě strany opakovaně obviňovaly z porušení příměří i v následujících dnech. 24. června byl u Slovjansku sestřelen ukrajinský vrtulník a na místě zemřelo devět lidí, ale kromě menších incidentů přetrvalo příměří až do 26. června, kdy se opět v celé oblasti rozhořely boje. Přestože bylo 27. června příměří oboustranně prodlouženo, boje napříč celou oblastí pokračovaly. Nejproblematičtější situace byla ve Slovjansku, kde ukrajinská armáda hlásila útoky na své stanoviště a na vysílací věž, a v Kramatorsku, kde se bojovalo o místní letiště. Tyto boje pokračovaly až do konce června. 30. června nasadila podle separatistů ukrajinská armáda u Slovjansku chemické zbraně.

#### Luhanská oblast
2. června zasáhla bomba sídlo povstalců v Luhansku. Očití svědci prý viděli těsně před výbuchem prolétat nad městem ukrajinský bojový letoun Suchoj Su-25, ale Ukrajinci tvrdili, že se jednalo o omyl povstaleckého dělostřelectva. Téhož dne se opět rozhořel boj u hranic, když bylo napadeno velitelství ukrajinských pohraničníků. Obráncům se podařilo odrazit několik povstaleckých útoků, přestože povstalci údajně útočili pomocí těžkých kulometů a minometů. Obránci odhadli počet útočníků na 500. Dalšího dne se útoky opakovaly, ale ukrajinští obránci se stále drželi. Boje pokračovaly přes noc a dalšího dne, tedy 4. června se i přes nasazení letectva pohraničníci stáhli a přenechali velitelství povstalcům. Téhož dne se rozhořel boj o kasárna v Luhansku, na které zaútočilo asi 500 povstalců s pomocí minometů. Ještě téhož dne byla kasárna povstalci obsazena, protože armádě prý došla munice a musela se stáhnout. Ukrajina se rozhodla 6. června uzavřít sedm hraničních přechodů v Luhanské oblasti. Téhož dne podniklo ukrajinské letectvo několik náletů a údajně se mu podařilo zničit dvě povstalecké základny. 10. června bylo napadeno letiště u Luhanska a téhož dne se objevily zprávy, že značnou část luhanské oblasti ovládají donští kozáci, kteří prý bojují spolu s povstalci, jejich počet je odhadován na 4 000. Celkem měli 10. června ovládat devět měst, a to Severodoněck, Lysyčansk, Stachanov, Brjanka, Alčevsk, Krasnyj Luč, Antracyt, Sverdlovsk a Perevalsk. Dalšího dne se opakovaly boje o luhanské letiště, které bylo obklíčeno a ostřelováno z minometů a granátometů. Zprávy o nejednotě povstalců se objevily opět 12. června, když byla v Lysyčansku vyhlášena Lysyčanská lidová republika (dva dny předtím přišla zpráva, že Lysyčansk je pod kontrolou donských kozáků). Téhož dne přišly zprávy o tom, že hranici z Ruska měla v okresu Ďjakovo překročit ozbrojená kolona, ve které měly mimo jiné jet také tři tanky (později nasazené v Doněcké oblasti). Rusko popřelo, že by z jeho území měla přijet ozbrojená kolona a tvrdilo, že tanky povstalci ukořistili od Ukrajinců. Ruská agentura RIA Novosti v souvislosti s tím vydala zprávu, podle níž disponují povstalci severně od Luhanska až 40 tanky, které ukořistili Ukrajincům. U Luhanska byl 13. června sestřelen letoun Iljušin Il-76 s vojáky a výzbrojí na palubě. Přitom zahynulo 40 parašutistů a 9 členů posádky. O letiště se mezitím vedly tvrdé boje. Povstalci se v Luhansku připravovali na útok ukrajinských jednotek, které se do jeho blízkosti dostaly už 16. června. Prezident Porošenko 16. června zveřejnil jeho plán příměří, ale jednou z podmínek mělo být zajištění hranice s Ruskem, kterou ovládali povstalci a tak armáda zahájila ofenzívu podél hranice. Dalšího dne bylo vyhlášeno dočasné příměří, během kterého se měli vyměnit padlí, ale obě strany se ještě téhož dne obvinily z jeho porušení. 20. června oznámil Porošenko, že Ukrajina kontroluje celou hranici s Ruskem. Téhož dne bylo také vyhlášeno příměří. Hned 21. června se obě strany obvinily z porušení příměří. Bojovalo se o tři hraniční přechody, z nich nejtvrdší boje probíhaly u přechodu Izvarine. Boje o přechody pokračovaly i další den a mělo se bojovat i o další pozice u hranice. Příměří nakonec vydrželo až do původně plánovaného 27. června, kdy bylo oboustranně o tři dny prodlouženo a to i navzdory tomu, že potyčky byly hlášeny z celé oblasti a hlavně od měst Pryvillja, Severodoněck a Starobilsk. Ani po prodloužení příměří se situace nezlepšila a potyčky pokračovaly až do 30. června, tedy až do konce příměří.

### Červenec 2014

Oblasti ovládané začátkem července 2014 povstalci
Oblasti ovládané začátkem července 2014 Ukrajinci Modrá přerušovaná čára je frontová linie 4. července a zelená přerušovaná čára je frontová linie 14. července 2014

Prvního července 2014 bylo příměří po rozhodnutí prezidenta Porošenka ukončeno a ukrajinská armáda zaútočila pomocí letectva, dělostřelectva i tanků ve Slovjansku, Kramatorsku, Doněcku a na dalších místech napříč celou oblastí. Toho samého dne byl na východní Ukrajině vyhlášen výjimečný stav. Povstalci napadli 2. července hraniční přechod Novoazovsk. Po třech dnech od zahájení útoku oznámila armáda první úspěch, když se jí podařilo obsadit obec Mykolajivku. Příštího dne, 5. července, po dlouhých nočních bojích, kdy se separatisté snažili prolomit blokádu, ukrajinská armáda dobyla a obsadila Slovjansk. Povstalcům se ale z velké části podařilo i s výzbrojí z obklíčení uniknout a později se přeskupit v Doněcku. Po vítězství ve Slovjansku se armádě podařilo dobýt také Kramatorsk a město Kosťantynivka. Přes rychlý postup se situace na východě nezlepšovala a Ukrajina uzavřela 8. července nad oblastí vzdušný prostor, ale pouze do výšky 7 900 metrů nad mořem. I přes to, že podle různých zpráv se do Doněcku stáhlo až 3 000 povstalců (počet obránců Slovjansku se odhadoval na 1 500) vyzbrojených i těžkou technikou, ukrajinský ministr obrany 8. července prohlásil, že v Doněcku se nebudou opakovat tvrdé boje jaké probíhaly u Slovjansku, Kramatorsku a Luhansku a že při útoku nebude nasazeno ani dělostřelectvo ani letectvo. Obdobné ujištění, totiž že armáda nezaútočí na město Doněck, dal ještě 10. července 2014 v rozhovoru s německým deníkem Frankfurter Allgemeine Zeitung ministr zahraničí Pavlo Klimkin. Tvrzení ministra obrany vypadalo ještě reálněji poté, co velitel povstalců Igor Girkin prohlásil 9. července, že město není připravené se bránit a že v případě brzkého ukrajinského útoku by mohli separatisté utržit těžké ztráty. Už 10. července ovšem dorazila k Doněcku 1,5 kilometru dlouhá kolona tanků, obrněných transportérů a nákladních aut, ale zastavila se na okraji města, kde poté začaly tvrdé boje. Ukrajinská armáda pokračovala také v bojích o obce kolem Doněcka a snažila se město obklíčit. Tvrdé boje probíhaly také u města Horlivka, které bylo po pádu Slovjansku nejsevernější baštou Doněckých povstalců. I přes mezinárodní nátlak Kyjev odmítl jednání o dalším příměří. Povstalci údajně nasadili 11. července raketomety typu GRAD, které jim mělo dodat Rusko. O den později ukrajinská armáda údajně zničila značné množství vybavení a zabila značný počet povstalců pomocí masivních leteckých útoků. Podle různých zpráv proběhly během těchto dnů dosud nejkrvavější boje. Ukrajinská armáda ohlásila 14. července osvobození dalších měst. Téhož dne bylo sestřeleno ukrajinské transportní letadlo An-26 s osmi lidmi na palubě a neznámé letadlo údajně bombardovalo Ukrajinci nedávno dobyté město Snižne. Z obou událostí obvinili Ukrajinci Rusko, které v obou případech vinu popřelo. U druhého případu povstalci tvrdili, že letadlo odpovědné za bombardování (prý Su-25) sestřelili a že patřilo k ukrajinské armádě.

Povstalecký protiútok 16. července 2014:
Oblasti ovládané 16. července 2014 povstalci
Oblasti ovládané 16. července 2014 Ukrajinci Zelená přerušovaná čára vyznačuje bojovou linii následujícího dne (17. července 2014)

Povstalci z Doněcké oblasti zahájili 16. července spolu s povstalci z Luhanské oblasti rozsáhlou ofenzívu, kdy byl napaden hraniční přechod Marynivka (ležící v Doněcké oblasti) spolu s okolními vesnicemi a měla tak být odříznuta část ukrajinské armády podél hranice s Ruskem v Luhanské oblasti. Marynivku se povstalcům ještě téhož dne podařilo dobýt.
17. července bylo nad Doněckou oblastí sestřeleno letadlo společnosti Malaysia Airlines s 298 lidmi na palubě, z nichž nikdo nepřežil. Zřítilo se u města Šachtarsk nedaleko Doněcku na území ovládaném povstalci. Vyšetřování pádu letadla provázely značné problémy, protože se místo dopadu nacházelo v oblastech bojů. Obě strany se navzájem obvinily ze sestřelu. Mezinárodní vyšetřovací komise jako viníka určila ruskou armádu, která letadlo sestřelila z území, ovládaného povstalci. Během tvrdých bojů u hranic s Ruskem Ukrajina 18. a 19. července obvinila Rusko, že dělostřelecky útočí na pozice ukrajinské armády. Po silném mezinárodním tlaku vyhlásily obě strany v místě dopadu 21. července příměří. Během toho pokračovaly boje u Doněcku; podle povstalců si tu boje vyžádaly desítky mrtvých a armáda si do 21. července zajistila kontrolu oblasti severně od Horlivky a okolí doněckého letiště. Při bojích 22. července u hraničního přechodu Marynivka padlo 13 ukrajinských vojáků, téhož dne se ale povedlo probít z obklíčení u Mykolajivky 79. výsadkové brigádě ukrajinské armády. U Doněcku se povstalci pokoušeli o protiútok a boje se opět přesunuly na místní letiště, kromě toho se obě strany ostřelovaly z minometů a raketometů a ve městě přestala téct voda a proudit elektřina. Poblíž Doněcku sestřelili povstalci 23. července letoun Su-25. Podle ukrajinských zpráv byly sestřeleny dva ukrajinské bitevní letouny typu Su-25, což se stalo u Saur-mohyly (u hranic s Ruskem) a sestřelit je měli Rusové, což Rusové popřeli. Následujícího dne se povstalci pokusili na mnoha místech o protiútok, bojovalo se u obcí Amvrosijivka, Illinka, Dubrivka a Marynivka. U poslední zmíněné obce bylo podle Igora Girkina zabito nebo zraněno 50 povstalců, ale ztráty armády byly prý „několikanásobně vyšší“. Během těchto protiútoků se povstalci přeskupovali a připravovali na obranu Horlivky a Doněcku. Útok na Horlivku přišel 27. července a město bylo tvrdě ostřelováno z raketometů. Při ostřelování přišlo o život až 30 civilistů.

Oblasti ovládané 14. července 2014 povstalci
Oblasti ovládané 14. července 2014 Ukrajinci Modrá přerušovaná čára je frontová linie 24. července 2014 a zelená přerušovaná čára je frontová linie 1. srpna 2014

Během následujících dnů byla situace v Doněcku klidnější, ale ukrajinská armáda zaútočila 29. července na města Snižne, Šachtarsk a Torez, z nichž poslední dvě se nacházejí v oblasti kolem dopadu letadla Malaysia Airlines, kde bylo předtím vyhlášeno příměří. Kromě toho se bojovalo i v místě, kam se letoun zřítil, a pokračovalo intenzivní ostřelování Horlivky, při kterém zemřelo dalších 17 civilistů. Další příměří v oblasti dopadu letadla bylo vyhlášeno 31. července. Hned po jeho vyhlášení Ukrajina obvinila separatisty z jeho porušení, když měli ostřelovat obec Pobědnoje, ta se ale vůbec nenachází v oblasti dopadu letadla. Téhož dne prohlásil náčelník ukrajinského generálního štábu Viktor Muženko, že boje proti separatistům skončí nejspíš do jednoho měsíce. Toto jeho očekávání se nesplnilo.

### Srpen 2014

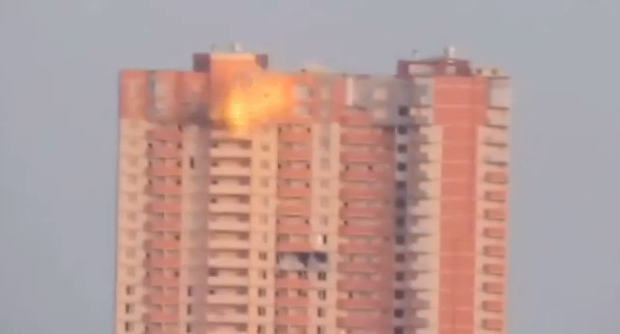
Střela zasáhla obytnou budovu v povstalci ovládaném městě Luhansk, 7. srpna 2014

Příměří kolem místa dopadu sestřeleného letadla Malaysia Airlines bylo porušeno hned 1. srpna. Během noci proběhly u místa tvrdé boje, které si vyžádaly až 20 mrtvých Ukrajinců a podle separatistů bylo zničeno 30 obrněných vozidel. Téhož dne zahájila armáda operaci s cílem oddělit doněcké povstalce od luhanských a tak odtrhnout Doněck od zbytku povstalci ovládaného území. Tato ofenzíva také vedla skrz oblast příměří. Především šlo o oblasti severně od města Šachtarsk, ve kterém již několik dní probíhaly boje. Podle ukrajinských zdrojů se armádě hned druhého dne povedlo separatisty rozdělit. V dalších dnech se bojovalo hlavně na předměstích Doněcku a ukrajinská armáda se připravovala na ofenzívu. I přes předchozí vyjádření, že při dobytí Doněcku nebude nasazeno letectvo ani dělostřelectvo, byl Doněck zřejmě 3., 4. a 5. srpna ostřelován i bombardován a Ukrajina vyzvala obyvatele, aby oblast raději opustili. Během těchto dní ukrajinská armáda hlásila nové úspěchy v předměstích Doněcka a nejpozději 6. srpna se jí údajně podařilo vstoupit ze severu do města. Tvrdé boje probíhaly také v Luhansku a město bylo armádou obklíčeno. V dalších dnech byl Doněck ostřelován ještě silněji a byla zasažena i místní nemocnice, ale ukrajinské jednotky hlouběji do města nepostoupily. Na začátku srpna se také zhoršila situace v Luhanské oblasti u hranic s Ruskem, kde byly odříznuté ukrajinské jednotky. Povstalci se snažili tento kotel zlikvidovat. Odříznutým vojákům docházely zásoby a 4. srpna jich více než 400 uteklo na druhou stranu hranice do Ruska. Ale 8. srpna se 1 000 vojákům podařilo prorazit obklíčení u Saur-Mohyly. Dalšího dne byl kotel zlikvidován a ti, kdo v něm zůstali se vzdali, čímž se povstalcům povedlo opět ovládnout značnou část hranice s Ruskem. Ztráty nespecifikovala ani jedna strana, ale celkem se z obklíčení dostalo 1000 vojáků a dalších 400 přešlo hranici do Ruska, odkud se směli také vrátit do Ukrajiny. Povstalci ale odhadovali počet vojáků v kotli na 7 000. Pokračující boje v Doněcku si 9. srpna vyžádaly 13 mrtvých Ukrajinců, ale armádě se podle vyjádření povstalců povedlo dobýt město Krasnyj Luč a úplně obklíčit Doněck, avšak příští den se o město opět vedly boje. Povstalci také nabídli 9. srpna příměří, ale to Kyjev okamžitě odmítl.
11. srpna oznámil ukrajinský armádní mluvčí Andrij Lysenko, že armáda chystá závěrečný úder na Doněck. V Doněcku pokračovalo ostřelování, při kterém byla zasažena místní věznice, ze které pak uteklo 106 vězňů. Příštího dne povstalci oznámili, že se pokusí prorazit obklíčení kolem Doněcka. Téhož dne se ukrajinské armádě podařilo obsadit Pervomajsk, Komyšuvachu a Kalynove v Doněcké oblasti a Vuhlehirsk v Luhanské oblasti, při čemž mělo být zabito „asi třicet teroristů“. V Luhanské oblasti se armádě 13. srpna podařilo obklíčit města Alčevsk a Stachanov, kromě toho probíhaly také tvrdé boje o luhanské letiště. Téhož dne přišla od povstalců zpráva o zranění jednoho z jejich hlavních vůdců Igora Girkina, ale později téhož dne ji samotní povstalci prohlásili za falešnou. Nicméně Igor Girkin hned druhého dne rezignoval na post ministra obrany. Dříve téhož dne rezignoval také „lidový gubernátor“ Luhanské republiky Valerij Bolotov. 15. srpna přišla zpráva, že hranici z Ruska překročila kolona 23 obrněných vozidel, která měla být ještě téhož dne zčásti zničena ukrajinským dělostřelectvem. Téhož dne byly také zahájeny závěrečné ofenzívy na Luhansk a Doněck. Následujícího dne ale prý povstalci nasadili do bojů velké množství těžké techniky (mimo jiné 30 tanků a/nebo 120 obrněných transportérů) a ještě téhož dne povstalci údajně obnovili spojení mezi jimi drženými částmi oblastí Doněcké a Luhanské. Podle ruských zdrojů se téhož dne povstalcům podařilo na jihu Doněcké oblasti u hranic s Ruskem jižně od města Krasnyj Luč, okolo městečka Dmitrovka, obklíčit tři ukrajinské prapory a obsadit město Marynivka. Tvrdé boje a ostřelování pokračovaly i přes noc. Obec Chrjaščuvate, která leží jihovýchodně od Luhanska, měla být podle Ukrajiny povstaleckou dělostřeleckou palbou srovnána se zemí a naopak měla být podle povstalců armádou rozstřílena obec Makijivka ležící nedaleko Doněcka. Armáda ohlásila 17. srpna, že se jí podařilo obsadit Jasynuvata, což je město na přístupové cestě do Doněcka, a že vstoupila do Luhanska, kde se jí prý podařilo obsadit jednu čtvrť. Téhož dne byl povstalci sestřelen ukrajinský bojový letoun MiG-29, což bylo potvrzeno Ukrajinci, a prý i dva letouny Su-25, což potvrzeno nebylo. Další dvě vesnice (Chrjaščuvate a Černuchino) byly ukrajinskými jednotkami obsazeny hned příští den, u Chrjaščuvate byla při dělostřelecké přestřelce zasažena kolona autobusů s uprchlíky z Luhanska. Armáda také ohlásila obklíčení Horlivky. Přestože podle zpráv vedení ukrajinské antiteroristické operace byl Luhansk již několik dní obklíčen, tak ředitel ukrajinského Centra pro vojensko-politická studia Dmytro Tymčuk 18. srpna prohlásil: „Rozvinul se postup v rajónu obydlených obcí Novosvitlivka–Chrjaščuvate s cílem odříznout Luhansk od zbylých oblastí kontrolovaných Luhanskou lidovou republikou.“. Na jihu u Saur-Mohyly povstalci podnikli protiútok, při bojích v Ilovajsku a Novosvitlivce dokázali povstalci údajně zničit 10 ukrajinských tanků.

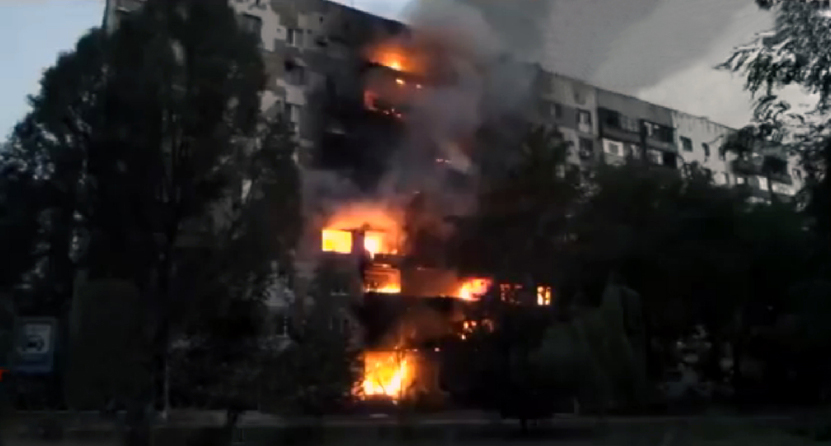
Hořící panelový dům ve městě Šachtarsk, srpen 2014

19. srpna 2014 byl na Ukrajině zakázán příjem 14 ruských televizních stanic (mj. RT, doposud známá jako Russia Today, nebo LifeNews) v kabelových sítích. Podle poradce ukrajinského ministerstva vnitra Antona Heraščenka se jedná o obranu před propagandou ze strany Ruska. Ruská média označují ukrajinskou vládu vzniklou po únorovém převratu jako fašistickou. Podle Heraščenka nejsou ukrajinské stanice vpouštěny do ruských sítí. Již koncem března 2014 pozastavil kyjevský soud vysílání několika ruských státních a polostátních televizí na Ukrajině. Rusko vzápětí protestovalo proti porušení lidských práv a svobod.
Téhož dne se opět bojovalo o obce Chrjaščuvate a Novosvitlivka, které pár dní před tím obsadila armáda a tvrdé boje pokračovaly i v Luhansku, kde armáda oznámila boje o centrum města. Podle Ukrajiny dorazila 20. srpna do Luhanska kolona čítající více než 150 ozbrojených vozů a 1500 vojáků údajně pocházejících z Ruska, což Rusko odmítlo. Velmi tvrdé boje vypukly u města Ilovajsk, které leží jihozápadně od Doněcku, přestože Ukrajina oznámila 20. srpna, že město obsadila, ale později téhož dne přišly zprávy, že se zde stále bojuje; armáda ohlásila ztráty až 9 mužů a 22 bylo zraněných. Během těchto dní se bojovalo také o Doněck, Luhansk a na jihu o Saur-Mohylu. Boje v těchto místech pokračovaly i následující den a povstalcům se podařilo sestřelit ukrajinský letoun Su-24M.
Ukrajina 21. srpna také ohlásila, že nadále nebude pokračovat v cílených útocích, ale že podnikne plošnou ofenzívu; ještě téhož dne ohlásila údajné úspěchy této strategie, kdy měly být zničeny „tři tanky a dvě bojová vozidla uskupení teroristů“. Ale hned dalšího dne se situace změnila, ráno byl sestřelen ukrajinský vrtulník u vesnice Heorhijivka v Luhanské oblasti a hlavně se opět rozhořely boje o Ilovajsk. Povstalci obklíčili ukrajinské jednotky, které bojovaly o město, a ostřelovali je z minometů a granátometů. Ukrajinci utrpěli těžké ztráty a podle Semenčenka ve městě už nebylo ani 300 ukrajinských vojáků. Kromě toho téhož dne oznámil litevský ministr zahraničí Linas Linkevičius, že litevský honorární konzul v Luhansku Mykola Zelenec „byl unesen a brutálně zabit teroristy“ z řad proruských separatistů.

Situace na východní Ukrajině 25. srpna 2014:
Oblasti kontrolované povstalci
Sporné oblasti, které podle povstalců drží oni a podle Ukrajinců zase oni
Oblasti kontrolované Ukrajinci

Příštího dne, tedy 23. srpna, boje pokračovaly, ale podle povstalců již ne přímo ve městě, ale v jeho okolí. Podle povstalců zde 23. srpna bojovalo 1500 povstalců proti 4000 Ukrajincům. Kromě dalších bojů v okolí Doněcka a Luhanska bylo toho dne povstalci napadeno město Novoazovsk a přilehlá vesnice Sedovo, které leží na jihu u Černého moře východně od Mariupole, tedy v oblasti, která měla být od povstalců vyčištěna již počátkem června.

Mapa oblasti 25. srpna bíle jsou vyznačeny oblasti kudy vedla povstalecká či ruská ofenzíva a zároveň tedy oblasti, které měli údajně kontrolovat povstalci.

#### Povstalecká ofenzíva z 24. srpna
24. srpna, na ukrajinský Den nezávislosti, vyhlásili povstalci další protiofenzívu a údajně se jim podařilo obklíčit jižně od Ilovajsku až 7 000 ukrajinských vojáků. Podle ruských zdrojů ovládali povstalci oblast kolem ruské hranice, odkud pak měli zaútočit a spojit se s povstaleckým územím jižně od Doněcka, čímž měl vzniknout velký kotel kolem ukrajinských vojáků bojujících v Ilovajsku a u Saur-Mohyly. V němž se dostalo do obklíčení asi 10 000 příslušníků ukrajinských ozbrojených sil. Ukrajinci tyto zprávy nepotvrdili, ale v místech, kudy měla vést ofenzíva povstalců, prý ten samý den zaútočily ruské jednotky. Navíc během dvou předešlých dnů pravděpodobně bylo zabito více než 150 ukrajinských vojáků, bylo zničeno 17 tanků a 10 raketometů. Ukrajinské vedení na to reagovalo prohlášením, že během dvou předešlých dnů Ukrajinci zabili či zranili 500 povstalců, ale své ztráty ani jedna strana nespecifikovala.
Téhož dne, tedy 24. srpna, byl dělostřeleckou palbou ukrajinské armády dvakrát zasažen a těžce poškozen fotbalový stadion Donbas Arena v Doněcku, kde hraje klub FK Šachtar Doněck. Stadion doposud patřil k nejmodernějším v Evropě. Jeho vlastníkem je oligarcha Rinat Achmetov. Podle ruských zpráv ovládali povstalci oblast kolem rusko-ukrajinské hranice, kudy se jim 24. srpna podařilo zaútočit na téměř 100 kilometrů jižně vzdálený přímořský Novoazovsk, kde Ukrajina neměla silnou posádku, ale boje přesto probíhaly několik dní. Ukrajinské zprávy útok nezmiňovaly, až 25. srpna se objevila zpráva, že ukrajinské jednotky u Novoazovska byly napadeny ozbrojenou kolonou z Ruska. Přilehlé městečko Sedovo, kde měla být také základna ukrajinské armády, bylo toho dne povstalci dobyto. Téhož dne se prý ukrajinské jednotky zakopaly na severu Luhanska. Přestože ukrajinští velitelé z kotle od Ilovajska hlásili 26. srpna, že jsou v kritické situaci a žádali posily, tak ukrajinské vedení hlásilo od Ilovajsku veliké úspěchy, mimo jiné prý zabili ten den 247 povstalců. Na jihu dále pokračovaly boje o Novoazovsk, který měli povstalci téhož dne již kompletně obklíčit a podle ruských médií měli povstalci zahájit ofenzívu v okolí Doněcka, především směrem na jih. Boje u Novoazovska pokračovaly i dalšího dne, tedy 27. srpna, a povstalcům se podařilo obsadit několik vesnic kolem města, ale samotné město bylo obsazeno až pozdě v noci. Ukrajinské jednotky, které ho bránily, se prý stáhly do Mariupole.

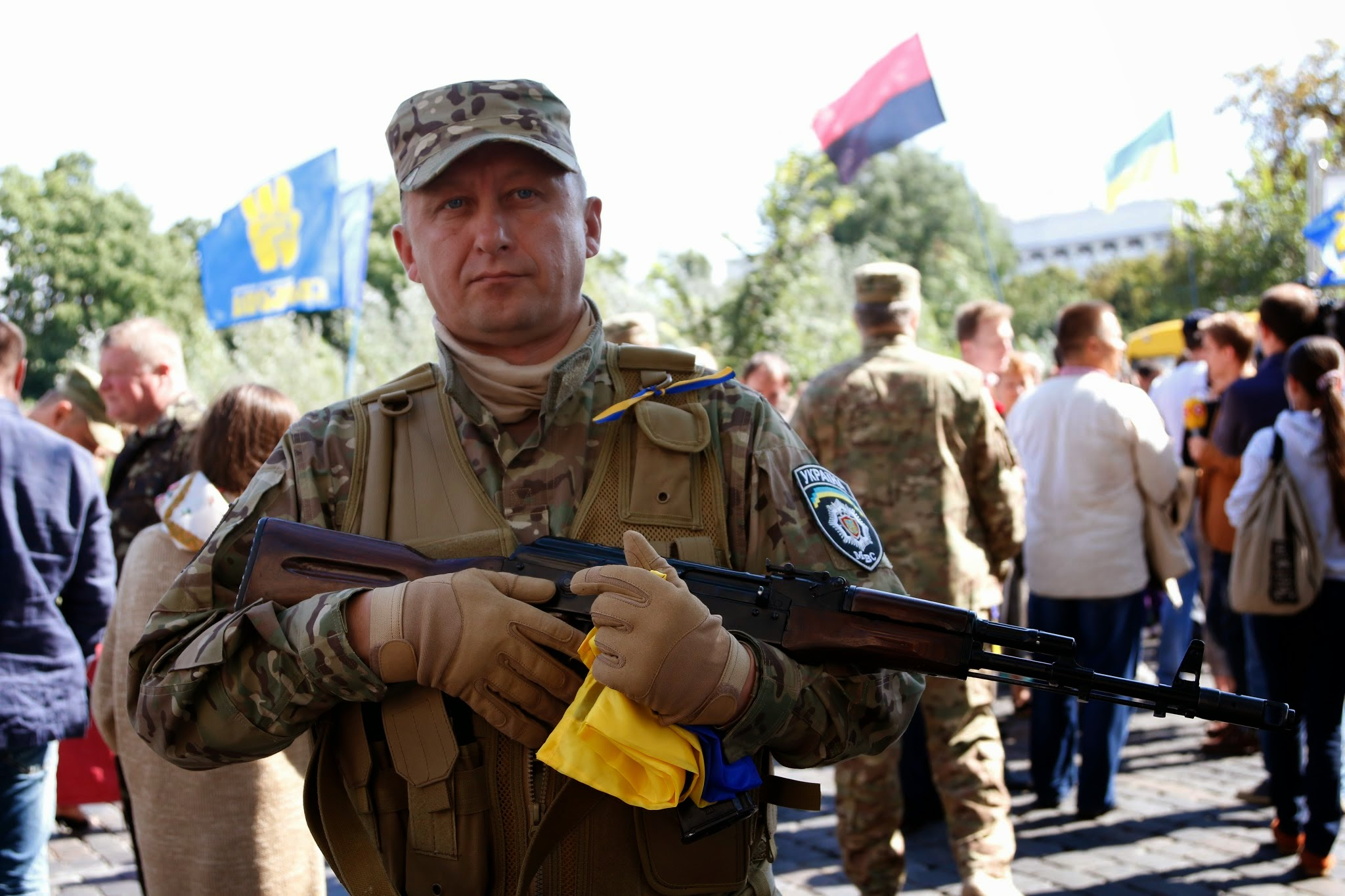
Ukrajinští vojáci v Kyjevě se loučí před odjezdem na frontu, 26. srpna

Mezitím se stále zhoršovala situace v ilovajském kotli. Velitel praporu Donbas Semenčenko dokonce prohlásil, že jednotky bojující u Ilovajska byly podvedeny, a vyzval k demonstraci před generálním štábem v Kyjevě, aby byly obklíčeným jednotkám poslány posily. Upozornil také na to, že pokud k nim posily nedorazí, tak utrpí velké ztráty. Po pádu Novoazovska se povstalci vydali směrem na Mariupol. Podle ruských médií postupovali 28. srpna povstalci také ze severu od Doněcka a hrozilo obklíčení dalších ukrajinských jednotek jižně od tohoto velkoměsta. Téhož dne oznámil ukrajinský prezident Porošenko, že Rusko podniklo invazi na Ukrajinu, aby otevřelo novou jižní frontu. Rusko i povstalci toto odmítli s tím, že Novoazovsk dobyly jednotky povstalců. Téhož dne obsadili povstalci také strategicky důležitou výšinu Saur-Mohyla. Ukrajinská vojska začala 29. srpna opevňovat Mariupol. Situace na jihu ale byla pro Ukrajinu kritická, protože zde prý Ukrajina neměla dostatek jednotek, aby mohli oblast bránit a povstalcům se prý podařilo obklíčit ukrajinské jednotky jižně od Doněcka a také obklíčit Mariupol, když obsadili přímořské městečko Jalta, které leží západně od Mariupole. Přestože byl 29. srpna vyjednán odchod ukrajinských vojáků z ilovajského kotle, ještě téhož dne tam probíhaly tvrdé střety. Povstalci požadovali, aby Ukrajinci před odchodem na místě zanechali zbraně, s čímž někteří nesouhlasili, a tak došlo k mnoha potyčkám. Posily, které byly vyslány na pomoc vojákům v kotli, se k nim nedokázaly probít a se ztrátami se stáhly. I v kotli mělo údajně dojít k protiútoku, který také neuspěl a po něm se měla část Ukrajinců vzdát. 30. srpna se přes koridory měli dostat první Ukrajinci, ale i tak se celá akce potýkala se značnými problémy a po některých Ukrajincích se mělo střílet, podle povstalců se totiž někteří pokusili vyvézt těžkou techniku. Téhož dne se Ukrajinci stáhli od Luhanska. Dalšího dne odešli z ilovajského kotle další Ukrajinci. Povstalcům se podařilo obklíčit letiště v Doněcku a u Luhanska. Kromě toho měli zahájit postup na sever směrem na Severodoněck a Lysyčansk.

### Září 2014

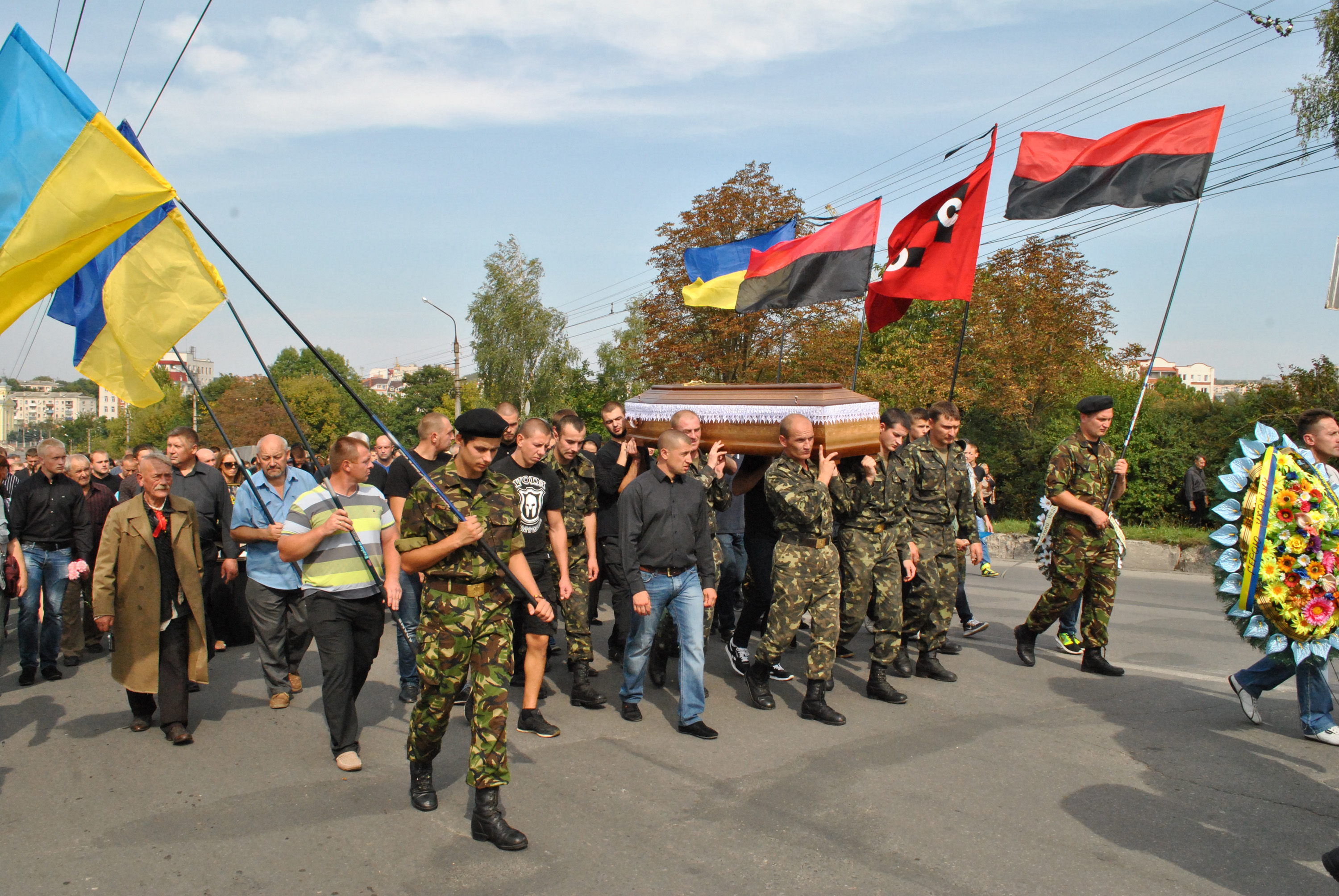
Pohřeb ukrajinského vojáka 11. září 2014. Vojáci nesou vlajky Ukrajiny a Ukrajinské povstalecké armády.

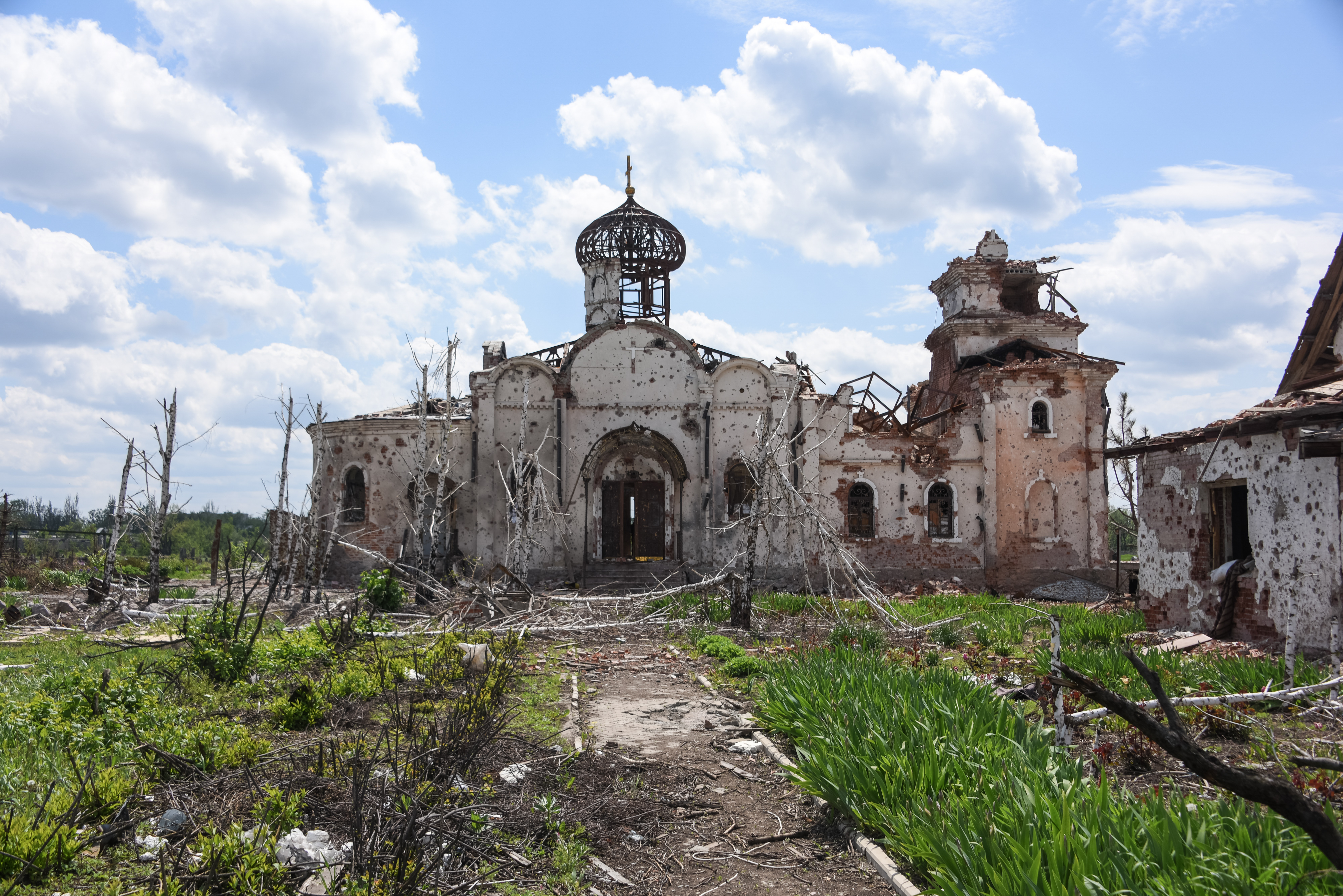
Trosky pravoslavného chrámu zničeného při bojích o doněcké letiště

Přestože povstalci ohlásili, že luhanské letiště dobyli už 31. července, tak podle Ukrajinců se zde bojovalo až do 1. září, kdy podle prezidenta Porošenka mělo být letiště napadeno ruskými tanky. Toho dne ukrajinské jednotky vyklidily luhanské letiště. Na jihu se bojovalo o město Volnovacha ležící mezi Doněckem a Mariupolem. Ukrajinské jednotky obklíčené jižně od Doněcku měly podle zpráv dostat posily a pokusit se prorazit obklíčení, což se však nezdařilo. Povstalci údajně nadále postupovali z východu na Mariupol. Situace na západ od Mariupole byla nejasná, avšak nejenom ukrajinská média začala zpochybňovat tamní přítomnost povstalců.
Podle nejmenovaných vysokých vojenských představitelů NATO Ukrajina ke dni 1. září 2014 tento vojenský konflikt již prohrála. Mimo jiné byly uvedeny ztráta luhanského letiště a fakt, že důležité ukrajinské jednotky byly obklíčeny separatisty a pravděpodobně i ruskými jednotkami s těžkým dělostřelectvem a neměly už skoro žádnou volnost pohybu. Invaze dalších ruských jednotek, které byly ale připraveny k zásahu, nebyla tehdy pro další vývoj situace již nutná. Obrat v průběhu války ve prospěch Kyjeva byl k tomu datu vylučován.

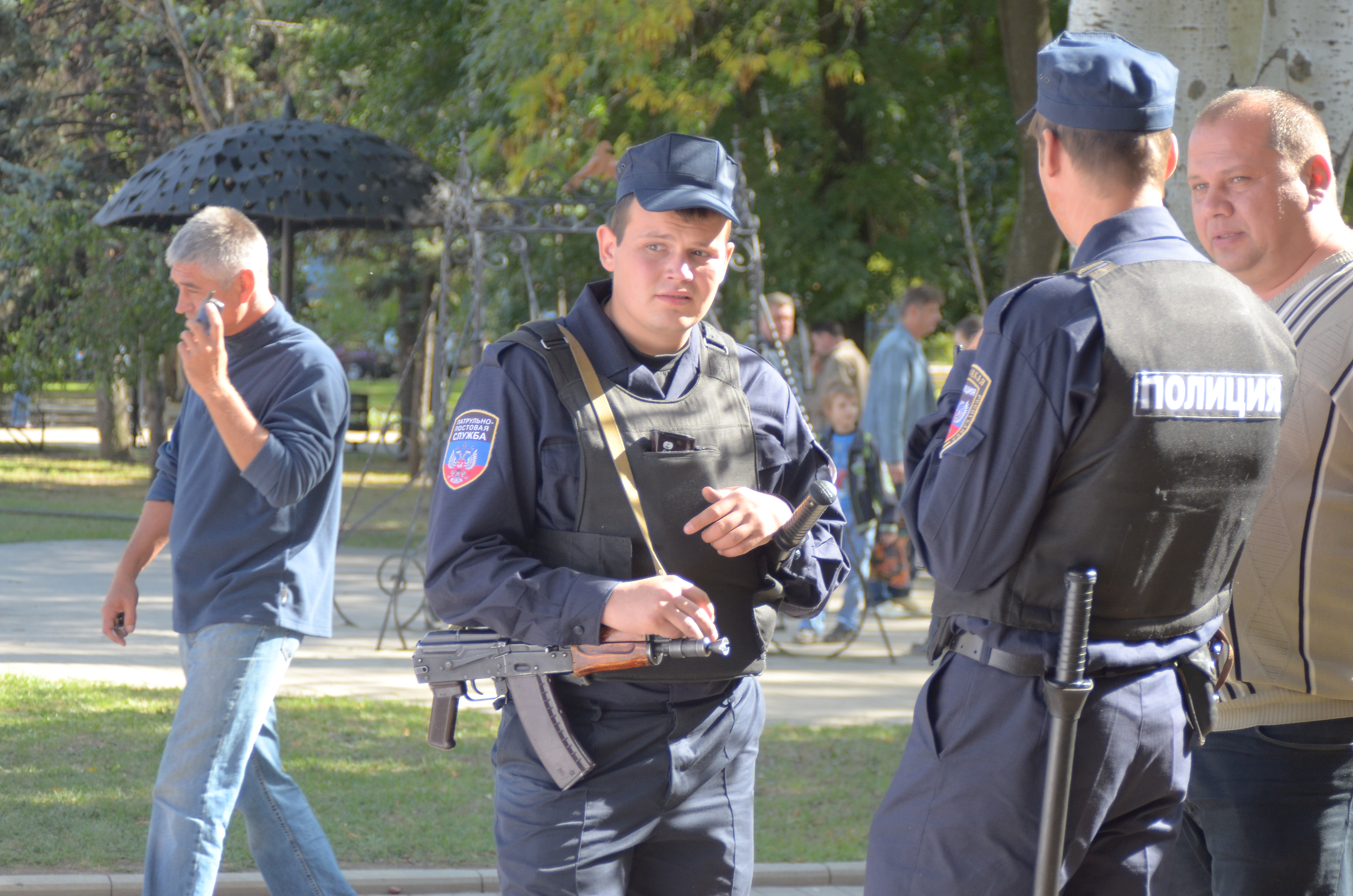
Policisté v samozvané Doněcké lidové republice, 20. září 2014

2. září bylo bez boje povstalci obsazeno město Kurachove západně od Doněcku a jižně od Doněcku bylo potvrzeno obsazení několika měst povstalci. Ti ale tvrdili, že tato města obsadili již před několika dny. Podle povstalců byly také zlikvidovány všechny ukrajinské jednotky jižně od Luhanska. Tvrdé boje probíhaly především na severu u měst Jenakijeve, Horlivka, o doněcké letiště a v oblastech severně a západně od Luhanska, zatímco na jihu neměla ani jedna strana dostatek jednotek. Ukrajinské jednotky jižně od Doněcka měly být opět obklíčeny. Podle ruských zpráv mělo být 3. září povstalci dobyto město Volnovacha, čímž měla být definitivně obsazená celá silnice od Doněcku do Mariupole, což by otevřelo možnost zaútočit na Mariupol i ze severu. 4. září se povstalcům podařilo obklíčit další ukrajinské vojáky u města Debalceve a bojovalo se o vesnici Šyrokyne před Mariupolem. Dalšího dne, tedy v pátek 5 září ráno, vypukly boje blízko Mariupole a bojovalo se opět i u Doněcka. V 18:00 hodin místního času byl však po podpisu ujednání mezi Ukrajinou a proruskými separatisty, který se udál v běloruském Minsku, vyhlášen klid zbraní a obě strany předběžně přerušily bojové operace.
Přestože podle světových médií 6. září boje utichly, obviňovaly se obě strany nadále z porušování příměří. Místní boje potvrdila také OBSE, která hlásila střelbu u Mariupole a v okolí Doněcku. Následujícího dne se opět obě strany obvinily z porušení příměří. Mělo se bojovat především v okolí Doněcku a Mariupole a také samotný Doněck měl být podle povstalců ostřelován z prostoru doněckého letiště, což potvrdila i OBSE. Situace se uklidnila 8. září, obě strany hlásily méně střetů než v minulých dnech a OBSE zaznamenala pouze dvě případy použití dělostřelectva. 9. září se opět vyostřila situace u Doněcku, který byl podle OBSE opět ostřelován z prostoru Ukrajinci ovládaného letiště, a také v jeho okolí, kde ostřelování od povstalců hlásila ukrajinská armáda. Nově byly hlášeny střety i od oblasti kolem Debalceva, kterou ovládala ukrajinská armáda, ale naopak situace u Mariupole se uklidnila. V následujících dnech byly hlášeny střety především od Doněcku a přilehlých oblastí, Ukrajina začala přeskupovat své jednotky. 12. září došlo k první z plánovaných výměn zajatců, při níž bylo vyměněno 36 ukrajinských vojáků za 36 povstalců. Boje se opět rozhořely 15. září, a to kromě u Doněcku a jeho okolí také u Luhansku a Děbalceva. Toho dne byla ostřelována hlídka OBSE (není jasné kým), ale vyvázla bez zranění. Při ostřelování zahynulo v Doněcku a přilehlých městech téměř 20 civilistů.
V následujících dnech byla situace opět o něco klidnější, jenže v severních městech (Děbalcevo, Doněck, Luhansk, Horlivka, Makijivka) nadále docházelo k incidentům, ale situace na jihu u Mariupole byla klidná. Dne 20. září otřásla Doněckem mohutná exploze, která pocházela z místní chemičky, podle povstalců byl výbuch způsoben zásahem ukrajinského dělostřelectva, což ukrajinská armáda opět popřela. V noci na 21. září byl Doněck opět ostřelován a situace se toho dne zhoršila. Ukrajina navíc oznámila, že nehodlá stáhnout těžké zbraně a vytvořit nárazníkovou zónu podle minského protokolu, protože povstalci prý porušují příměří. Přesto se dalšího dne objevily zprávy, že ukrajinská armáda se připravuje na stažení těžkých zbraní a povstalci podle ukrajinské armády připravují obdobný krok. Toto se opravdu podařilo 24. září zčásti uskutečnit. Během těchto dní sice stále místy probíhaly boje, ale 25. září ani jedna strana nezaznamenala žádný incident, což bylo poprvé od zahájení příměří. Následující den byl také klidný a obě strany spolu s OBSE začaly vytyčovat 30kilometrovou demilitarizovanou zónu. Také začaly obě strany s výměnami zajatců, ale hned dalšího dne byly tyto přerušeny. Podle dohody měli být propuštěni všichni zajatci. Separatisté však požadovali výměnu v poměru 1 : 1. proto Ukrajinci za zajatce vydávali i lidi, kteří byli zatčeni mimo bojové oblasti a s povstalci neměli nic společného. Situace se opět začala vyhrocovat a 29. září se opět rozhořely boje u Doněcka a Debalceva. Podle Ukrajinců zaútočili povstalci na letiště i s tanky, a přestože byl útok odražen, bylo zabito až devět ukrajinských vojáků, což byl nejvážnější incident od začátku příměří. Dalšího dne se situace neuklidnila, obě strany se intenzivně dělostřelecky ostřelovaly, nejvážnější byla situace v Doněcku, který měli ostřelovat Ukrajinci, a ve městě Popasna, které měli ostřelovat povstalci.

### Říjen 2014
Ostřelování pokračovalo i 1. října a Ukrajinci obvinili povstalce, že k linii příměří přisouvají posily i těžké zbraně a také z ostřelování ukrajinských pozic na mnoha místech. Povstalci naopak obvinili Ukrajince z ostřelování Doněcku, které si mělo vyžádat až 12 obětí.
2. října 2014 se rozhořely boje o doněcké letiště, v Pavlopoli a v Nikišynu. Povstalci ohlásili dobytí obou terminálů letiště, což Ukrajinci popřeli. Při ostřelování Doněcku zahynul mimo jiné švýcarský pracovník Mezinárodního červeného kříže. Boje o doněcké letiště dále pokračovaly i 3. října a podle Ukrajinců měli povstalci zaútočit také u Debalceva a u obcí Ščastja, Nikišyno, Novomichajlivka a Smeloe. Pokračovalo také ostřelování Doněcku. Vedení ukrajinské Antiteroristické operace (ATO) tvrdilo, že povstalci při útocích utrpěli těžké ztráty. Situace v dalších dnech byla podobná a postupně se vyostřovala.

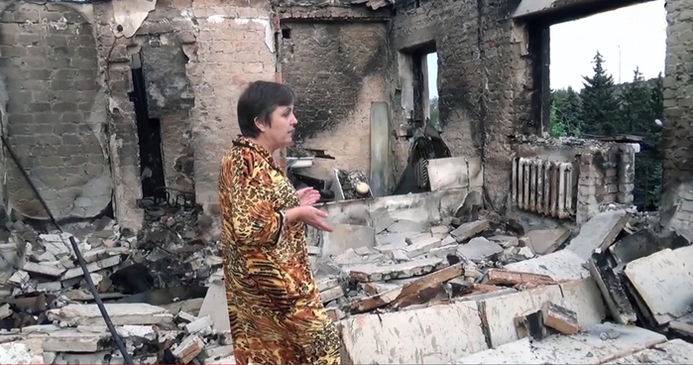
Žena si prohlíží svůj zničený dům v Jasynuvatě

20. října došlo v Doněcku k masivnímu výbuchu, který povstalci přičítají výbuchu balistické rakety OTR-21 Točka. Výbuch rozbil okna ve větší části města, znovu poškozena byla i Donbas Arena. Premiér Doněcké lidové republiky Alexandr Zacharčenko následně na Twitteru napsal, že příměří lze po dnešním útoku považovat za ukončené. Ukrajinská armáda jakýkoliv podíl na explozi popřela.

### Listopad 2014
4. listopadu mluvčí ukrajinského ministerstva zahraničí Jevhen Perebyjnis uvedl, že od uzavření příměří 5. září padlo více než 100 ukrajinských vojáků a dalších šest set jich bylo raněno. Povstalci, pravděpodobně podporovaní ruskými vojenskými silami, nadále bojují s ukrajinskou armádou, například u Debalceva a Mariupole. Probíhají stále také boje o doněcké letiště.
6. listopadu podle Ukrajinské bezpečnostní rady do Donbasu z Ruska vtrhly desítky tanků, 16 houfnic a tři desítky nákladních aut s municí a vojáky. Hranice podle mluvčího rady Andrije Lysenka překročila také kolona s přenosnými radarovými stanicemi.

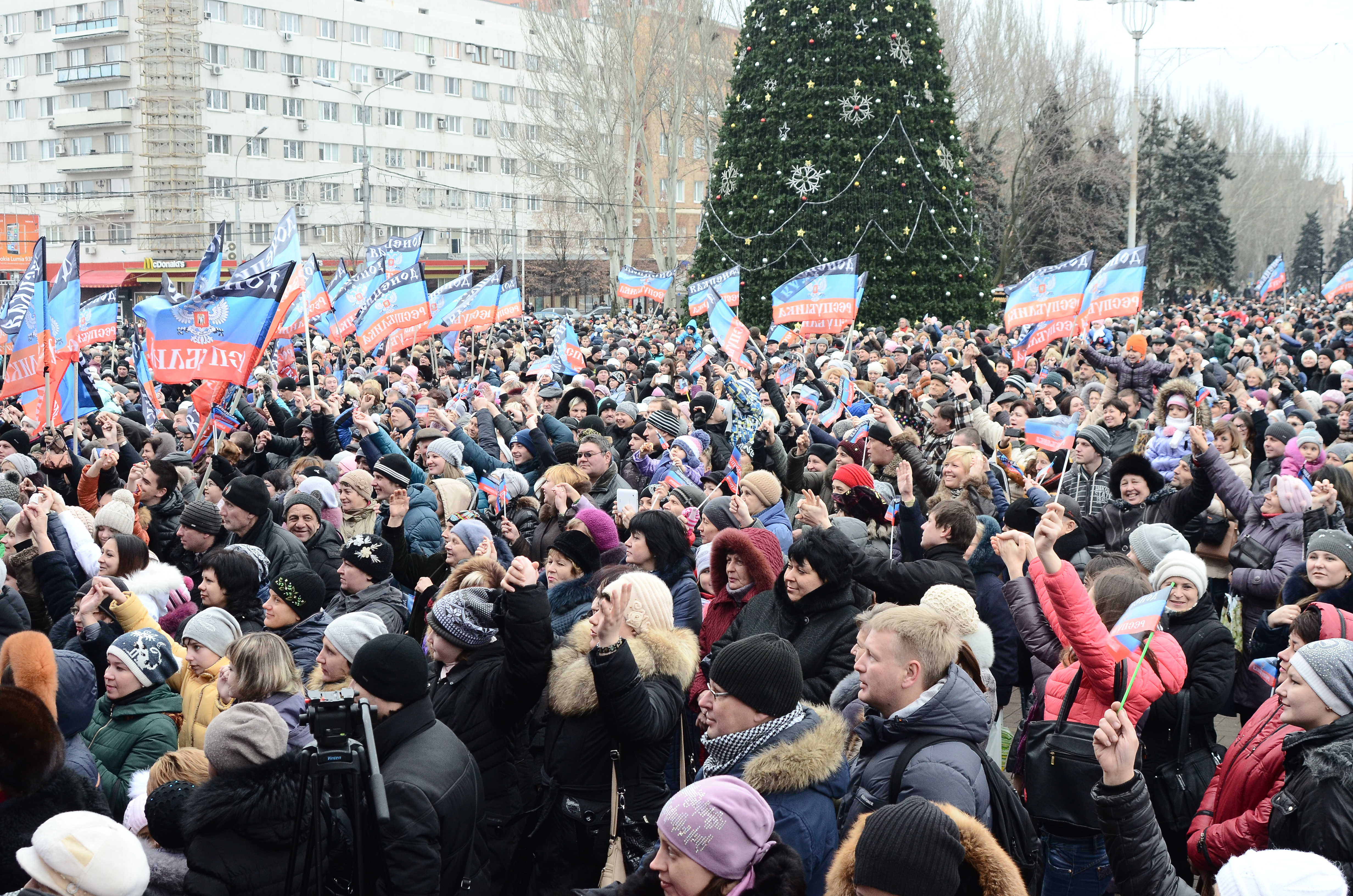
Manifestace obyvatel Doněcku na podporu povstalců, 20. prosince

### Prosinec 2014
V prosinci nově jmenovaný šéf Rady národní bezpečnosti a obrany (SNBO) Oleksandr Turčynov prohlásil, že „Naše válka skončí pouze tehdy, až bude osvobozeno celé území Ukrajiny, včetně Krymské autonomní republiky.“
Koncem prosince 2014 byla domluvena výměna zajatců mezi ukrajinskou armádou a povstalci.

### Leden 2015
V lednu boje mezi provládními silami a povstalci opět zesílily. Podle OBSE příměří porušovaly obě strany. Byly hlášeny civilní oběti, podle povstalců dělostřelecká palba zničila 19 obytných domů v Doněcku. Rusko oznámilo, že věc začíná vyšetřovat jako genocidu ruskojazyčného obyvatelstva. 13. ledna někdo zasáhl při ostřelování stanoviště ukrajinské armády granátem poblíž města Volnovacha právě projíždějící linkový autobus s civilisty z Mariupolu. Zemřelo nejméně 10 lidí a dalších 13 bylo zraněno. Podle ukrajinských médií šlo o palbu proruských povstalců, ti ji ale popřeli s tím, že místo sice leží u kontrolního stanoviště ukrajinské armády, ale mimo dostřel jejich dělostřelectva.
Ráno 18. ledna začala mohutná operace povstalců s cílem dobýt zpět doněcké letiště. Podle ukrajinské armády byla dobyta oblast, která podle „demarkačních čar“ měla být pod kontrolou ukrajinských jednotek. Boje Doněcké letiště zruinovaly. Dne 22. ledna bylo zabito 8 lidí při zásahu trolejbusu v centru Doněcku. Spekulovalo se, že šlo o palbu ukrajinského dělostřelectva, které krylo ústup ukrajinských jednotek od doněckého letiště.
Při bojích o letiště v Doněcku bylo zajato 16 ukrajinských vojáků. Vůdce separatistů Zacharčenko prohlásil, že by je nejraději postřílel. Jednoho ze zajatých vojáků nechal deportovat do centra Doněcka, na místo kde ležela mrtvá těla civilních obětí minometného útoku, kde se jej dav pokusil lynčovat, lidé do něj kopali a bili ho.
Dne 22. ledna došlo k útoku na dopravní terminál v Doněcku. Útok si vyžádal nejméně osm obětí, přičemž dalších několik desítek lidí bylo zraněno. Podle Ministerstva obrany Ukrajiny se jednalo o teroristický útok, na základě čehož bylo ukrajinskou prokuraturou zahájeno trestní řízení, kdežto představitelé tzv. DLR a Ruska obvinili z útoku ukrajinské ozbrojené síly.

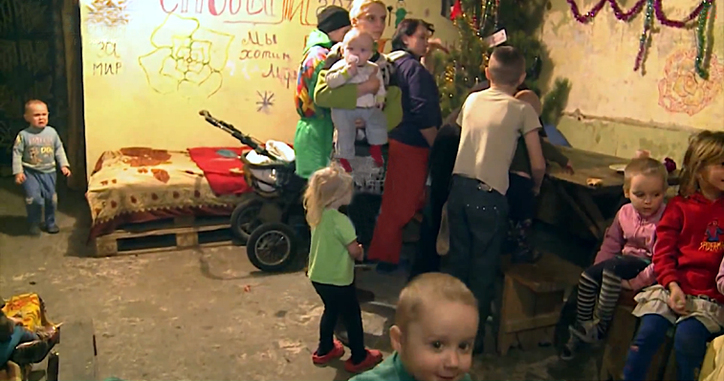
Obyvatelé Doněcku skrývající se před ostřelováním v krytu, 6. ledna 2015

24. ledna došlo k ostřelování Mariupolu a podle Kyjeva zahynulo 30 lidí. Podle prezidenta Porošenka šlo o teroristický útok separatistů na město a jeho obytné čtvrti, při kterých přišlo o život desítky nevinných lidí, a téměř sto jich bylo zraněno. Starosta města oznámil, že šlo o masivní útok, řízený povstalci a jedná se o naprosto jasnou agresi ruské strany, která způsobila hrozné ztráty mezi obyvateli východní části města.
Útok na Mariupol, za který povstalci odmítají odpovědnost, odsoudil i generální tajemník OSN Pan Ki-mun. V Radě bezpečnosti OSN prohlášení odsuzující útok na Mariupol vetovalo Rusko.
Ukrajinský parlament v lednu přijal usnesení, ve kterém označil Ruskou federaci za agresora a vzbouřence za teroristy. Poslanci rovněž požádali mezinárodní společenství o další pomoc a o navýšení sankcí vůči Rusku.
29. ledna prohlásil náčelník gen. štábu Ukrajinské armády Viktor Muženko, že na Donbase Ukrajina nebojuje s regulérními ruskými jednotkami.

### Únor 2015
Podle zprávy OSN uveřejněné 9. února 2015 bylo do tohoto dne při válečných operacích na východě Ukrajiny zabito již nejméně 5 486 lidí. Zraněných obětí konfliktu bylo skoro 13 000. Město Debalceve na východ od Horlivky s velkou ukrajinskou posádkou a důležitým železničním uzlem bylo obklíčeno proruskými povstalci. Na ukrajinské vojenské velitelství v Kramatorsku byl podniknut útok dalekonosným raketometem. Při útoku na Debalceve byl zabit velitel ukrajinské policie Jevhen Jukhanov. Zabit byl také velitel ukrajinského batalionu (praporu) Lviv Dmytro Zaharia, když jeho vozidlo najelo poblíž Debalceve na minu.
Dne 10. února se uskutečnil raketový útok na Kramatorsk, kdy z území okupovaného tzv. DLR bylo odpáleno 32 rakety, z nichž 18 dopadly na obytné čtvrti města, zbytek zasáhl místní vojenské letiště. V důsledku ostřelování zahynulo 17 lidí, dalších 60 osob bylo zraněno.

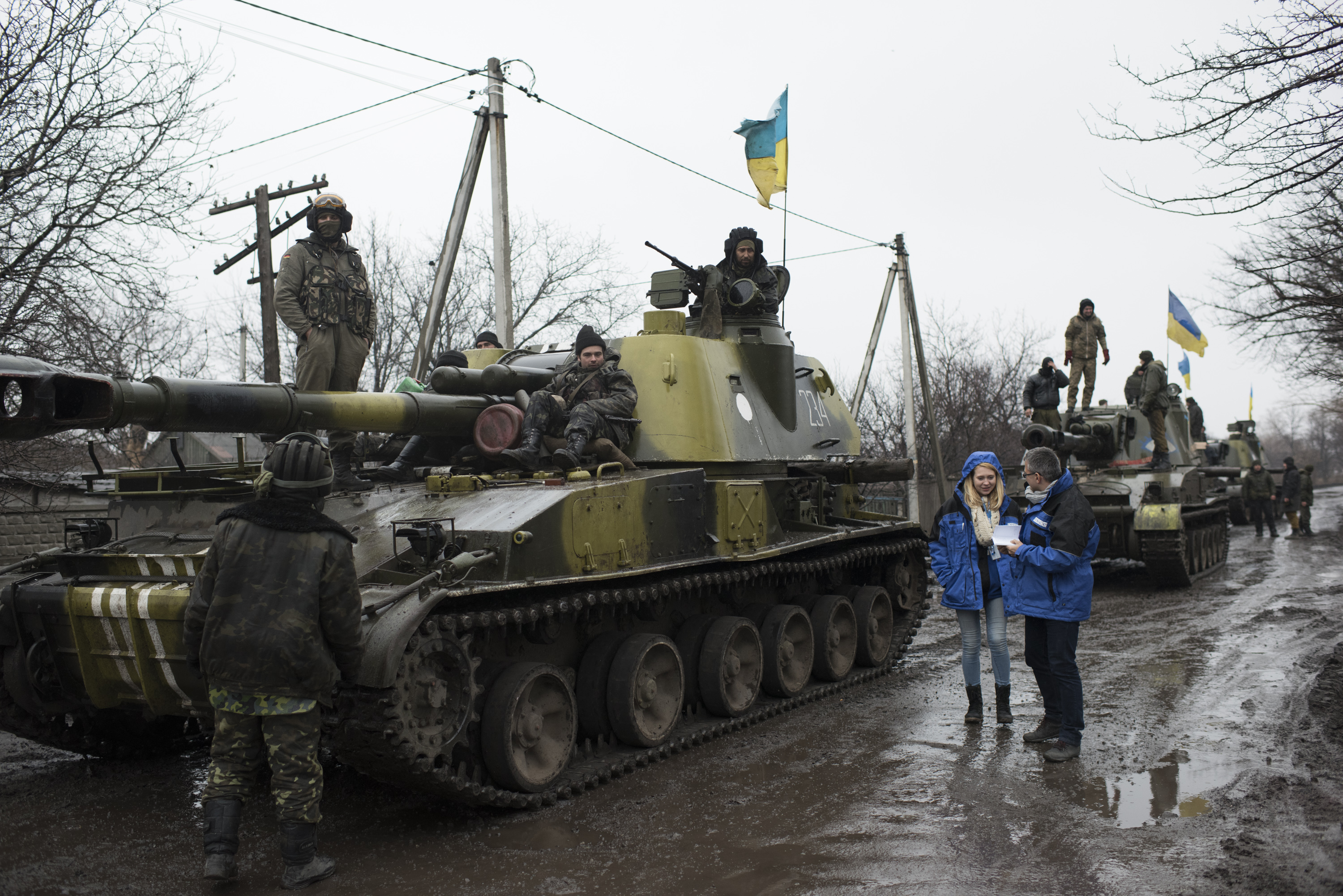
Členové mise OBSE monitorují stahování těžkých zbraní z bojiště, 4. března 2015

15. února vzešla v platnost druhá mírová dohoda z Minsku, která úderem půlnoci měla přinést příměří. Především v okolí strategického Debalceva ji ale separatisté nerespektovali a dál útočili na obklíčené ukrajinské jednotky. K frontě se stahovaly ruské tanky T-72B3.
17. února před polednem dobyli proruští separatisté město Debalceve zhruba z 80 %. Podle jejich mluvčího Eduarda Basurina zbývalo již jen několik obytných čtvrtí, aby měli město zcela pod kontrolou. Více než 300 ukrajinských vojáků bylo zajato a bylo mnoho padlých, a to na obou stranách. 18. února 2015 ovládli separatisté Debalceve a jeho okolí již úplně. Ukrajinské jednotky se na rozkaz prezidenta Porošenka z tohoto území stáhly. V bojích o Debalceve utrpěly značné ztráty na lidech – podle Denise Pušilina 3 000 padlých vojáků – a vojenské technice.

### Březen 2015
Od neděle 1. března 2015 zavedla Ukrajina opatření, podle kterého musí mít občané Ruské federace pro vstup na její území cestovní pas. Doposud jim k tomu stačil jen občanský průkaz.
Začátkem března, po dobytí Debalceve povstalci, boje na východní Ukrajině oslabily a obě strany údajně začaly stahovat těžkou vojenskou techniku na linie dohodnuté v Minsku 12. února 2015 (viz druhá minská dohoda).

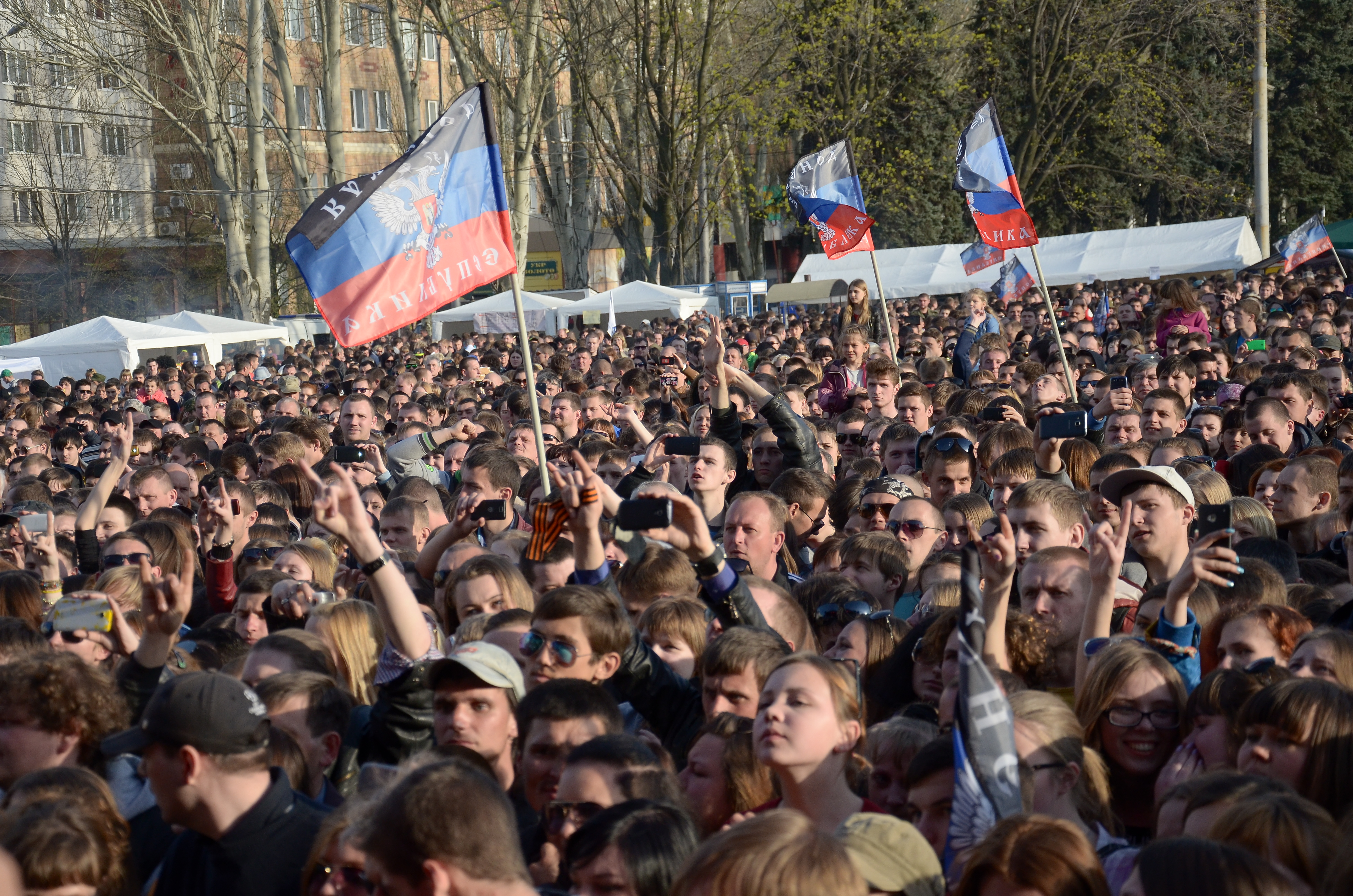
Lidé na koncertě v Doněcku vyjadřují podporu separatistům, 24. dubna 2015

Dobrovolnický prapor Azov bojující na Donbasu nemá v příměří velkou víru. „Příměří se nám nelíbí. Stejně jako všechna předchozí, povede i toto jen k další nepřátelské ofenzívě,“ prohlásil velitel praporu Andryj Bileckyj. Členové praporu koncem měsíce března 2015 opevňovali Mariupol a každým dnem očekávali útok povstalců. Z porušování příměří jsou kromě povstalců obviňovány také další dobrovolnické prapory na ukrajinské straně, které tou dobou ještě nebyly (od května) podřízeny armádnímu velení.

### Duben 2015
Vůdce krajně pravicového hnutí Pravý sektor Dmytro Jaroš se stal poradcem ukrajinského ministra obrany. Jeho cílem je legalizovat své vlastní jednotky,[zdroj⁠?!] které bojují proti donbaským separatistům. Hnutí Pravý sektor je v Rusku označováno za fašistickou a nadto za teroristickou organizaci.
Na Ukrajinu dorazilo 300 amerických výsadkářů, kteří mají za úkol cvičit příslušníky ukrajinské Národní gardy v boji proti separatistům. Ukrajinská národní garda se skládá především z dobrovolnických praporů jako je prapor Azov, jejichž příslušníci byli členy domobrany během protestů na Majdanu.
Koncem dubna došlo k silným přestřelkám u obce Šyrokyne, napůl cesty mezi Novoazovskem a Mariupolem. Podle Ukrajinské armády došlo k použití těžkých zbraní.

### Květen 2015

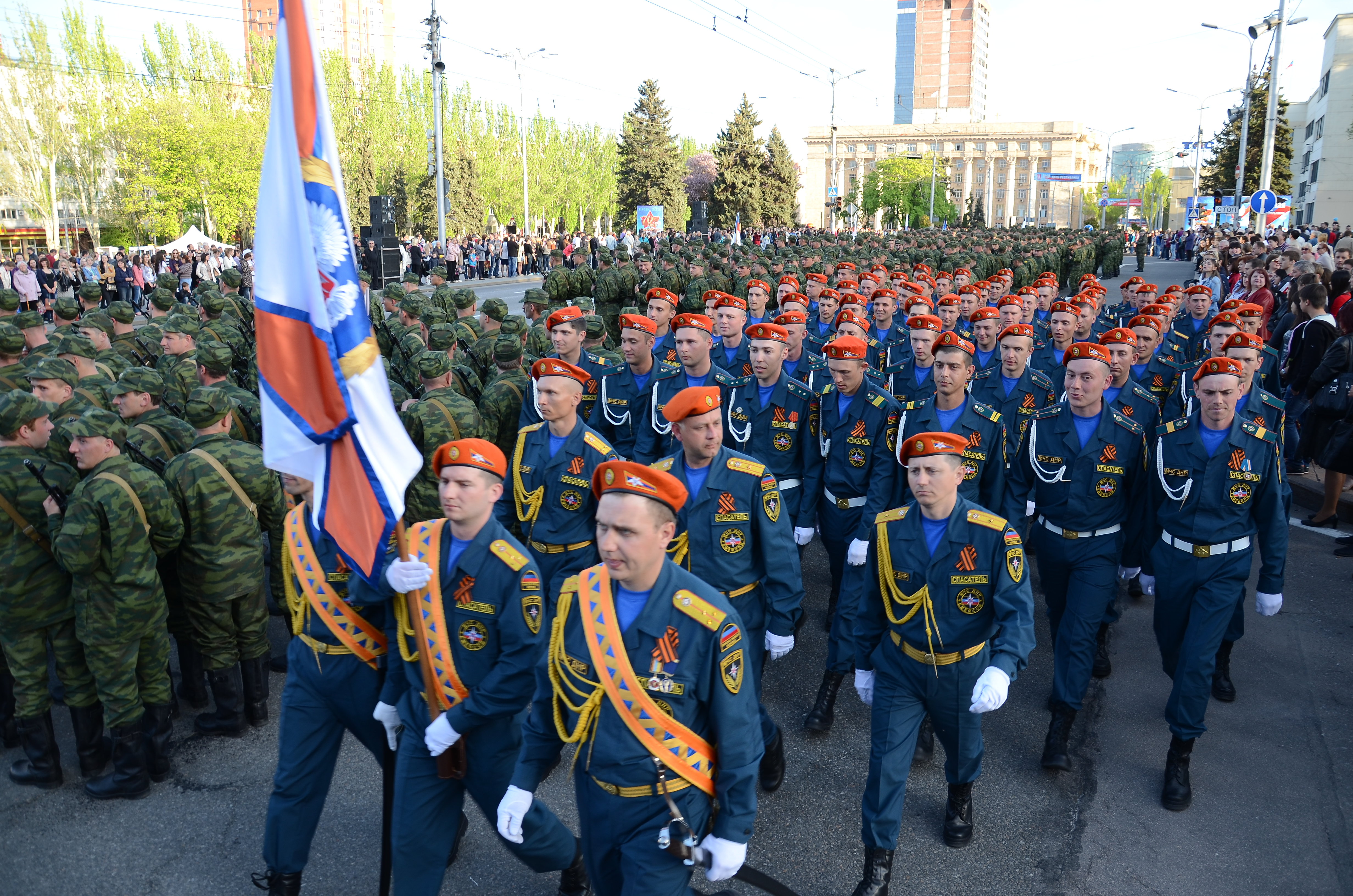
Ozbrojené síly Doněcké lidové republiky 9. května 2015

Ukrajinské dobrovolnické prapory byly včleněny do armádních složek Ukrajiny. Minské dohody, navzdory jejich proklamované podpoře, nejsou zcela naplněny – Ukrajina ztratila od jejich vyhlášení dalších několik tisíc km2 kontrolovaného území, jak dokládá mapa vydaná zpravodajskou stanicí BBC. Naopak vůdci separatistů opakují své záměry dobýt větší části území. Na ukrajinském území byli zadržení dva vojáci Ruské federace (jak oni sami tvrdí), Rusko opět ale odmítlo, že by šlo o jejich aktivní vojáky. Rusko a LNR podaly vysvětlení, že se jedná o policii na povstaleckém území, nikoliv o muže ve službě ozbrojených složek Ruska, z nichž byli prý "čerstvě propuštěni" (tato taktika již několikrát dokumentována). Dokumentována je rovněž přítomnost ruské vojenské techniky (T-72, BPM-97, dron Forpost) na území Ukrajiny, případně v nejtěsnějším okolí. Agenturou Associated Press byly zachyceny údajné praktiky ruských internetových trolů (v Petrohradu, následně převzato světovými médii), kteří údajně šíří manipulativní (nepravdivé) informace na diskuzních fórech a webech, sami trolové pak uvádějí "stojí za tím vláda".
Prezident Porošenko prohlásil, že ukrajinská armáda znovu dobude doněcké letiště. Americký ministr zahraničí John Kerry v reakci na to vyjádřil víru v rozmyšlení ukrajinského prezidenta ohledně silového řešení. Podle Porošenka nejsou zástupci separatistických republik "jednou ze stran dialogu", protože ozbrojenci a teroristé nemohou zastupovat Donbas.

### Červen 2015

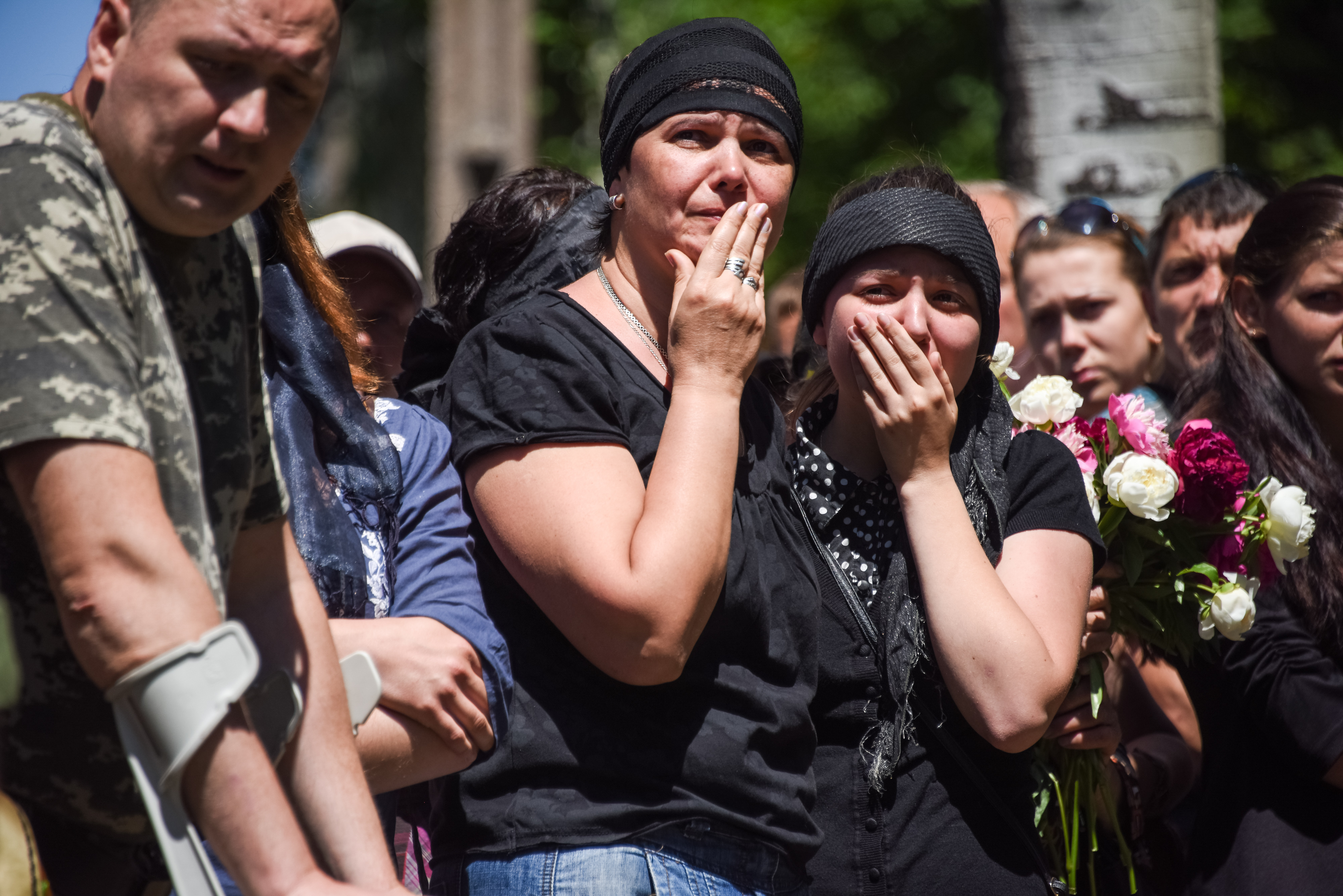
Příbuzní separatistů padlých v bojích u Marjinky na jejich pohřbu v Doněcku, 6. června 2015

Počátek června propukly těžké boje u Marjinky v bezprostřední blízkosti zničeného doněckého letiště a města Doněcku, přičemž obě strany se obviňovaly z vyprovokování těchto šarvátek. Podle tvrzení povstalců bylo při ostřelování Doněcku, Horlivky, Šyrokyna a Spartaku zabito několik civilistů a desítky jich utrpěly zranění, a téměř tisíc horníků zůstalo uvězněno pod zemí. Mluvčí ruského prezidenta Putina Dmitrij Peskov obvinil ukrajinskou vládu, že vyprovokovala nové boje na východě Ukrajiny, aby vytvořila tlak na Evropskou unii, která bude v blízké budoucnosti rozhodovat o prodloužení nebo zmírnění hospodářských a politických sankcí proti Rusku. Poslední události na Donbase mají podle pozorovatelů souvislost také se setkáním uskupení G7, tedy nejvyšších představitelů západních zemí včetně USA a Japonska, které se koná 7. června 2015 na bavorském zámku Elmau. Před tímto setkáním G7 hovořil ukrajinský prezident Porošenko na své tiskové konferenci v Kyjevě pod širým nebem o „bezpříkladném nebezpečí ruského vpádu na Ukrajinu“ a oznámil, že továrny na výrobu zbraní na Ukrajině pracují v současnosti na tři směny. Porošenko také prohlásil, že na východě země bojuje 50 tisíc „ukrajinských hrdinů“ a proti nim údajně stojí 9 tisíc ruských vojáků podporujících separatisty.
6. června 2015 se švýcarská diplomatka Heidi Tagliaviniová rozhodla rezignovat na funkci zmocněnkyně OBSE pro Ukrajinu, protože vzhledem k nevůli obou znepřátelených stran na mírovém urovnání donbaské krize považuje svou misi za zbytečnou.

### Červenec 2015

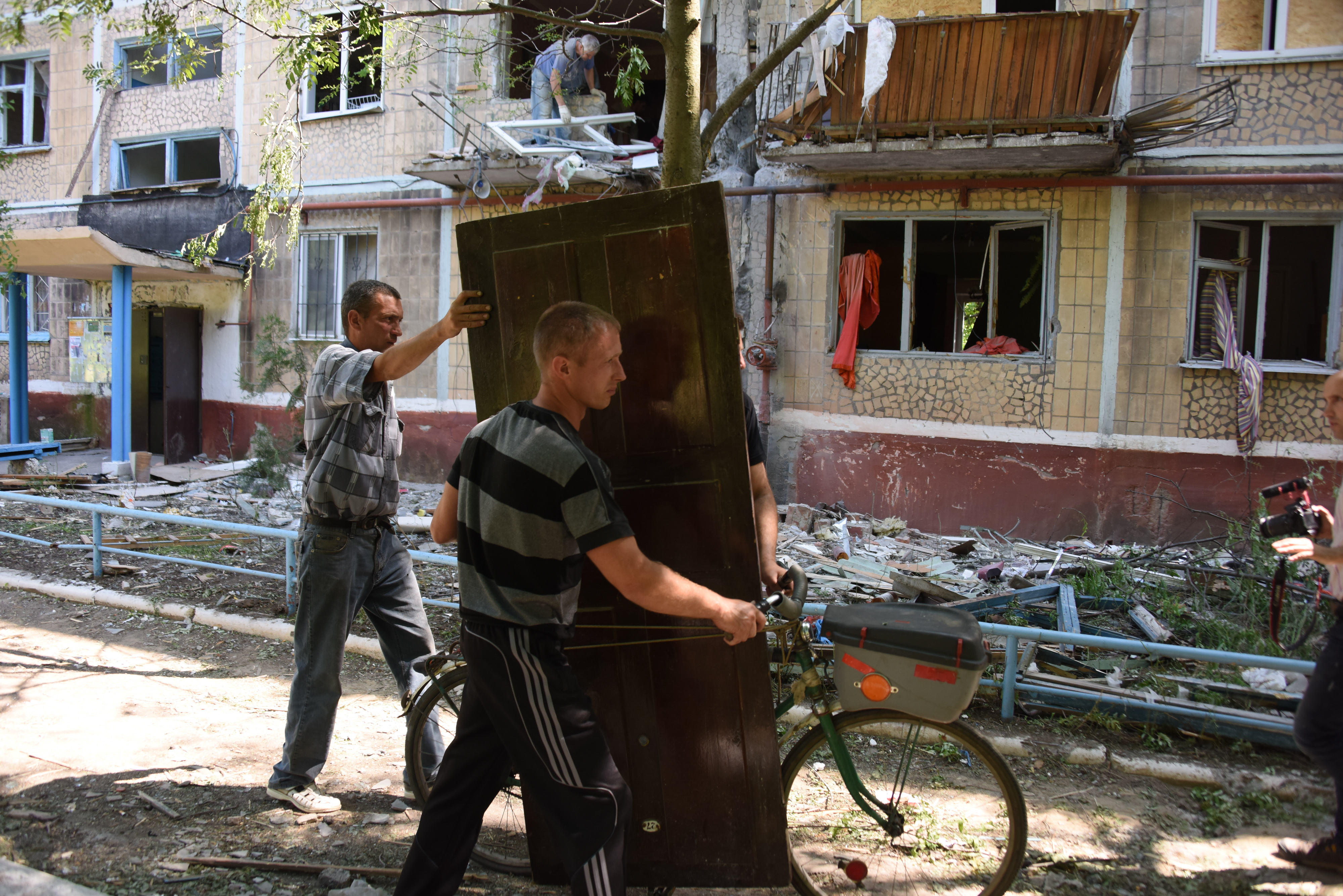
Obyvatelé Horlivky po ostřelování města

Navzdory příměří z poloviny února boje pokračovaly. Separatisté posilovali útoky i výzvědnou a průzkumnou činnost. V polovině července utrpěla ukrajinská armáda nejhorší ztráty za posledních 5 týdnů, když byly její pozice ostřelovány z houfnic ráže 152 milimetrů. Za pouhých 24 hodin zahynulo 8 ukrajinských vojáků a 16 jich bylo zraněno. Separatisté hlásili 2 mrtvé vojáky a jednu civilistku.
Hlášeny byly i čtyři civilní oběti z Avdijivky, kterou ostřelovali podle Kyjeva separatisté. Ti zase uváděli, že Ukrajinci z Andrijivky ostřelují jejich pozice v obci Spartak. Počet mrtvých od začátku bojů vyšplhal už na 6500 a obě strany se obviňovaly z porušování příměří.
Separatisté útočili na ukrajinské pozice i těžkými zbraněmi s ráží přes 100 mm, které byly zakázány minskými dohodami. Jde například o minomety ráže 120 mm, houfnice 2S1 Gvozdika ráže 122 mm a 2S3 Akacija ráže 152 mm nebo tanky. Podle vojenského analytika Dmytra Tymčuka se charakter bojů ale trochu změnil a daleko více jsou teď nasazováni snipeři, a to oběma stranami. Nejčastěji se střetávají v oblastech obcí a měst Marjinka, Peski, Šumy, Šyrokyne, Krymske, Ščastje a Stanycja Luhanska.
Kontaktní skupina se v Minsku dohodla 21. července na dalším stahování zbraní. Už dříve měly být staženy těžké zbraně, které ale na bojišti nadále figurovaly. Nová dohoda požadovala navíc stažení lehčích zbraní a tanků. Nadále přitom trvaly spory ohledně konání místních voleb a nepodařilo se dohodnout takové podmínky, které by uspokojily obě strany. Přestřelky byly na denním pořádku.
V Austrálii bylo v červenci uvolněno video natočené separatisty, jak se prodírají bezprostředně po pádu stroje MH17 jeho troskami a diví se, že nejde o trosky Suchoje, ale o civilní letoun. K této události také proběhly vzpomínkové akce po celém světě. Oběti uctili i separatisté, kteří v polích u dopadu stroje odhalili pamětní kámen. Země nejvíce postižené tragédií, Malajsie, Austrálie, Ukrajina, Belgie a Nizozemsko, vyzvaly v návrhu rezoluce Rady bezpečnosti OSN k vytvoření mezinárodního tribunálu, který by tragédii vyšetřil. Rusko s právem veta ji ale odmítlo a navrhlo zvláštního vyšetřovatele. To zase odmítly Západní státy a obsah rezoluce, o které se má hlasovat koncem července, je tak stále nejasný.

### Další vývoj v roce 2016

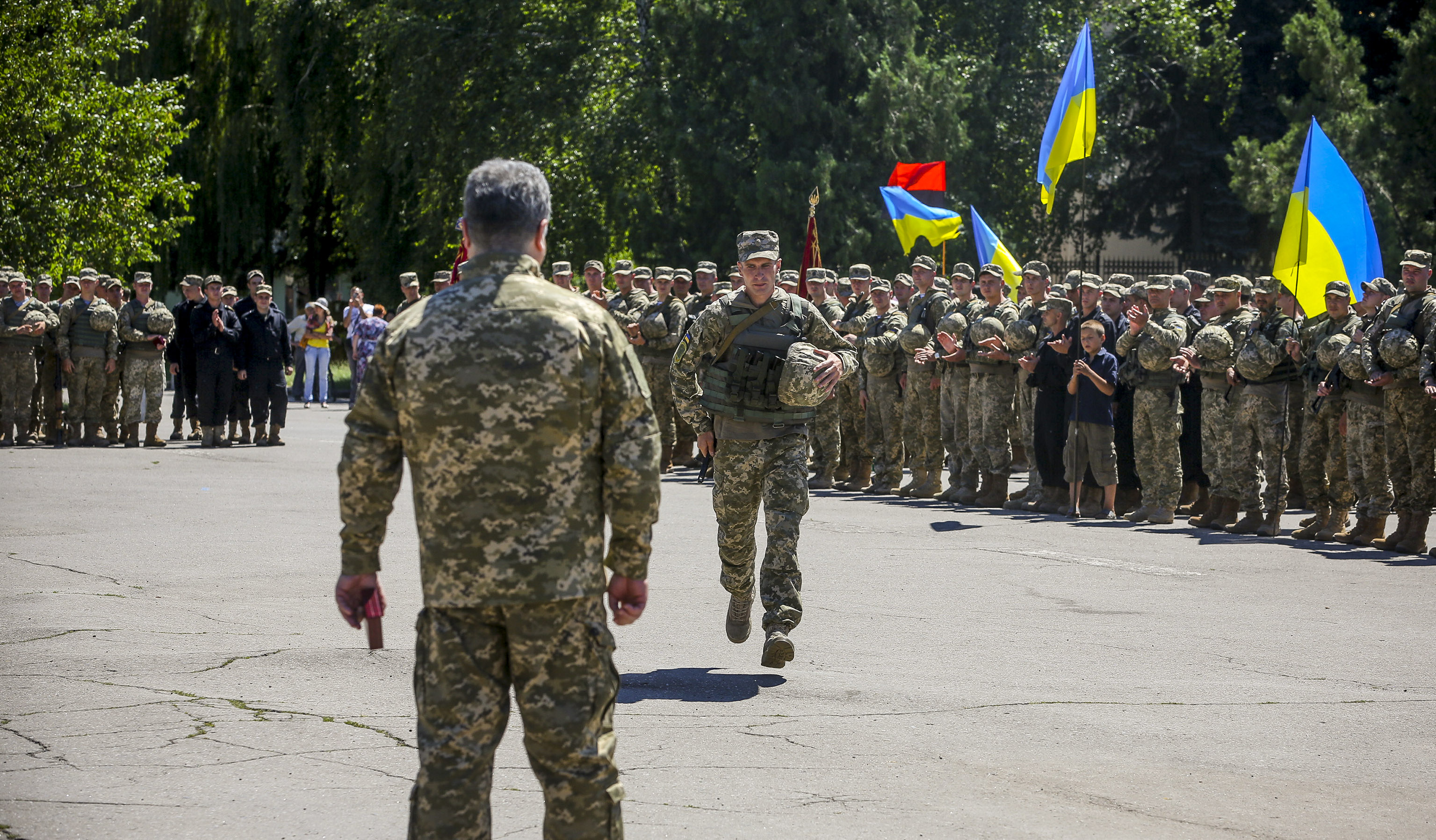
Ukrajinský prezident Porošenko s vojáky v Doněcké oblasti v roce 2016

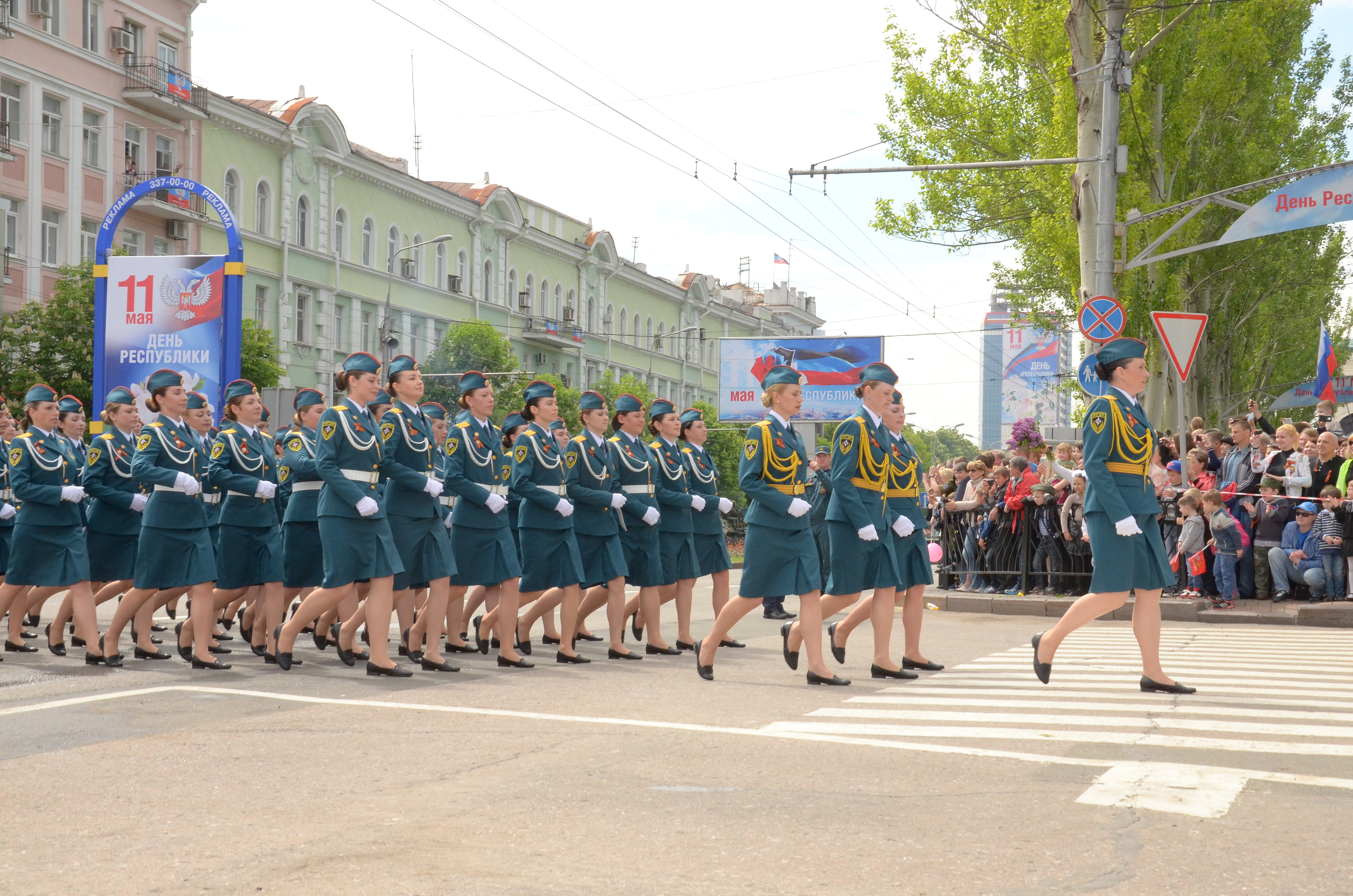
Doněck v květnu 2016. V pozadí je vidět ruská vlajka.

S příměřím ze září 2015 zbraně na východní Ukrajině z většiny utichly, avšak bez konečného vypořádání. V separatistické oblasti vznikl tzv. „zamrzlý konflikt“. Příměří je přerušováno přestřelkami, ze kterých se obviňují obě strany. Tento stav k dubnu 2016 trvá. Příměří je sledováno kontrolory s modrými neprůstřelnými vestami z Organizace pro spolupráci a bezpečnost v Evropě (OBSE).
Situace na bojištích je už více než dva roky kritická, jako by mírové dohody ani neexistovaly. Podle OBSE byla situace složitá. Od března 2014 do července 2016 zemřelo již 10 tisíc osob a nepřehledný konflikt přitom napomáhá korupci a nelegálnímu prodeji zbraní. Mluvčí ukrajinské armády uvedl, že během července 2016 přišlo o život více než 15 ukrajinských vojáků a stejný počet jich byl zraněn. OBSE situaci kritizuje, ale nemůže nic dělat, protože přítomnost jakýchkoli ozbrojených kontrolorů proruští povstalci na jimi ovládaném území vytrvale odmítají. Boje probíhaly nejčastěji u Doněcku a u Mariupolu.
Tajemník ukrajinské bezpečnostní rady Oleksandr Turčynov vysvětluje situaci tím, že Rusové údajně v oblasti zkoušejí nové zbraně. Doslova prohlásil, že „ruští okupanti používají munici zakázanou mezinárodními úmluvami“ jako např. kazetové náboje pro houfnice ráže 122 mm. Další nově testovanou zbraní jsou podle něj ruské minomety KM-8 Graň ráže 120 milimetrů s laserem naváděnou municí a systémem řízení palby Malachit, jež smějí obsluhovat výlučně ruští vojáci.
Během války utrpěla na Ukrajině svoboda slova i médií a o život přišlo několik novinářů, kteří se snažili držet tyto hodnoty. V červenci 2016 zemřel například kritik Ruska, Pavel Šeremet. V dubnu roku 2015 byl naopak zavražděn v Kyjevě proruský novinář Oles Buzyna a podobné incidenty se nevyhýbají ani bývalým politickým činitelům. Řada Ukrajinců vidí možné řešení v předčasných parlamentních volbách. Ty podle nich dovedou zemi k demokratickému Západu nebo do ještě většího bezvládí.

### Srpen 2016
10. srpna ruská strana uvedla, že v noci ze 6. na 7. a ze 7. na 8. srpna došlo ke dvěma přestřelkám „s diverzními a teroristickými silami“. Útočníci podle ruské strany měli na nafukovacích člunech a v uniformách sovětského typu připlout na Krym, kontrarozvědka FSB je ale odhalila. V přestřelkách zemřeli dva ruští vojáci a někteří další byli zraněni. Z útočníků byli zabiti dva a dalších pět zajato. Ukrajinská strana incident označila za smyšlený. Kommersant potom napsal, že jde o obyvatele Krymu, z nichž někteří měli ruské doklady. Několika výbuchy na poloostrově chtěli zničit místní turistiku, ale nechtěli zabíjet. Skupina měla být vycvičena ukrajinskou rozvědkou a řízena jejím taktéž zatčeným členem Jevhenem Panovem.
V reakci na toto dění se k hranicím mezi Krymem a Ukrajinou podle médií přesunulo množství moderní ruské techniky, což později potvrdila také ukrajinská strana. V souvislosti s tím druhý den ukrajinský prezident Porošenko nařídil na kontaktních liniích na Krymu i na Donbase bojovou pohotovost. Ukrajina také k hranici s Krymem přesunula těžkou techniku a protitankové rakety a Rusko potom vyměnilo svou protiletadlovou obranu S-300 za nejmodernější S-400. Před incidentem bylo naplánováno, že dojde k rozhovoru na téma míru na Ukrajině na okraji summitu G20 v Číně začátkem září, a to v normandském formátu, čili i s Petrem Porošenkem, ale po obvinění Ukrajiny z diverze Vladimir Putin účast Porošenka odmítl. Schůzka státníků v Šanghaji se tak měla odehrát bez zástupců Ukrajiny.

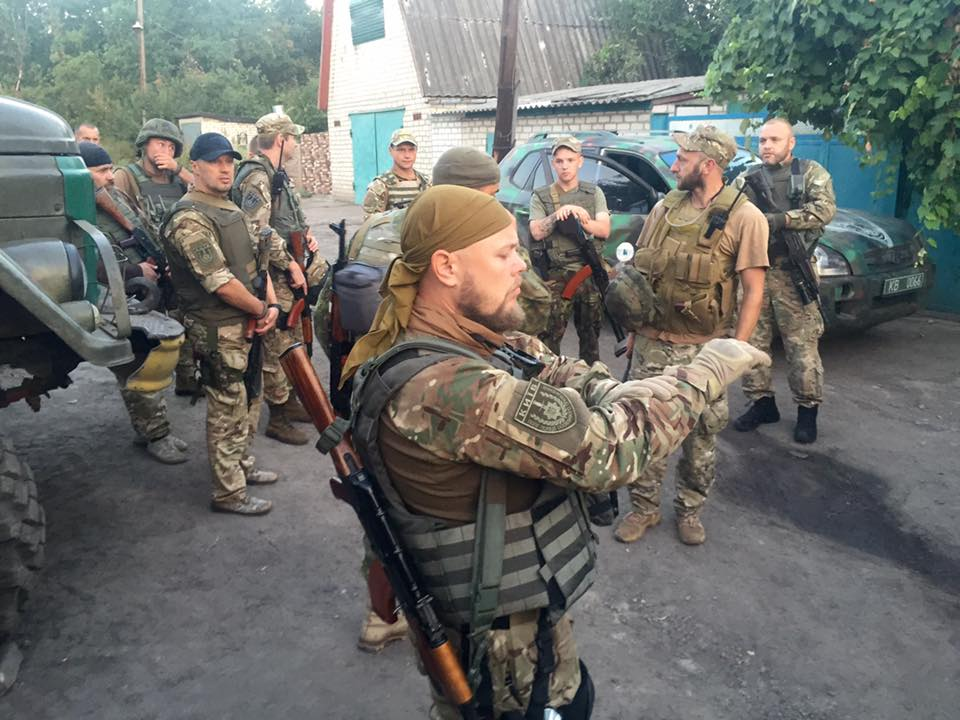
Ukrajinské jednotky u města Avdijivka v srpnu 2016

24. srpna 2016 Ukrajina oslavila 25 let své nezávislosti na Sovětském svazu velkou vojenskou přehlídkou o 4 tisících vojácích a 200 kusech techniky, která měla dát najevo odhodlání čelit svému východnímu sousedovi. Porošenko při ní prohlásil, že Ukrajina získá svá okupovaná území na Donbase a Krymu zpátky diplomatickou a politickou cestou. Verši také vybídl „Moskaly“, což je hanlivý výraz pro Rusy, aby dali ruce pryč od Ukrajiny. Prezident také řekl, že ačkoliv bude Ukrajina potřebovat ještě mnoho úsilí v budování armády a podporu od spojenců, aby mohla v klidu spát, už teď může prohlásit, že po dvou letech se ji podařilo vybudovat zcela novou armádu schopnou se ubránit několikanásobně silnějšímu sousedovi. Porošenko také narážel na nedodržování závazků sjednaných Budapešťským memorandem v roce 1994, kdy se Ukrajina vzdala jaderných zbraní výměnou za bezpečnostní záruky Ruska, Spojených států a Spojeného království. Uvedl k tomu, že dnes jsou hlavním garantem ukrajinské obrany ukrajinské ozbrojené síly. Přehlídka se odehrála na hlavní kyjevské ulici vedoucí na náměstí Nezávislosti, tzv. „Majdan“. Zúčastnilo se ji tisíce lidí, z toho někteří dávali najevo svoje vlastenectví košilemi s ukrajinskými národními výšivkami nebo máváním ukrajinskou vlajkou.
Kvůli zesilování bojů v posledních měsících na konci srpna navrhla kontaktní skupina pod Organizací pro bezpečnost a spolupráci v Evropě válčícím stranám, aby přijaly začátek září jako nový termín skutečného klidu zbraní. Tlak na Ukrajinu, Rusko i povstalce vyvíjeli i evropští diplomaté, kteří je vybízeli k dodržování minských dohod, k ukončení bojů a k uspořádání místních voleb.

### Prosinec 2016
15. prosince se na summitu EU jednalo o prodloužení sankcí proti Rusku. 19. prosince Evropská unie sankce prodloužila.
18. prosince vypukly těžké boje u města Debalceve. Ukrajinská armáda i separatisté se vzájemně obviňovali z rozpoutání bojů.

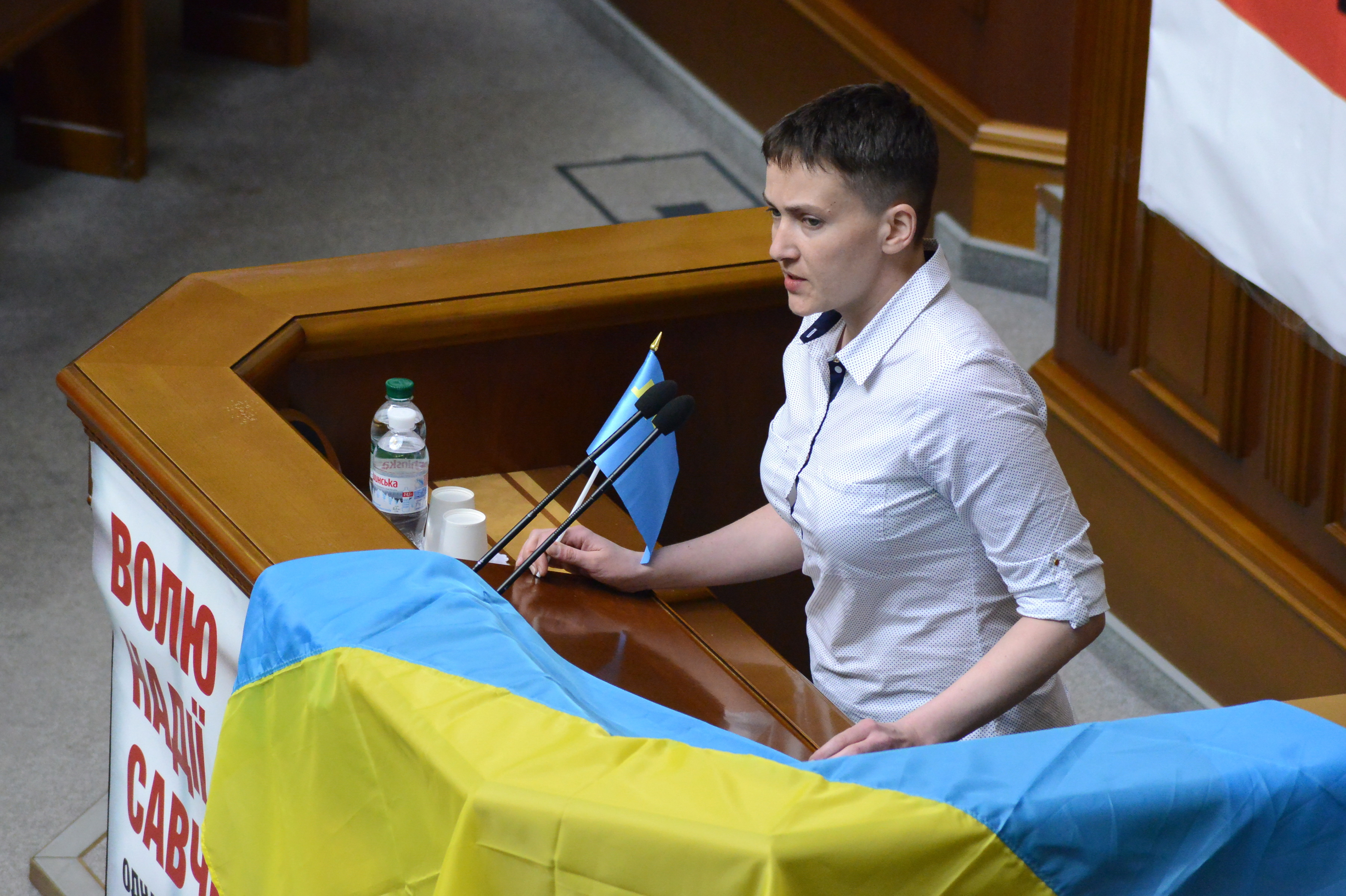
Bývalá pilotka Nadija Savčenková v ukrajinském parlamentu, 31. květen 2016

Po setkání s vůdci separatistů, se kterými jednala o propuštění ukrajinských zajatců, byla bývalá vojenská pilotka a poslankyně Nadija Savčenková vyloučena z poslanecké frakce Baťkivščyna někdejší premiérky Tymošenkové. Ukrajinská vláda považuje separatisty za „teroristy“ a „bandity“ a odmítá s nimi jednat. Předseda ukrajinského parlamentu Andrij Parubij kritizoval Savčenkovou slovy: „My vystupujeme kategoricky proti jednání s teroristy a proti amnestii vrahů Ukrajinců“.

### Vývoj v roce 2017
Koncem ledna 2017 opět propukly těžké boje mezi ukrajinským vojskem a separatisty, tentokrát u města Avdijivka blízko Doněcku. Z vyprovokování bojů se vzájemně obviňovali separatisté i ukrajinské vládní jednotky.
2. února 2017 Doněckem otřásl silný výbuch, způsobený nejspíše ostřelováním ukrajinskou armádou. Během ostřelování byly hlášeny civilní oběti.
Dne 8. února 2017 byl spáchán atentát na vysoce postaveného vojenského velitele separatistů v samozvané Doněcké lidové republice, plukovníka Michaila Tolstycha, přezdívaného Givi. Byl to již několikátý atentát zaměřený na likvidaci vysoce postavených vůdců separatistů v samozvaných republikách na východní Ukrajině (Doněcká lidová republika a Luhanská lidová republika). Podle separatistů atentátník vystřelil z reaktivního plamenometu Šmel. Separatisté obvinili z tohoto "teroristického činu" ukrajinské tajné služby. Atentát byl spáchán v den, kdy se v sesterské Luhanské lidové republice konal pohřeb náčelníka luhanské Národní milice Olega Anaščenka, který zemřel v sobotu 4. února 2017, když v jeho autě vybuchla nálož.
Dne 13. února obvinil Ruský vyšetřovací výbor ukrajinské síly z používání mezinárodními konvencemi zakázaných zbraní na jihovýchodě Ukrajiny. Údajně se jednalo o hlavice raket Točka U (v kódu NATO Scarab B) s kazetovou municí. Vyšetřovatelé výboru údajně zajistili důkazy, že ukrajinská armáda použila tyto taktické rakety při ostřelování obydlených míst v Luhanské oblasti v letech 2014 a 2015. Tím by byly, co se týče Ukrajinské armády, potvrzeny dřívější zprávy o tom, že obě strany používaly kazetovou munici. Mluvčí výboru Světlana Petrenková jmenovala konkrétní místa, kde byly tyto rakety v Luhansku a okolních vesnicích a také v oblasti Krasnodonu údajně použity. Podle této zprávy byly rakety vybaveny vysoce explozivními hlavicemi a hlavicemi s kazetovou municí.

### Vývoj v roce 2018

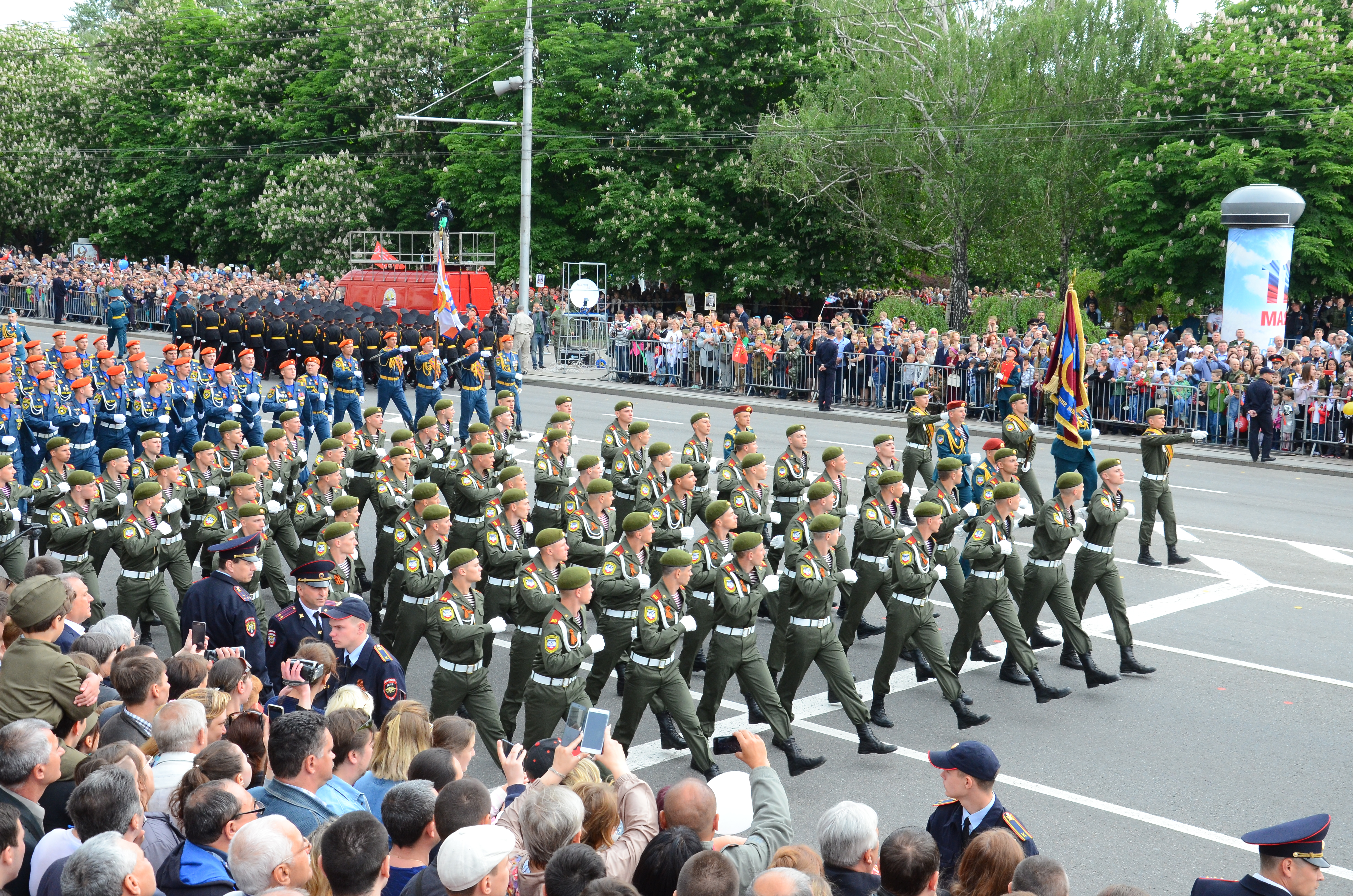
Ozbrojené síly separatistů 9. května 2018

V květnu 2018 se rozpoutaly boje prakticky po celé linii fronty. 18. května ukrajinská armáda dobyla obec Pivdenne (Južná) a snažila se obklíčit město Horlivka. Obě strany se obviňují z toho, že do bojů nasadily děla ráže 122 mm a minomety. Dělostřelecká palba ukrajinské armády zranila několik horníků a podle Ukrajinské pravdy „bylo zničeno 15 a zraněno 13 bojovníků rusko-teroristických sil“. Povstalecká agentura DAN poté obvinila ukrajinské vedení z páchání genocidy a barbarství. Podle ukrajinského experta Olexije Arestovyče se Ukrajinci snaží obklíčit město Horlivka obsazováním okolních kopců. Ty jsou totiž podle Minských dohod nárazníkovým pásmem mezi ukrajinskou armádou a povstalci, a tudíž nejde ze strany Ukrajiny o porušování dohod z Minsku.
V srpnu 2018 byl při teroristickém útoku v restauraci v Doněcku zavražděn nejvyšší představitel (prezident a zároveň předseda vlády) Doněcké lidové republiky Alexandr Zacharčenko. Separatisté z útoku obvinili ukrajinskou tajnou službu SBU. Ukrajina se k útoku nepřihlásila a incident přisoudila vnitřnímu sporu mezi povstalci.

### Vývoj v roce 2019
V březnu 2019 přeběhla na ukrajinskou stranu velitelka ženské osádky tanku Svitlana Drjuková. Drjuková udělala v armádě separatistů rychlou kariéru od zdravotní sestry až k náčelnici štábu tankového pluku v Doněcku. Stala se oslavovanou hvězdou Novoruska v televizním dokumentu „Hrdinové naší doby“ a hrála hlavní roli v připravovaném propagandistickém dokumentárním filmu „Opolčenočka“ (Děvče z domobrany), který natáčel ruský režisér Alexej Kozlov v Doněcké lidové republice. Film měl být promítán v ruské televizi na Den vítězství 9. května. Drjuková se zamilovala do příslušníka ukrajinské rozvědky a již nějaký čas spolupracovala s ukrajinskými tajnými službami. Podařilo se jí přeběhnout s jejími syny a také s balíkem tajných dokumentů. Přinesla mimo jiné důkazy o testech nejnovějšího ruského tanku T-72B3 na okupovaném ukrajinském území a o rozmístění a výzbroji separatistických jednotek.
Drjuková vystoupila 3. března v ukrajinské televizi a prohlásila, že je ochotná svědčit o činnosti důstojníků ruské armády a agentů ruských tajných služeb na separatisty ovládaném území na východě Ukrajiny, o ruských zločinech a o pašování nejmodernějších ruských zbraní do povstaleckých oblastí před mezinárodním soudem v Haagu. Podle ní ruští vojáci při přechodu na východ Ukrajiny odevzdávají veškeré osobní dokumenty a dostanou novou falešnou identitu jako obyvatelé Doněcka či Luhanska. Uvedla také, že je obeznámena s plány Ruska na masivní vojenskou invazi na východ Ukrajiny s předpokládanou účastí až 100 000 vojáků. Díky jejím informacím se podařilo ukrajinské guerillové jednotce, těsně před jejím útěkem, zničit osm povstaleckých tanků.
Kandidát na prezidenta Volodymyr Zelenskyj v dubnu 2019 prohlásil, že „Územní celistvost Ukrajiny musí být trvalá. Hlavním úkolem teď je udělat první krok, zastavit palbu. Je třeba pokračovat v minském mírovém procesu, který je třeba reformovat.“

### Vývoj v roce 2022
Dne 24. února 2022 zahájilo Rusko invazi na Ukrajinu, tři dny poté, co uznalo nezávislost DLR a LLR, dvou separatistických republik na východě Ukrajiny. K červenci 2022 se armádám Ruské federace a samozvaných republik podařilo dobýt celou Luhanskou oblast a většinu Doněcké oblasti, přičemž Rusko ovládalo také podstatné části Charkovské, Záporožské a Chersonské oblasti. Podstatná část východu Ukrajiny je v současnosti kontrolována Ruskem, DLR a LLR. Spekulovalo se o tom, že v dalších oblastech kontrolovaných ruskými vojsky by mohlo dojít k vyhlášení separatistických republik po vzoru Doněcku a Luhansku. Nakonec se na území čtyř ukrajinských oblastí konala od 22. do 27. září 2022 referenda o úplném připojení k Rusku. Dne 30. září 2022 se tak staly 4 ukrajinské oblasti z větší části okupované Ruskem (Doněcká, Luhanská, Chersonská a Záporožská oblast) součástí Ruské Federace na základě referenda o připojení k Rusku. Výsledky referend a jejich průběh byly mezinárodně zpochybněny a většinou států OSN neuznány. S výjimkou Luhanské oblasti navíc Rusko území žádné z oblastí zcela nekontroluje.

## Humanitární krize

### Civilní oběti bojů
Na obou stranách konfliktu byly v průběhu bojů četné civilní oběti, a to mrtví a ranění. 1. října 2014 ráno zabila střela vypálená z raketometu na stanici městské hromadné dopravy v Doněcku osm lidí. Linkový mikrobus, který ve stanici stál, zcela shořel. Stalo se tak poměrně nedaleko od již zničeného doněckého letiště, o které se tehdy bojovalo.
Počátkem roku 2017 používala ukrajinská armáda proti povstaleckým územím těžké zbraně, které měly být podle dohod z Minsku již staženy do takové vzdálenosti, aby neohrožovaly lidská obydlí. Dne 30. ledna 2017 dopoledne ukrajinská armáda ostřelovala okolí školy v severních čtvrtích města Makejevka a také nemocnice tomto městě. U nemocnice dopadly střely do kotelny a stálo to dva lidské životy, další dva lidé byli zraněni.

### Únosy, mučení a loupeže
V červnu 2014 upozornil Úřad vysokého komisaře OSN pro lidská práva na množící se případy zabíjení, mučení a únosů na východní Ukrajině, které podle zpráv páchaly ozbrojené skupiny bojující proti ukrajinské vládě. Situaci na jimi obsazených územích označila za rozpad práva a pořádku.
V červenci 2014 uvedla mezinárodní organizace Amnesty International, že shromáždila důkazy o mučení, jemuž byla za poslední tři měsíce na východě Ukrajiny podrobena více než stovka unesených civilistů. Podle této zprávy byli za tyto zločiny zodpovědní většinou proruští separatisté, i když se podobných zločinů v menší míře dopouštěly i síly věrné vládě v Kyjevu, včetně účasti ozbrojených milicí, které tehdy vedl ukrajinský poslanec Oleh Ljaško. Organizace uvedla, že neexistují žádné komplexní a spolehlivé údaje o počtu únosů, podle ní však ukrajinské ministerstvo vnitra oznámilo téměř 500 únosů mezi dubnem a červnem 2014 a pozorovatelská mise OSN pro lidská práva ve stejném období zaznamenala 222 případů.
Podle zprávy Výboru OSN pro lidská práva proruští separatisté unášejí, zadržují, mučí a popravují rukojmí, aby tak „zvětšili svou kontrolu nad obyvatelstvem“. Podle této zprávy bylo k 28. červnu 2014 uneseno nejméně 812 lidí. Rusko tuto zprávu označilo za naprosto jednostrannou.
V květnu 2014 separatisté ve Slavjansku unesli několik mezinárodních pozorovatelů z organizace OBSE, mezi nimiž byl i jeden Čech. Rukojmí však po čase propustili.
Navíc rusové hojně používají mučení proti zajatým Ukrajincům (vojenským i civilním, což je válečný zločin). Jedním z prvních zaznamenaných případů mučení válečných zajatců na Ukrajině byl incident ze 7. října 2014 ve městě Zugres (Doněcká oblast), kdy se třiapadesátiletý Ukrajinec Ihor Kożoma, který se pokusil vyvést svou manželku okupované území, byl připoután ke koloně a několik hodin mučen Rusy a místními separatisty . Podobný případ byl s obyvatelkou Doněcka Irynou Dovganovou (civilka), která byla veřejně mučena za svůj proukrajinský postoj .
Velmi sporná je role tzv. dobrovolnických batalionů na ukrajinské straně války na východní Ukrajině a jejich hlavního sponzora, oligarchy Ihora Kolomojského. Podnikatel Kolomojský financoval dobrovolnické prapory Dnipro, Aidar, Azov, Dnepr a Donbass, které jsou obviňovány z válečných zločinů na východní Ukrajině, únosů, nezákonného zadržování, týrání, krádeže, vydírání a možných poprav. Kolomojský je jedním z nejbohatších mužů Ukrajiny. 24. března 2015 byl během osobní audience u Petra Porošenka prezidentem zbaven funkce guvernéra Dněpropetrovské oblasti. Zároveň byla ukrajinskou tajnou službou SBU proti blízkým spolupracovníkům Kolomojského, několika ve zprávě se svými plnými jmény uvedeným velitelům, jednomu poslanci parlamentu a jednomu funkcionáři organizace Pravý sektor vznesena obvinění z těžkých zločinů během bojů v nejmenovaných lokalitách na východě země. Uvedeny byly únosy osob, ohrožování úředních osob s napřaženou zbraní a loupeže. Mimo jiné uloupila skupina mužů včetně bojovníků některého z těchto praporů v jednom zemědělském podniku čtyři obilní kombajny značky John Deere. Dále byly plánovány „koordinovaný útok“ na donbaského oligarchu Rinata Achmetova osobně a také obsazení jeho energetického koncernu DTEK.

### Sexuální a jiné násilí na ženách a mužích
Během války na východní Ukrajině se výrazně zhoršila již tak nedobrá situace v zemi v oblasti ochrany žen a v některých případech i mužů před sexuálním a jiným násilím. Nejohroženějšími skupinami žen byly matky s dětmi, drogově závislé, HIV pozitivní a prostitutky. Neexistují oficiální statistiky, ale případů sexuálního násilí během války bylo mnoho a jejich závažnost byla vysoká. Pro vládu nebylo prioritou řešit tuto situaci. Případy byly hlášeny z obou stran válečného konfliktu i z obou stran hranice. Neziskové organizace neměly peníze ani dostatek personálu, aby řešily situaci na území pod ukrajinskou kontrolou, a ještě hůře na tom byly na území kontrolovaném separatisty.

#### Násilí způsobované povstalci
Podle některých svědectví byly na území kontrolovaném separatisty znásilňovány ženy a dokonce i děti. Školačky byly svou nuznou situací nuceny směňovat sex za jídlo či peníze, docházelo i k vážným fyzickým i psychickým traumatům obětí či vyhrožování zastřelením.
Jsou známa další svědectví o různých činech. V Jenakijeve separatisté pronásledovali drogově závislé ženy. Jednu dívku zadrželi a pohrozili jí smrtí. Po tom, co ji jeden z nich poznal, nabídli jí, že jim bude vařit a nechají ji žít. Souhlasila i se sexem s nimi a později se údajně stala povstaleckou bojovnicí a dokonce snajperkou. Další případ popisuje jak matka sedmi dětí vyměnila sex se svou nejstarší dcerou s jedním povstalcem za jídlo pro rodinu. Další žena byla obviněna ze spolupráce s ukrajinskou armádou a na 43 dní uvězněna ve sklepení sídla bývalé ukrajinské rozvědky v Doněcku. Ihned první večer byla znásilněna, u výslechu brutálně bita do hlavy, přes nohy a do břicha. Bylo jí vyhrožováno, že protože si nezaslouží děti, polijí jí vyšetřovatelé genitálie kyselinou. Nakonec jí údajně vpíchli neznámou látku do těla, ztratila vědomí a po probuzení krvácela z pochvy a měla roztrhané oblečení. O několik dní později ji pod pohrůžkou skupinového znásilnění donutili k orálnímu sexu. Její spoluvězeňkyni hromadně znásilňovali opakovaně, nakonec byla tolik traumatizovaná, že o ni ztratili zájem. Další ženu zajala v Doněcku Ruská pravoslavná armáda kvůli podezření z podpory Majdanu a šest dní ji držela ve sklepě policejní stanice, kde byla mučena. Jednou byla zbita přes záda tak, že se nemohla dva dny postavit, jindy ji například řezali do chodidel, jednou se musela svléknout do naha před svým dozorcem. Její spoluvězeňkyni potom znásilňovali na ošetřovně. Tu potom viděla při roznášení jídla ve své cele zcela nahou, zuboženou, klečící a s rozbitou hlavou.

#### Násilí ukrajinských ozbrojených sil
Také na ukrajinské straně je dosvědčeno sexuální a jiné násilí na ženách i mužích páchané bojovníky Ukrajinské armády i dobrovolnických praporů. Jednu ženu například nutili ukrajinští vojáci pod pohrůžkou sexuálního násilí podepsat doznání, že její synové bojují za separatisty a že jim předávala informace o pohybu Ukrajinců. Vězněna byla dva měsíce bez jakéhokoliv obvinění. Doložen je také případ, kdy byl rozpuštěn zvláštní policejní prapor Tornado a obviněno osm jeho členů z únosů a mučení lidí, kdy byli mužští zajatci nuceni znásilňovat své mužské spoluvězně a do genitálií jim byl pouštěn elektrický proud. V jiném případě policisté zbili drogově závislou ženu a strčili jí do kapsy psychoaktivní drogy. Pak byla donucena přistoupit k orálnímu sexu pod pohrůžkou, že jí jinak obviní z držení drog. Jiní policisté odvezli za město svou známou prostitutku pod záminkou, že dostane drogy, a tam ji znásilnili. Mnohdy jsou však případy sexuálních násilných činů páchaných ukrajinskými bojovníky zamlčovány, neboť tito mužové jsou uctíváni jako hrdinové.

#### Násilí vojáků po návratu domů
Velkým problémem je také domácí násilí, kterého se dopouštějí ukrajinští vojáci po návratu z fronty. Často se tak děje v důsledku jejich traumat či posttraumatické stresové poruchy. Své problémy často řeší alkoholem. Psychologická pomoc těmto vojákům je na Ukrajině nedostatečná a poskytují ji hlavně dobrovolníci.

#### Většina případů je bez pomoci
Mezi Ukrajinci a Rusy je rozšířeno přesvědčení, že si oběť může za znásilnění do značné míry sama, ženy se tak snaží na své trauma zapomenout, stydí se za něj, bojí se pomsty a jen málokdy ho ohlašují. Na celé Ukrajině je také velmi málo míst, kde mohou tyto ženy získat pomoc. Na celé Ukrajině je 100 míst v domovech pro oběti domácího či sexuálního násilí, ale jen před válkou bylo potřeba asi 4600 míst.

#### Obchod se ženami
Dalšími ženami ohroženými sexuálním násilím jsou vnitřní uprchlice, které utíkají před válkou na východě země do jiných oblastí Ukrajiny. Zde jsou pak mnohé ženy obchodníky se ženami verbovány k prostituci v zahraničí, mj. v Izraeli a v Turecku. K souhlasu je žene zoufalá situace, kdy nemohou sehnat práci a musí živit své děti. Verbovány jsou ale i ženy na území ovládaném separatisty.

### Válečné zločiny

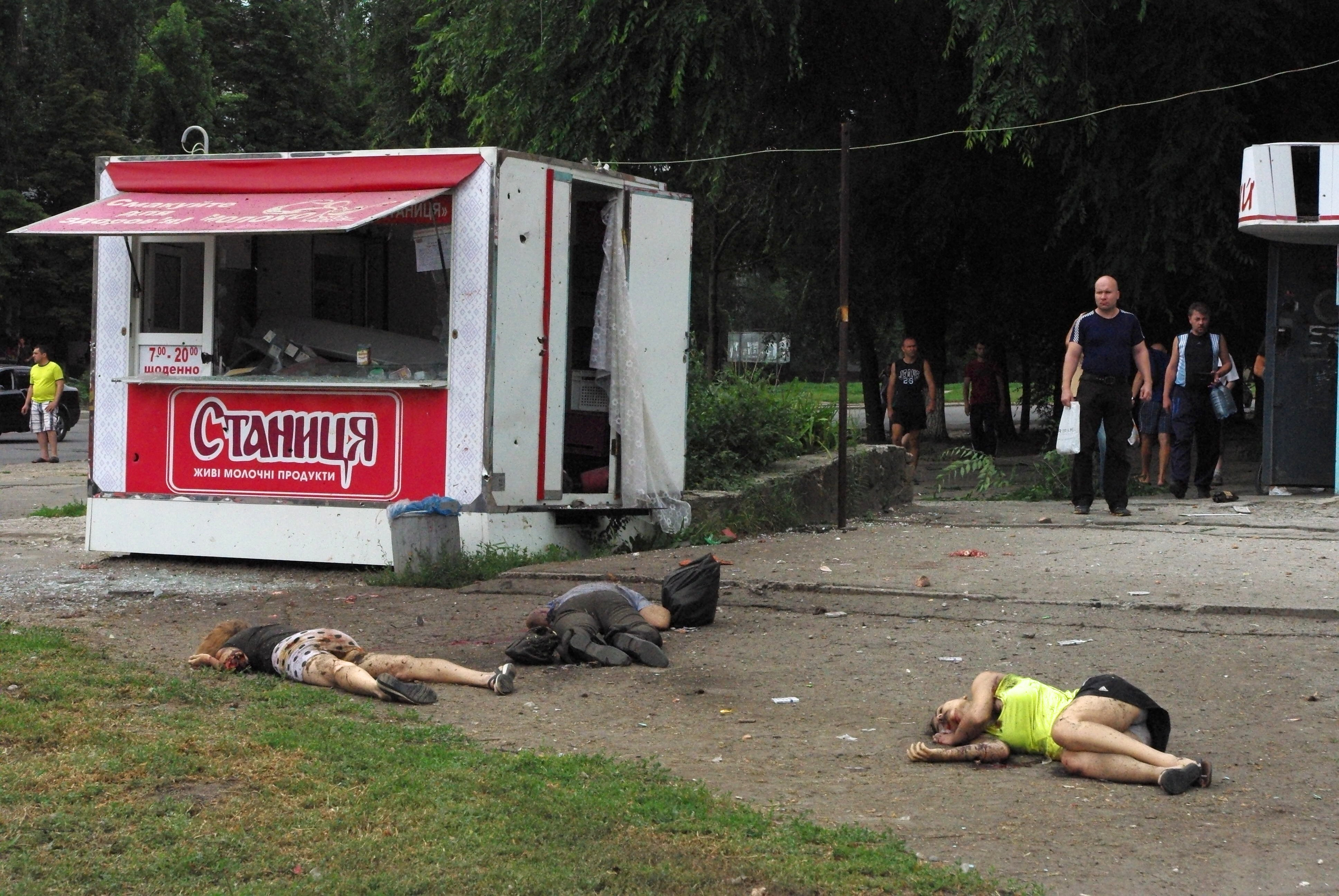
Civilní oběti ostřelování povstaleckého Luhansku ukrajinskou armádou, 18. června 2014

Human Rights Watch obvinila ukrajinskou armádu z válečných zločinů, kterých se dopustila používáním raketometných systémů Grad proti civilním čtvrtím ve městech ovládaných proruskými povstalci. Jak ukrajinská vláda, tak i povstalecké síly používají rakety Grad. Human Rights Watch vyzvala všechny strany konfliktu ve východní Ukrajině, a to zejména ukrajinské vládní síly, aby přestali používat rakety Grad v obydlených oblastech, nebo v jejich blízkosti. Grady jsou neřízené rakety, které nemohou být zaměřeny přesně a jsou často vypalovány salvami z multi-hlavňového odpalovacího zařízení. V povstalecké oblasti mají na svědomí velké množství civilních obětí. Jejich používání v zalidněných oblastech je v rozporu s mezinárodním humanitárním právem a může být považováno za válečný zločin. Podle Human Rights Watch ve více než deseti městech a vsích ukrajinská armáda použila zakázanou kazetovou munici. Kyjev informace o nasazení kazetové munice popírá. Human Rights Watch vyzvala také Rusko, aby se zavázalo nepoužívat kazetovou munici. Podle Amnesty International válečné zločiny páchají obě strany, a rovněž konstatovala, že se Rusko podílí na eskalaci konfliktu. Na východě země platí příměří, které však bylo podle některých informací v několika oblastech narušováno.
V lednu 2015 zástupce Amnesty International pro Evropu a Střední Asii Denis Krivošejev prohlásil, že členové provládních dobrovolnických praporů stále častěji zabraňují dodávkám potravin a léků, které jsou určeny civilistům v oblastech ovládaných separatisty. Podle Krivošejeva je vyhladovění civilního obyvatelstva jako metoda vedení války válečným zločinem.

### Uprchlíci

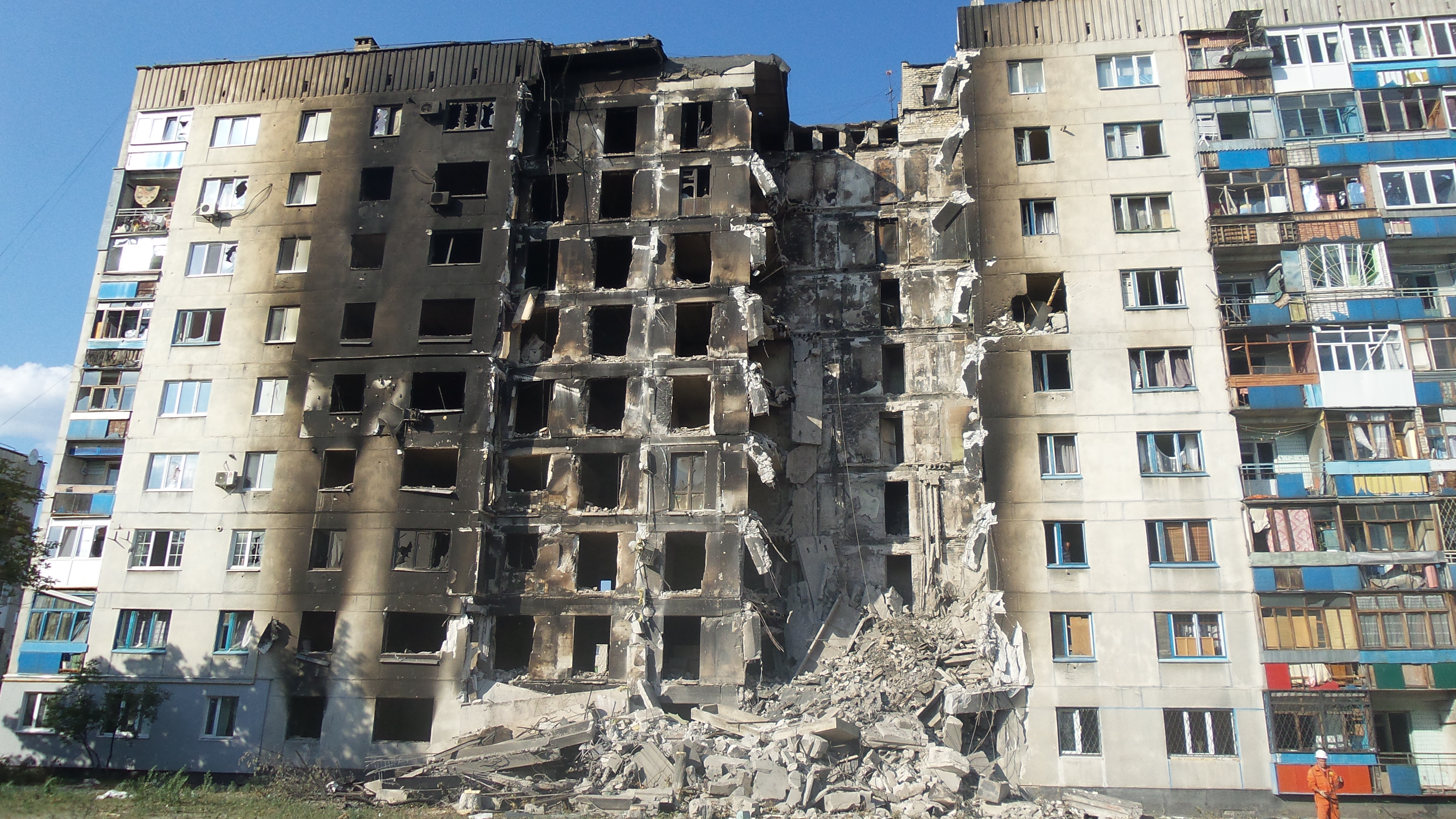
Panelový dům zničený během bojů ve městě Lysyčansk, 4. srpna 2014

Podle zprávy Úřadu Vysokého komisaře OSN pro uprchlíky z počátku září 2014 přibližně 814 000 ukrajinských občanů uprchlo před válkou do Ruska a dalších 260 000 byli uprchlíci do jiných částí Ukrajiny.

### Ruská humanitární pomoc
Mezinárodní výbor Červeného kříže (MVČK) vydal 12. srpna 2014 prohlášení, že na východní Ukrajině v místech postižených boji trpí tisíce lidí v kritických podmínkách. Současně oznámil, že je připraven distribuovat humanitární pomoc vyslanou Ruskem za podmínek, že mu to bude umožněno, a on při tom bude moci zachovat neutralitu. „Je urgentní, aby se dostalo pomoci lidem v Luhansku a dalších oblastech na východě země, kde probíhají po týdny těžké boje. Situace je kritická – udává se, že tisíce lidí nemají přístup k vodě, elektřině ani zdravotní péči,“ uvedl v tiskové zprávě Laurent Corbaz, vedoucí operací MVČK v Evropě a Střední Asii. Konvoj s humanitární pomocí pro východní Ukrajinu vypravilo v úterý 12. srpna Rusko.
Červený kříž byl ochoten pomoc distribuovat „za účasti, se souhlasem a podporou všech zúčastněných stran“ a za podmínky, že zůstane zachována jeho neutralita a nezávislost. Zástupci MVČK se 11. srpna 2014 setkali s ukrajinskými i ruskými zástupci a předložili jim dokument specifikující způsob, kterým by se akce mohla uskutečnit. Červený kříž současně po ruské straně žádal, aby deklarovala, jaký materiál a v jakém objemu na Ukrajinu veze. „Všechny strany musí také zaručit bezpečnost personálu a vozidel MVČK během operace s ohledem na skutečnost, že MVČK zásadně nepřijímá ozbrojený doprovod,“ oznámila organizace. Laurent Corbaz upozornil, že je třeba všechny podrobnosti vyjasnit dříve, než se zahájí distribuce. Moskva oznámila, že se konvoj zastaví na hranici. Rusko vezlo v prvním konvoji na východní Ukrajinu 2000 tun potravin, léků a zdravotnických potřeb a také mobilní elektrické generátory.

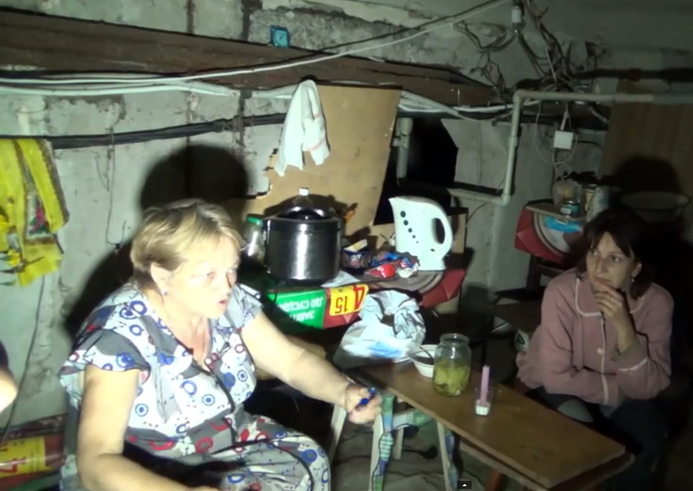
Kvůli ostřelování trávilo mnoho obyvatel Jasynuvaty většinu času ve sklepích

Po několikadenním zkoumání nákladu ukrajinskou stranou a vyjednávání o dodržení podmínek stanovených MVČK překročilo dne 22. srpna 2014 celkově 227 ruských nákladních automobilů s humanitární pomocí ukrajinské hranice na přechodu Doněck (Rusko) – Izvarino. Stalo se tak bez souhlasu ukrajinské pohraniční stráže a bez doprovodu MVČK. Ruské ministerstvo zahraničí varovalo před pokusy tento konvoj zastavit. Automobily pak údajně dorazily do města Luhanska a náklad byl vyložen. Ukrajinští funkcionáři prohlásili, že ze strany Ruska to je invaze, ale že konvoj nebude napaden. USA vyzvaly Rusko, aby konvoj z území Ukrajiny neprodleně stáhlo. Pozorovatelská mise OBSE na rusko-ukrajinských hranicích potvrdila, že se 23. srpna všech 220 nákladních aut vrátilo zpět do Ruska (7 doprovodných vozidel se totiž vrátilo již předchozí den).
Tehdejší šéf moskevské organizace Červeného kříže Igor Trunov prohlásil, že se z ruské strany nejednalo o humanitární pomoc, ale o invazi. Nákladní auta v konvojích mohla podle něho mít naloženo cokoliv, například také zbraně a munici. Šéf válečných veteránů z Jekatěrinburgu Vladimir Jefimov vyjádřil názor, že se díky humanitárním konvojům dostaly tajně na Ukrajinu desítky bývalých příslušníků ruských speciálních jednotek.

### Humanitární pomoc z Ukrajiny
Do oblastí ovládaných proruskými separatisty bylo vypraveno ze západní Ukrajiny 15 konvojů s humanitární pomocí. Konvoje organizoval a financoval ukrajinský podnikatel Rinat Achmetov, který má v oblasti Donbasu značná hospodářská aktiva. Několika z těchto konvojů byla však cesta do krizové oblasti znemožněna provládními dobrovolnickými prapory, které financují jiní oligarchové.

### Nevládní organizace na východní Ukrajině
Humanitární pomoc na východní Ukrajině poskytuje rovněž řada nevládních organizací z celého světa. Z těch českých v regionu působí např. Charita ČR, která se zaměřuje na pomoc vnitřním uprchlíkům. Rozsáhlou pomoc organizuje Člověk v tísni, mezi jehož aktivity v oblasti patří distribuce jídla, zajišťování bydlení, či obnova zdrojů obživy. Za rok 2015 tak Člověk v tísni rozdal více než 100 tisíc potravinových balíčků, rozdělil výbavu domů na zimu a materiál na jejich opravu více než 37 tisíce lidem, více než 736 tisíc lidí získalo přístup vodě a přes 30 tisíc jednotlivců bylo zahrnuto do projektů ochrany ohrožených osob a dětí.

### Váleční veteráni a posttraumatické stresové poruchy
U ukrajinských vojáků se po návratu z fronty běžně objevují posttraumatické stresové poruchy a během let 2015–2017 ukončilo 500 vojáků svůj život sebevraždou. Pomoc často tito vojáci nevyhledávají, protože si svoje problémy neuvědomují, a nebo ji dokonce odmítají či jí pohrdají. Ukrajinští politici, například ministr vnitra Arsen Avakov, hovoří o zavedení státního systému, který by dokázal poskytnout veteránům včasnou pomoc a péči a umožnil jim začlenit se zpátky do společnosti a zvládnout psychické problémy. Úřady odhadují, že podobné problémy má asi třetina veteránů z války na Donbase.

## Diplomatické aktivity
Dne 23. června 2014 ohlásil nový ukrajinský prezident Porošenko jednostranně příměří, které se však projevilo pouze jako omezení bojů na obou stranách. V pátek 27. června prodloužil Porošenko toto příměří do pondělí 30. června. Poté se ocitl pod tlakem radikálních kruhů, aby vyhlásil pro východ Ukrajiny válečné právo, a příměří odvolal. V neděli 29. června 2014 vydali německá kancléřka Angela Merkelová a francouzský prezident François Hollande společné prohlášení, kterým vyzvali jak Ukrajinu, tak Rusko k většímu úsilí o omezení válečného konfliktu a k prodloužení příměří. V průběhu dne 30. června vznikla po čtyřstranných telefonických rozhovorech jmenovaných státníků a ruského prezidenta Vladimira Putina domněnka, že by déle trvající prodloužení klidu zbraní mohlo být reálné. Tato naděje se však nesplnila, ačkoliv bylo prodloužení příměří již téměř dojednáno (i bilaterálně mezi Ukrajinou a Ruskem). Téhož dne po 21. hodině oznámila Porošenkova kancelář, že ukrajinský prezident rozhodl pokračovat v „protiteroristických“ operacích. Zpravodajská agentura Associated Press citovala Porošenkova slova: „My zaútočíme a osvobodíme svou zemi.“

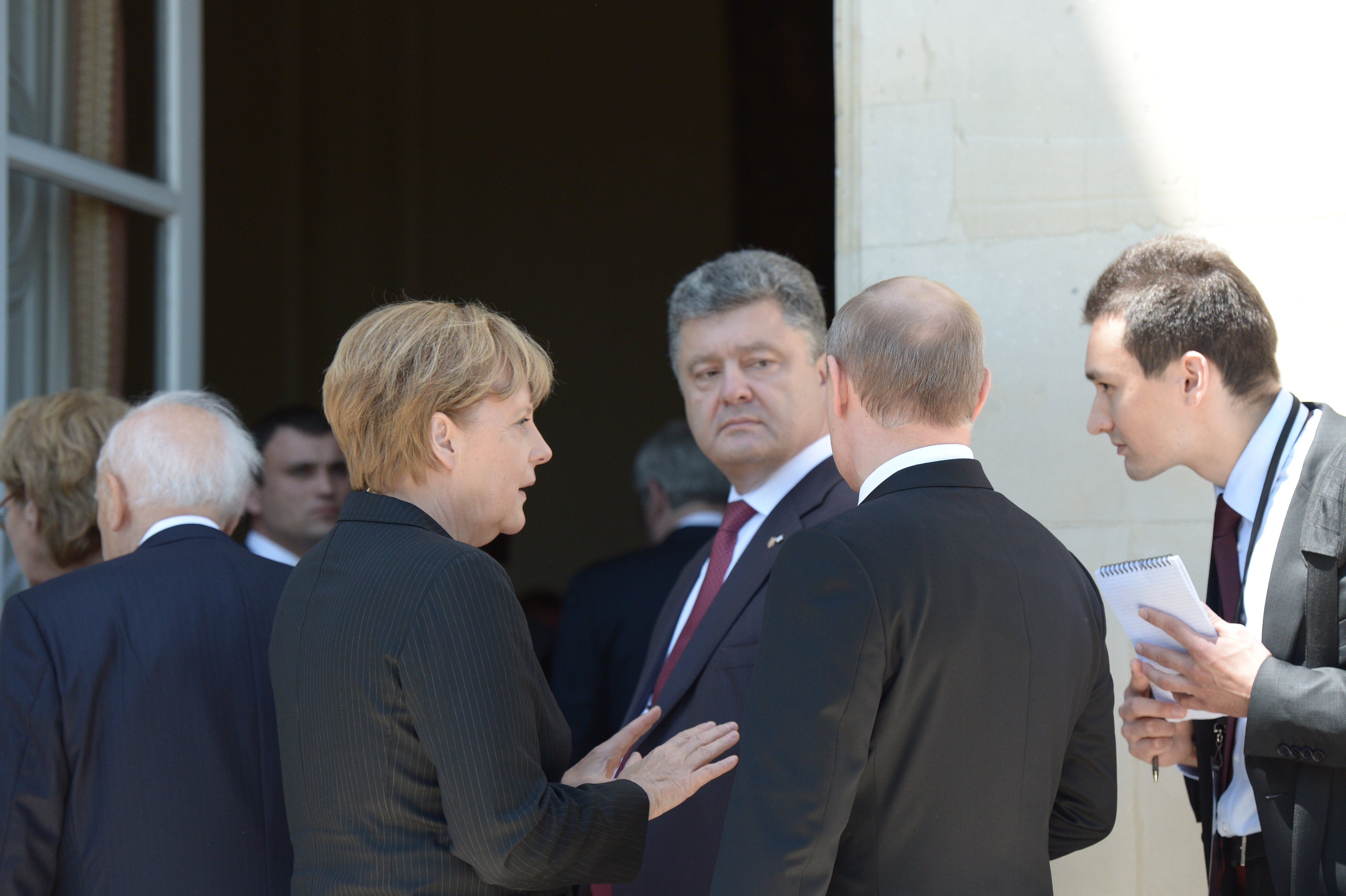
Angela Merkelová, Petro Porošenko a Vladimir Putin se setkali 6. června ve Francii během oslav Dne D

Podle odhadů Organizace spojených národů (OSN) bylo ve válce na východní Ukrajině od poloviny dubna 2014 do 20. června 2014 zabito celkově 423 lidí, a to vojáků či ozbrojenců na obou stranách a civilistů.
Od 20. června ovšem boje v zásadě neustaly, takže jsou další značné ztráty na životech a na zničených objektech. Ve středu 2. července 2014 se v Berlíně sešli ministři zahraničních věcí Ukrajiny (Pavlo Klimkin), Ruska (Sergej Lavrov), Německa (Frank-Walter Steinmeier) a Francie (Laurent Fabius) a hovořili o postupném zastavení bojů za určitých podmínek. Jedním z bodů jednání byl návrh Ruska, který byl ovšem předložen již v pondělí 30. června. Moskva byla ochotná svolit k tomu, aby ukrajinští zástupci společně s Rusy dohlíželi nad spornými hraničními přechody na ruském území, aby se zabránilo dalšímu přílivu bojovníků a zbraní. Definitivní dohoda o příměří však stále nebyla uzavřena. Ministři se pouze předběžně dohodli na své další schůzce v sobotu 5. července 2014.
Od počátku nové ofenzívy a po výměně ministra obrany a náčelníka generálního štábu hlásila ukrajinská armáda velké úspěchy včetně zlepšení své kontroly nad ukrajinsko-ruskou hranicí. Zároveň zahájilo Rusko velké manévry válečných lodí a jiných útvarů v oblasti Černého moře. Postupně byly vyvinuty značné diplomatické aktivity. Konaly se telefonické rozhovory nejvyšších představitelů včetně prezidenta USA Baracka Obamy a viceprezidenta Joe Bidena. Novým prvkem byl návrh, aby se sešli zástupci Ukrajiny a Ruska v sobotu 5. července na zatím neurčeném místě na východě Ukrajiny a vyjednávali o novém příměří v rámci tzv. kontaktní skupiny za účasti separatistů a se záštitou Organizace pro bezpečnost a spolupráci v Evropě (OBSE) pod vedením Švýcarky Heidi Tagliaviniové. K tomuto setkání však nedošlo. Města Slavjansk a Kramatorsk zůstala od té doby pod kontrolou ukrajinské armády a válka pokračovala dál.
Ukrajinský ministr zahraničních věcí Klimkin vedl 10. července 2014 rozhovor s německým deníkem Frankfurter Allgemeine Zeitung (FAZ). V něm přislíbil, že ukrajinská armáda nenapadne při své nové ofenzívě proti povstalcům samotné město Doněck. „Jsme připraveni hovořit se separatisty, ale nemůžeme je pro to získat.“ Vláda je ochotná zavést „decentralizaci“ země a přiznat ruštině zvláštní postavení ve městech a obcích. „Kdyby však byly obě řeči uznány jako úřední v celém státě, bude mít ukrajinština sotva šanci“, uvedl Klimkin.

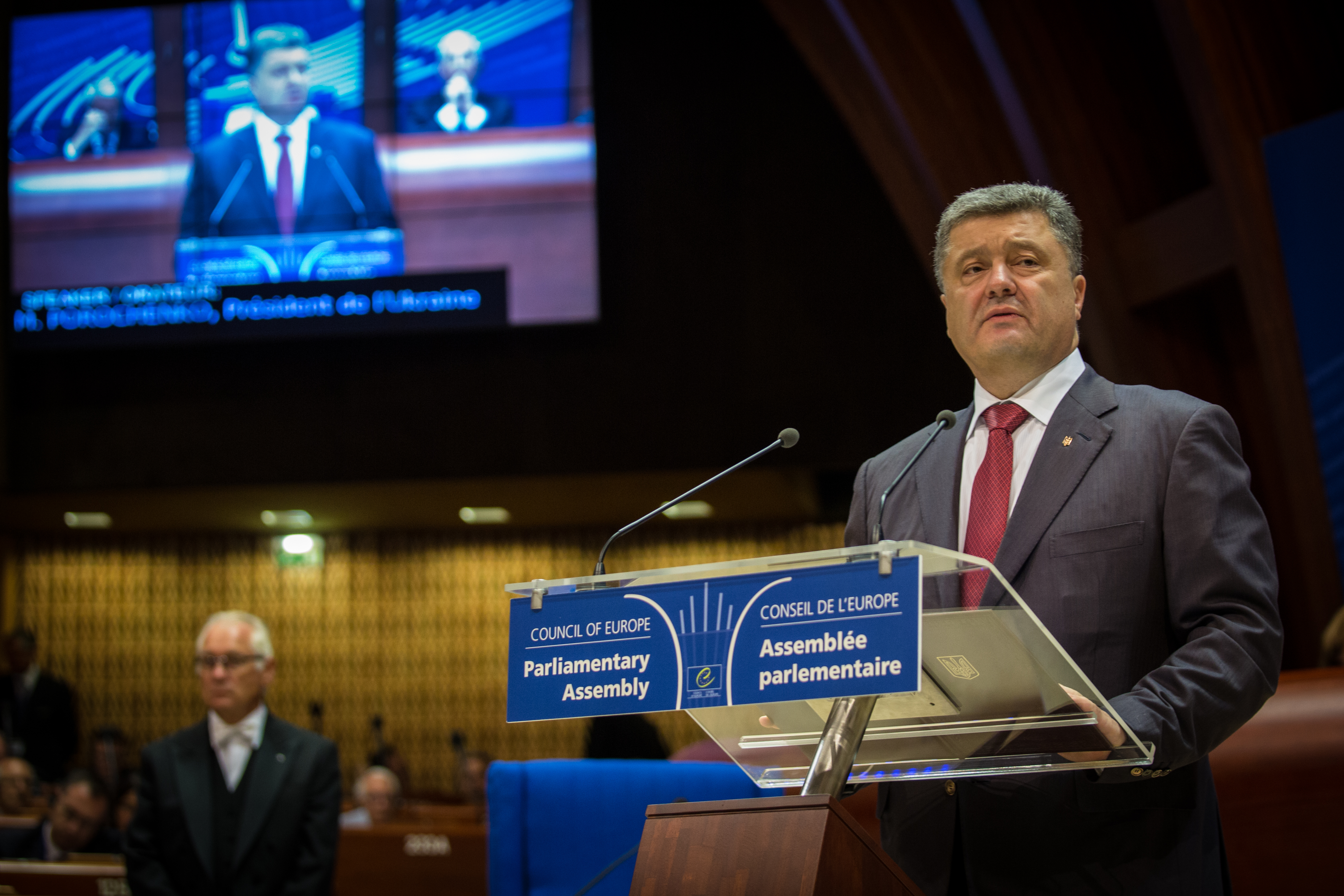
Porošenko na schůzi Parlamentního shromáždění Rady Evropy ve Štrasburku, 26. června 2014

V neděli 17. srpna 2014 se v Berlíně již potřetí sešli ministři zahraničních věcí Pavlo Klimkin (Ukrajina), Sergej Lavrov (Rusko), Laurent Fabius (Francie) a Frank-Walter Steinmeier (Německo), aby jednali o možném řešení ukrajinské krize. Těsně před setkáním požádal ministr Klimkin Evropskou unii a NATO o vojenskou pomoc pro Ukrajinu. Pětihodinové rozhovory ministrů bez přítomnosti jiných osob však nepřinesly hmatatelné výsledky. Ministr Klimkin pouze prohlásil: „Abychom dosáhli pokroku, budeme se asi muset setkat ještě mnohokrát na dobu pěti hodin.“ Od neděle 17. srpna ovšem pokračovaly boje na východě Ukrajiny s velkou intenzitou.
Pokračovaly také diplomatické aktivity s úmyslem, tento konflikt nějakým způsobem omezit, zmrazit nebo dokonce zastavit. Nejprve navštívil 15. srpna 2014 finský prezident Sauli Niinistö ruského prezidenta Putina v Soči. Byla to první oficiální návštěva nejvyššího představitele členské země Evropské unie v Rusku od vypuknutí ukrajinské krize. Niinistö poté řekl v rozhovoru s německým deníkem FAZ, že jeho cesta do Soči se uskutečnila proto, že „mnozí lidé ve Finsku a mimo Finsko ji považovali za potřebnou“. Poté byla na sobotu 23. srpna ohlášena návštěva německé kancléřky Angely Merkelové v Kyjevě a její rozhovory s prezidentem Porošenkem, premiérem Arsenijem Jaceňukem a několika starosty ukrajinských měst. Podle názoru francouzského konzervativního deníku Le Figaro připomene Merkelová ukrajinským politikům, že EU nebude moci Ukrajině poskytnout vojenskou pomoc, o kterou Kyjev již několikrát žádal. Kancléřka při své návštěvě v Kyjevě naléhala na příměří na východě Ukrajiny a na politické řešení krize. Zároveň přislíbila „finančně těžce postižené“ Ukrajině úvěr ve výši 500 milionů eur na obnovu válkou zničené infrastruktury (hlavně elektráren a vodáren) a pomoc ve výši 25 milionů eur na stavbu ubytoven pro uprchlíky, ale neslíbila žádnou vojenskou pomoc jakéhokoliv druhu.
V úterý 23. srpna se sešli na summitu o ukrajinské krizi v běloruském Minsku prezidenti Porošenko a Vladimir Putin. Tato schůzka mezi čtyřma očima trvala bezmála dvě hodiny a prezidenti obou států mluvili převážně o potřebě rychlého ukončení bojů. Schůzka se konala v rámci setkání všech nejvyšších představitelů Eurasijské celní unie, jejímž členem Ukrajina doposud je.
Pozorovatelé jsou toho názoru, že tento válečný konflikt může být definitivně vyřešen pouze dohodou mezi USA, Evropskou unií a Ruskem. Projevilo se, že již v červnu 2014 se na finském ostrově Boisto sešli vysoce postavení vyjednavači z Washingtonu a Moskvy. Tito diplomaté navrhli mírovou misi OSN a uzavření hranice mezi Ruskem a Ukrajinou, ale také stažení ukrajinských jednotek ze sporného území a amnestii pro separatisty. Následně ale nebyli ani ukrajinská vláda na straně jedné ani proruští povstalci a ruská vláda na straně druhé ochotni skutečně udělat požadované ústupky, neboť za stávající situace (ke konci srpna 2014) by to bylo vyloženo jako znamení slabosti.
Podle tehdejšího vyjádření českého premiéra Bohuslava Sobotky měl zesílení sankcí vůči Rusku ze strany Evropské unie předcházet pokus o jednání mezi EU a Ruskem. Sobotka chtěl řešit válku na Ukrajině diplomatickou cestou. K jednání s Ruskem chtěl vyzvat na summitu EU v Bruselu dne 30. srpna 2014. „Jsem tou situací velmi znepokojen. Na Ukrajině probíhá válka, která je příliš blízko České republice. Je to rovněž válka, která je příliš blízko Evropské unii a nejsem spokojen s tím, jakým způsobem probíhají jednání mezi EU a Ruskem o řešení této situace,“ uvedl Sobotka při své návštěvě Českých Budějovic dne 29. srpna 2014. Podle něj se problematika Ukrajiny dostala do nepříjemné spirály eskalace násilí a sankcí. „Chci vyzvat k tomu, abychom cestu ven z této spirály hledali pomocí diplomacie. Ještě než se Evropa rozhodne pro nové sankce, musí podle mého názoru proběhnout jednání mezi představiteli EU a Ruska o řešení krize na Ukrajině,“ řekl premiér. Podle prezidenta Miloše Zemana se tehdy stále více lidí v České republice v té době obávalo válečného konfliktu.

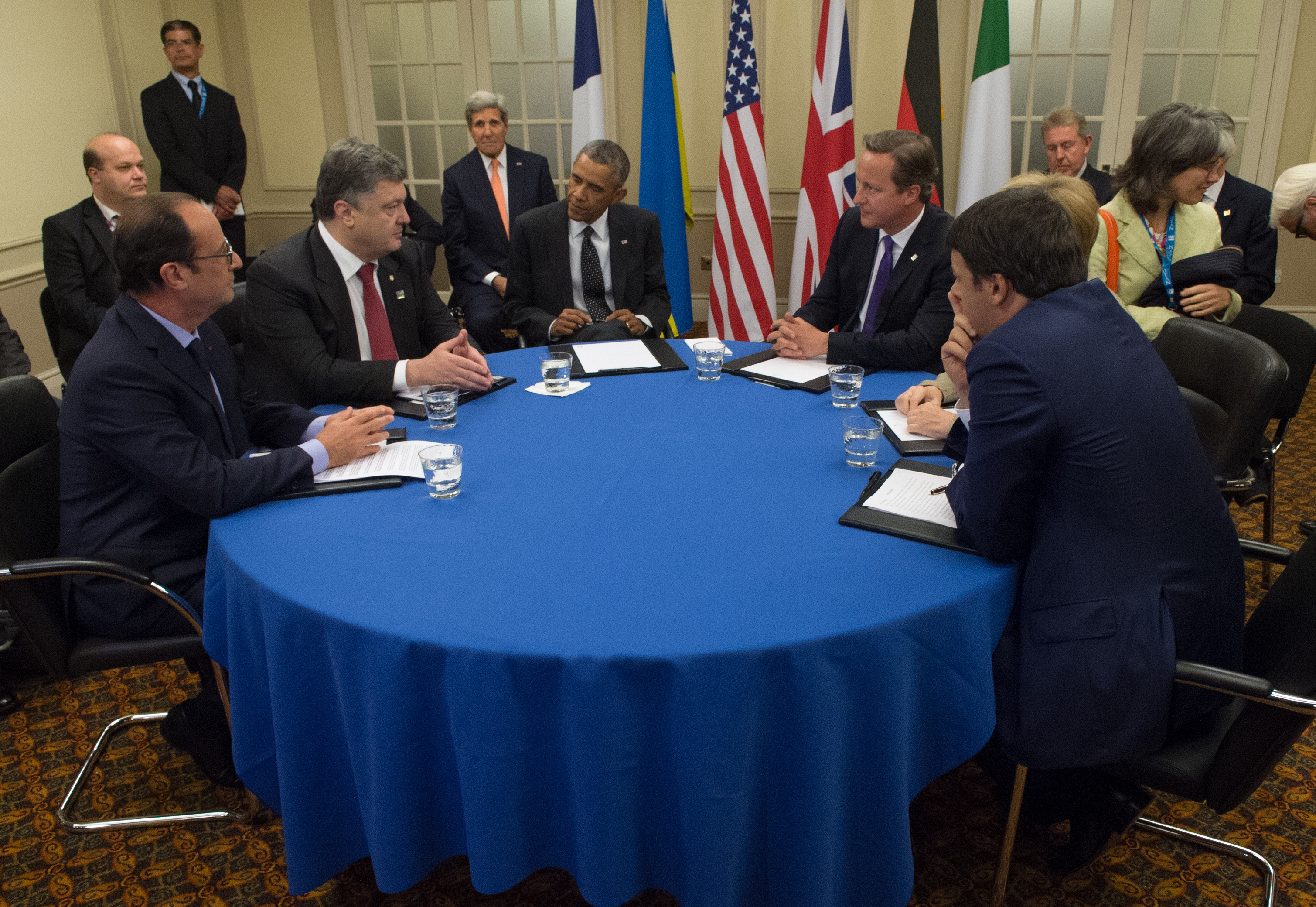
Ukrajinský prezident Petro Porošenko na summitu NATO ve Walesu, 4. září

Bohuslav Sobotka prohlásil po summitu v Bruselu o návrhu dalších ekonomických sankcí proti Rusku: „Vyhradil jsem si právo s některými částmi toho návrhu nesouhlasit, pokud se budeme domnívat, že není správné, aby Evropa šla tímto směrem.“ Návrh komise EU chtěla česká vláda podle Sobotky prostudovat, zanalyzovat jeho dopady na českou ekonomiku a projednat. „Pak bude zřejmé, s jakými částmi bude moci ČR souhlasit a s jakými nikoliv,“ dodal premiér. Předseda české vlády měl hluboké pochybnosti o tom, zda přitvrzení sankcí může přispět k řešení prohlubující se ukrajinské krize. Podobně zdrženlivé byly podle něj i další země, například Slovensko, Maďarsko či Rakousko. „Předpokládám, že připomínky k návrhu Evropské komise nepřijdou jen z České republiky,“ poznamenal Sobotka. Přes Sobotkovy námitky byly však hospodářské sankce EU proti Rusku a proruským povstalcům na východní Ukrajině krátce po podepsání tzv. Minského protokolu začátkem září 2014 dosti podstatně zpřísněny.
V Německu byla 5. prosince 2014 publikována výzva 60 významných osobností (bývalých vysokých politiků a jiných prominentů), ve které varují před zostřením konfliktu s Ruskem a požadují ochotu k dialogu. Kritizují také jednostrannost masových médií při zpravodajství o této záležitosti. Výzvu podepsali mimo jiné bývalý spolkový prezident Roman Herzog, bývalý spolkový kancléř Gerhard Schröder a bývalý spolkový ministr vnitra Otto Schily.

## Pokusy o příměří

### První minská dohoda
Dne 1. září 2014 se sešli v Minsku zástupci Ukrajiny, Ruska, OBSE a tentokrát i zástupci separatistů z Doněcké i Luhanské oblasti. Za Ukrajinu byl přítomen exprezident Leonid Kučma, za Rusko velvyslanec na Ukrajině Michail Zubarov a za OBSE Heidi Tagliaviniová. Jako zástupci samozvaných republik se jednání zúčastnili vicepremiér Andrej Purgin za Doněckou lidovou republiku, za Luhanskou lidovou republiku to byl Valerij Karjakin. Zástupci východoukrajinských samozvaných republik přijeli do Minsku s požadavky, pod kterými byli tehdy ochotni přistoupit na zachování územní celistvosti současné Ukrajiny. Hlavním bodem bylo, aby Kyjev uznal jejich zvláštní status, stejně jako zvláštní postavení ruštiny v těchto oblastech. Dále požadovali rovněž amnestii pro své bojovníky a „politické vězně“. Navíc také požadovali zvláštní status pro své vojenské jednotky a mimo jiné si vyhrazovali právo na dosazování soudců a státních zástupců. Z dalších požadavků to byl např. zvláštní status v zahraničně-obchodních vztazích s ohledem na jejich těsnější provázanost s Ruskem a Eurasijským ekonomickým svazem.

### Druhá minská dohoda
10. února 2015 večer oznámila ruská tisková agentura ITAR-TASS s odkazem na anonymní informované zdroje, že takzvaná kontaktní skupina se v Minsku předběžně dohodla na režimu příměří na východě Ukrajiny a na jeho kontrole. Dohody bylo podle ruské agentury dosaženo na zasedání této skupiny, jejímiž členy jsou ukrajinský exprezident Leonid Kučma, proruský ukrajinský politik Viktor Medvedčuk, ruský velvyslanec v Kyjevě Michail Zurabov a zmocněnci separatistů Denis Pušilin a Vladislav Dějněgo. Prostředníkem jejich jednání byla švýcarská diplomatka Heidi Tagliaviniová, zástupkyně OBSE. Dojednán byl rovněž postup stažení těžké výzbroje a v tomto diplomatickém rámci i budoucí právní status Donbasu.
Od 11. února navečer se v Minsku uskutečnilo jednání čtyř státníků, a to německé kancléřky Merkelové, francouzského prezidenta Hollanda, ruského prezidenta Putina a prezidenta Ukrajiny Porošenka. Byly nejen projednány výsledky jednání zmíněné kontaktní skupiny a paralelních jednání diplomatů těchto čtyř států, ale přímo mezi státníky bylo intenzívně vyjednáváno. Prezident Putin trval na tom, že ukrajinské jednotky v oblasti města Debalceve jsou obklíčeny (viz Boje o Debalceve). Dne 12. února 2015 dopoledne dohodli státníci jmenovaných čtyř mocností ústně příměří pro východní Ukrajinu a celkově 13 bodů nutných opatření, která mají být splněna postupně jedno po druhém. Dojednaný klid zbraní a stažení těžké vojenské techniky na dohodnuté vzdálenosti (tři pásma podle dosahu zbraní) byly stvrzeny písemně v rámci tzv. kontaktní skupiny, tj. za účasti proruských separatistů a Ukrajiny, a vstoupily v platnost 15. února 2015 okamžitě s úderem půlnoci. Navzdory dohodám o příměří se ale 15. února přesouvala k frontě u Debalceva kolona ruských tanků T-72B3, které mají strategickou výhodu oproti ukrajinským protějškům, především díky nenápadnějšímu systému nočního zaměřování.
16. února 2015 oznámila ukrajinská armáda, že se prozatím nehodlá podvolit ustanovení dohody o stažení těžkých zbraní od linie příměří ze dne 12. února.[zdroj⁠?!] 18. února 2015 byl celý tzv. debalcevský kotel dobyt proruskými povstalci a vyklizen ukrajinskou armádou. V průběhu bojů přitom separatisté do města ustavičně odmítali vpustit pozorovatele OBSE, kteří opakovaně trvali na okamžitém zastavení bojů dle nových dohod z Minsku. Boje přitom v noci na 18. února probíhaly i v dalších oblastech, u doněckého letiště a v Šyrokyne u Mariupolu. Dopoledne téhož dne pak separatisté podle neověřených informací zahájili útok za pomocí raketového systému Grad na obec Trojicke.

### Další jednání
Přes uzavření druhé minské dohody na Ukrajině dál probíhaly bojové operace a umírali lidé. Situace se poněkud přiostřila, když na začátku srpna 2016 došlo k incidentu, při kterém došlo na Krymu k přestřelce mezi agenty FSB a skupinou ozbrojenců na člunech, jež se podle ruské strany snažila proniknout na Krym, rozmístit několik náloží a zničit tak místní turistiku. Zatímco Ukrajina mluvila o smyšleném incidentu, Kreml hovořil o provokacích Ukrajiny. Obě strany pak ke společným hranicím v reakci na to přesouvali těžkou techniku a vyhlásily nejvyšší bojovou pohotovost. Tuto vyhrocenou situaci měla řešit schůzka Ruska, Německa, Francie a Ukrajiny na okraj summitu G20 v Číně začátkem září, po obvinění Ukrajiny Ruskem z pokusu o vpád diverzantů na Krym, ji Vladimir Putin zrušil a ta se tak sice uskuteční, ale bez účasti ukrajinských zástupců.

## Sestřelení malajsijského letadla
17. července 2014 byl při přeletu nad povstaleckým územím sestřelen civilní malajsijský letoun protiletadlovým systémem 9K37 Buk ruské armády, který na území ovládaném proruským separatisty přijel z Ruska a po akci se do Ruska vrátil.
Ruské ministerstvo obrany prezentovalo řadu vymyšlených či zavádějících informací o dráze letu MH17, údajích z radarů, včetně špatně datovaných či značně upravených satelitních snímků.

## Informační válka
Válka na východě Ukrajiny je předmětem propagandy, která v ní hraje jednu z ústředních rolí. Ruská verze zpráv se snaží ovlivňovat politické, ekonomické a sociální prostředí mj. falešnými informacemi a zvyšováním sociálního napětí. Ukrajinská verze zpráv označuje separatisty jako „teroristy sponzorované Ruskem“ a vynechává informace, které by mohly zhoršit obraz armády i vlády v Kyjevě. Důkazy o ruském i ukrajinském pokřivení faktů shromažďuje například ukrajinská nevládní organizace StopFake. Podle ní je rozdíl mezi propagandami v tom, že v Rusku je centrálně řízená, zatímco na Ukrajině jde o nekoordinované individuální pokusy.

### Rusko
Ruská strana a proruští komentátoři označují konflikt za občanskou válku. Naproti tomu mnozí ukrajinští a proukrajinští komentátoři tento ruský popis považují za snahu Ruska zastřít skutečnost, že se jedná o agresi Ruské federace a válku vyvolanou Ruskem. Mj. stovky ruských trollů se údajně cíleně věnují manipulaci sociálních sítí. Trollové jsou organizovaní a zpravidla působí ve skupinách. Věnují se tématům jako například přítomnost zahraničních vojsk na Ukrajině a popírání přítomnosti ruských vojáků. Tomu pomáhá oficiální postoj Kremlu, který mnohé informace tají. Přehled ruských dezinformací o válce na Ukrajině zpracoval např. think-tank Evropské hodnoty.
Dekretem prezidenta Putina se staly počty padlých ruských vojáků ve zvláštních operacích v době míru státním tajemstvím. To může být podle novinářů kritizujících Kreml a ruskou vládu pokus o jejich zastrašování při informování o údajných počtech padlých ruských vojáků na Ukrajině. Ruská vláda soustavně popírala až do invaze v únoru 2022 účast svých jednotek na Donbasu. V jednom případě však také ruský soud ve svém rozsudku přítomnost těchto jednotek na Ukrajině nepřímo potvrdil. Účast ruských jednotek byla potvrzena i svědectvími některých zajatých ruských vojáků a nasvědčují tomu i nedostatečně vysvětlená úmrtí ruských vojáků, ke kterým oficiálně došlo při vojenském cvičení u hranic s Ukrajinou.
Jevgenij Prigožin v červnu 2023 prohlásil, že „údajná genocida ruských obyvatel v Donbasu a Luhansku je mýtem“, „Ukrajina osm let nebombardovala Doněck, pouze ruské pozice. Ukrajina se nechystala zaútočit na Rusko s vojáky NATO, ruské ministerstvo obrany klame veřejnost i prezidenta. Donbas byl od roku 2014 plundrován Rusy a válka v roce 2022 začala z úplně jiných důvodů, než které byly veřejnosti inzerovány.“.

### Ukrajina
Propaganda ale bují i na ukrajinské straně, ačkoliv jde o jiný způsob, a to mimo jiné tzv. tendenční sdělení a nastolování určité agendy.
K obraně proti ruské propagandě Ukrajina zřídila ministerstvo informací (kritiky nazýváno „ministerstvo pravdy“). Veřejnosti se ale nelíbí, že jdou peníze, kterých je málo, na něco, co mnozí považují za marný boj s ruskou mašinérií. Někteří novináři a lidskoprávní organizace pak varovali před omezením svobody slova nebo před nastolením totální cenzury. Ukrajina také vytvořila televizi Ukraine Tomorrow, která má být odpovědí na Russia Today nebo Sputnik. V srpnu 2016 ale tato televize vysílala jen několik hodin denně a nevyrovnala se kvalitou svým oponentům.
V srpnu 2015 uveřejnil server bs-life.ru informaci, že na Ukrajině zahynulo 2000 ruských vojáků. Ruský opoziční blogger Ruslan Levijev označil údaje za vymyšlené. Tato informace ze serveru záhy zmizela, ale ještě před jejím smazáním ji převzala i jiná světová média.
Ukrajinský web Myrotvorec zveřejnil jména a osobní data 4068 novinářů, akreditovaných u separatistické Doněcké lidové republiky, včetně reportérů České televize Miroslava Karase a Lukáše Roganského a zpravodaje Českého rozhlasu Víta Pohanky. Myrotvorec uvedl, že "tito novináři spolupracují s bojovníky teroristické organizace." V reakci na zveřejnění jmen někteří ukrajinští politici požadovali, aby uvedení novináři byli považováni za nepřátele Ukrajiny a nebylo jim umožněno dále pracovat. V květnu 2016 Myrotvorec zveřejnil jména a adresy 1572 povstaleckých bojovníků, kteří válčili na východní Ukrajině v létě 2014. Z analýzy vyplývá, že ze 78% se jednalo o ukrajinské občany, většinou z města Doněck, a z 19% o občany Ruska.
Střetnutí ukrajinské vlády a povstalců v Donbasu je doprovázeno informační válkou. Pro Ukrajince je z 89 procent zdrojem informací zpravodajství televizních stanic. V prostoru ovládaném povstalci mají vysílače, které ještě nebyly v důsledku válečných událostí zničeny, pod kontrolou především právě oni, zatímco ukrajinská vláda nestačí obnovovat svoje vysílače. K lidem na východě země se tak dostává především ruská verze událostí. Dle svědectví jedné obyvatelky města Avdijivka v Doněcké oblasti při dlouhodobém opakování informací přicházejících z povstalecké strany není pro člověka snadné jim neuvěřit. Na ruskojazyčné televizní stanice v Donbasu mají natočené svoje antény ze 70 procent také lidé, kteří žijí na ukrajinské straně poblíž fronty.

### NATO a západní státy
Zprávu o údajně 2000 padlých ruských vojácích na Ukrajině zveřejnily také například britské deníky The Independent a The Times, následně zprávu uveřejnila i některá česká média jako iDNES.cz nebo Česká televize. Zprávu přinesla také stanice Svobodná Evropa. NATO a některé západní státy odhadovaly počty padlých ruských vojáků v polovině roku 2015 od několika stovek až po několik tisíců. NATO uvedlo v březnu 2015 za necelý rok 2014 přes 5600 obětí z řad vojáků a civilistů na obou stranách, podle OSN to bylo více než 6000. Podle informací s odvoláním na německou zpravodajskou službu zahynulo při bojích na východě Ukrajiny téměř 50 tisíc vojáků a civilních obyvatel. V roce 2015 informovalo NATO, že se bojových operací na Ukrajině účastní zhruba 12 000 ruských vojáků, přičemž jejich počty se průběžně mění, podle Kyiv Post jsou v případě potřeby doplňovány z oněch 55 000 vojáků, kteří jsou připraveni na ruské straně hranice. O přítomnosti ruských vojáků psala i polská rozvědka.

## Bojující strany

### Proruští povstalci

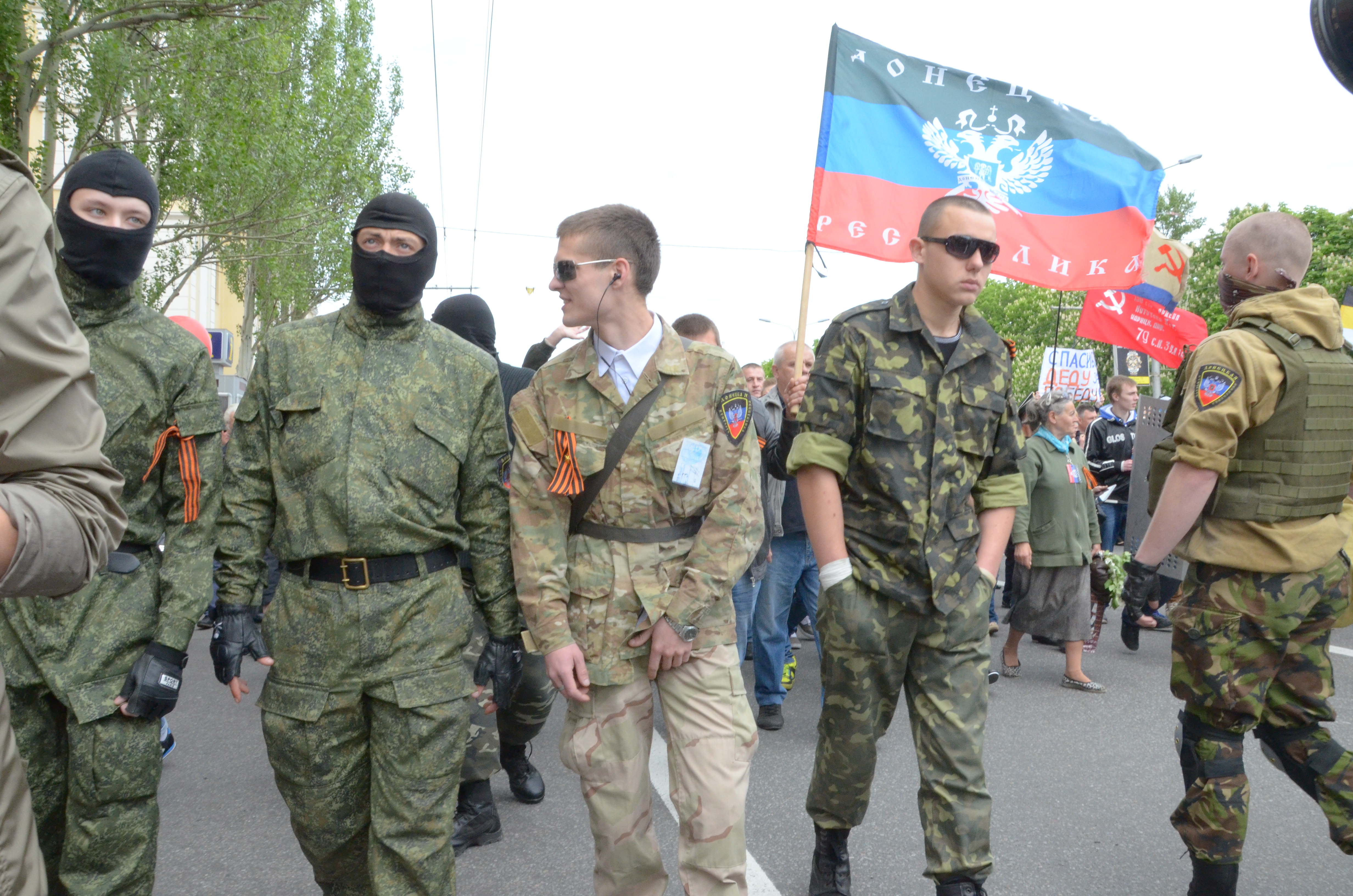
Proruští povstalci během oslav Dne vítězství nad nacistickým Německem, Doněck, 9. května 2014

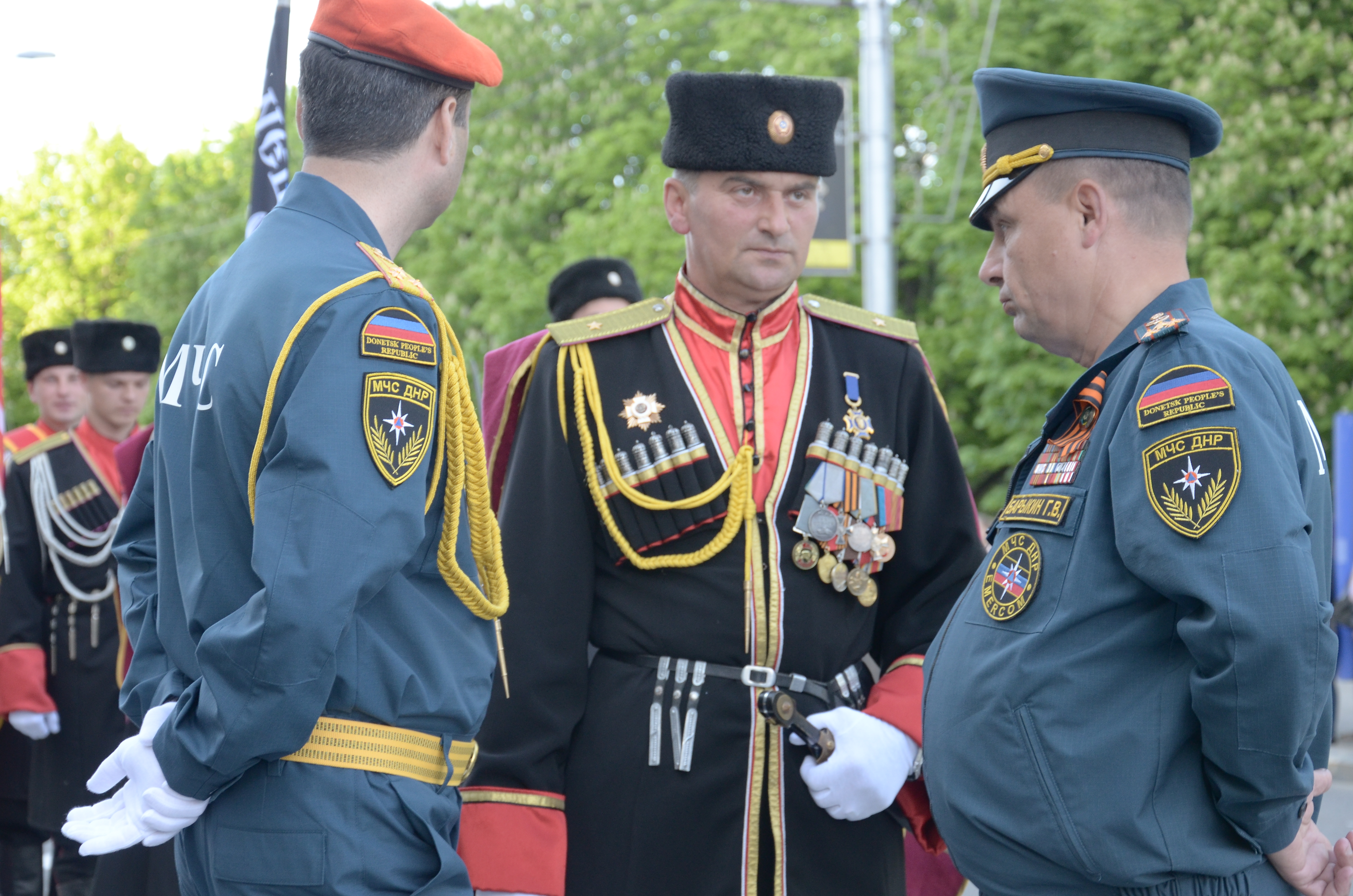
Donští kozáci v řadách separatistů

- Lidová domobrana Donbasu (rusky Народное ополчение Донбасса) – působí jako armáda Doněcké lidové republiky.
- Armáda jihovýchodu (rusky Армия Юго-Востока) – působí v Luhanské lidové republice. Mají do ní být zapojeni i bývalí členové jednotek Berkut. Podle ukrajinského ministerstva vnitra během bojů na východní Ukrajině dezertovalo nebo selhalo až 20 000 místních policistů.[612]
- Ruská pravoslavná armáda (rusky Русская православная армия) – byla založena v květnu 2014. V červnu měla mít 4000 členů. Její ústředí se nacházelo v ústředí služby bezpečnosti Ukrajiny v Doněcku. Podle ukrajinského ministerstva obrany byla v konfliktu batalionem Vostok, který ji obvinil z rabování a vyhýbání se boji.
- Batalion Vostok – vytvořen v květnu 2014, vede ho Alexander Chodakovskij, který předtím velel ukrajinským speciálním jednotkám Alfa. Chodakovskij popřel přímé vazby na Rusko, podle něj většina bojovníků pochází z východní Ukrajiny, připustil ale že v batalionu Vostok jsou i dobrovolníci z Ruska. Někteří jeho členové měli údajně dostávat plat 100 dolarů měsíčně, ačkoli tvrdili, že jsou dobrovolníci.[613]
- Ruští kozáci, včetně donských kozáků,[614] kteří v minulosti založili první stálá osídlení na Donbase.[615]
- Čečenští ozbrojenci – objevily se zprávy v ukrajinských médiích, že po boku povstalců bojují i Kadyrovci, čečenští ozbrojenci věrní Ramzanu Kadyrovovi, věrnému spojenci Putina. Ramzan Kadyrov to popřel.[616]
- Po boku povstalců bojují i jiné národnosti Kavkazu, především Osetinci a Abchazové, kteří jsou prorusky zaměření.
- Ruští občané – část povstalců jsou ruští občané, včetně bývalého velitele Igora Girkina (Strelkova), který byl v srpnu 2014 odvolán, spekulovalo se o tom, že se stal Moskvě nepohodlným.[617] Podle ukrajinského vojenského analytika Dmytra Tymčuka na straně povstalců na Donbase bojuje nanejvýš 40 až 45 procent Ukrajinců a jejich počet klesá.[618]
- Ostatní – na Ukrajině bojují za povstalce také dobrovolníci z dalších evropských zemí především jsou údajně i Češi, Poláci, Bulhaři, Bělorusové,[619] Lotyši nebo Srbové. Většinou se ale jedná o malé skupiny.[620]

### Ukrajina

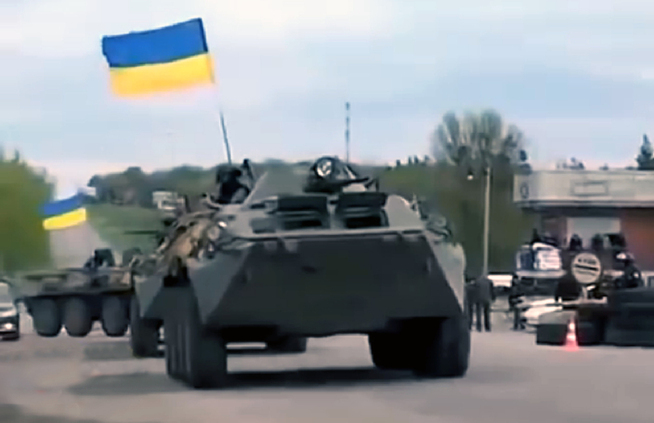
Stanoviště ukrajinské armády, srpen 2014

- Ozbrojené síly Ukrajiny – vedou hlavní část vojenských operací proti povstalcům
- Ukrajinská národní garda – znovuzaložena 13. března 2014, tvoří rezervní síly ozbrojených sil Ukrajiny
- Ministerstvo vnitra Ukrajiny – policejní jednotky vedené ministrem vnitra Arsenem Avakovem. Spadají pod něj dobrovolnické prapory. Některé z těchto praporů financoval oligarcha Ihor Kolomojskyj.[621]
  - prapor Azov – nesl hlavní břemeno bojů u města Mariupol. Skládá se z nacionalistů, někteří členové se hlásí k neonacismu.[622][623]
  - prapor Ajdar[43] Organizace Amnesty International obvinila prapor Ajdar z četných únosů, případů nezákonného věznění, loupeží, vydírání a možná dokonce i poprav. Velitel praporu Ajdar prohlásil: "Když se rozhodnu, můžu vás hned zatknout, přetáhnout pytel přes hlavu a strčit do cely na třicet dnů pro podezření z pomoci separatistům."[621]
  - prapor Dnipro[43]
  - prapor Donbas[43]
  - prapor Charkov

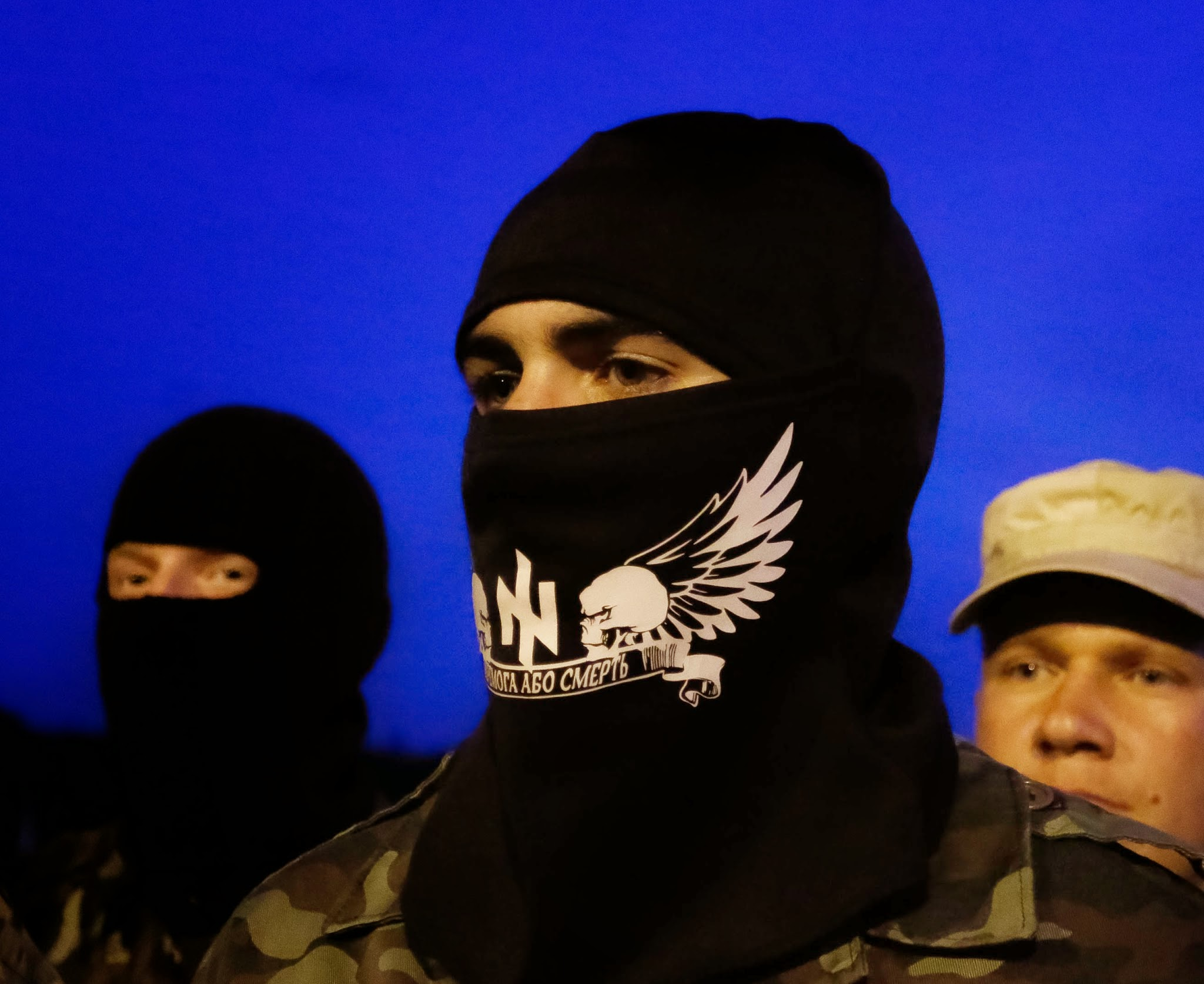
Členové ukrajinského dobrovolnického praporu

- Pravý sektor – polovojenská nacionalistická organizace, její členové jsou většinou součástí výše zmíněných dobrovolnických praporů[624] Vůdce Pravého sektoru Dmytro Jaroš odmítl dodržovat druhou minskou dohodu o příměří a označil proruské separatisty za "teroristy".[625] V dubnu 2015 se Jaroš stal poradcem ukrajinského ministra obrany.[626]
- Mnoho dobrovolníků ze Skandinávie, Chorvatska a dalších evropských států bojuje v řadách ukrajinských dobrovolnických praporů,[627] jsou mezi nimi i stoupenci krajní pravice.[628]
- Na ukrajinské straně bojuje prapor čečenských dobrovolníků pod vedením velitele čečenských separatistů Isy Munajeva.[629] Celkem na straně ukrajinské vlády bojuje 30 čečenských islamistických jednotek. Někteří z těchto čečenských dobrovolníků přijeli na Ukrajinu ze Sýrie a byli v minulosti součástí teroristické organizace, která provedla teroristický útok na beslanskou školu a další útoky na ruské cíle,[630] a s příslušníky ukrajinských dobrovolnických praporů je spojuje dle slov jednoho čečenského bojovníka, že milují svou vlast a nenávidí Rusy.[631]

#### Ztráty
Dle statistiky zveřejněné ukrajinským ministerstvem obrany ztratila ukrajinská armáda v rozmezí od července 2014 do poloviny roku 2016 391 obrněných vozidel (214 BVP, 79 tanků, 68 obrněných transportérů a 30 dalších vozidel), dalších 2185 bylo poškozeno a později opraveno.

### Rusko
Ukrajina, Polsko a Spojené státy už několikrát varovaly, že Rusko separatistům na Ukrajině dodává zbraně i vojáky. Rusko ale vytrvale svou účast v bojích na Ukrajině odmítá a tvrdí, že není stranou konfliktu. Existují o tom ale pochyby i proto, že také na Krymu, jejž následně Rusko anektovalo, dlouho popíralo svou vojenskou přítomnost. Předložené důkazy o účasti Ruska na konfliktu jsou nepřímé.
Ruští občané bojující ve válce jsou otevřeně podporováni ruským státem. V ruských městech byl otevřeně prováděn nábor nových bojovníků s využitím vojenských komisariátů.
24. července, týden po sestřelení malajsijského letadla, údajně proruskými povstalci, vláda USA oznámila, že má důkazy o ostřelování ukrajinského území armádou Ruské federace zpoza hranic. Podle vyjádření mluvčího bylo „nezpochybnitelné“, že ruská armáda útočila na ukrajinskou armádu. 28. července publikovala satelitní snímky ukazující těžké ostřelování ukrajinských pozic z ruského území. Od 30. července z těchto důvodů zahájila na hranicích Ukrajiny s Ruskem misi OBSE, která po týdnu vydala zprávu, že ke střelbě z Ruska nedocházelo, přestože Ukrajina Rusko několikrát ze střelby obvinila.

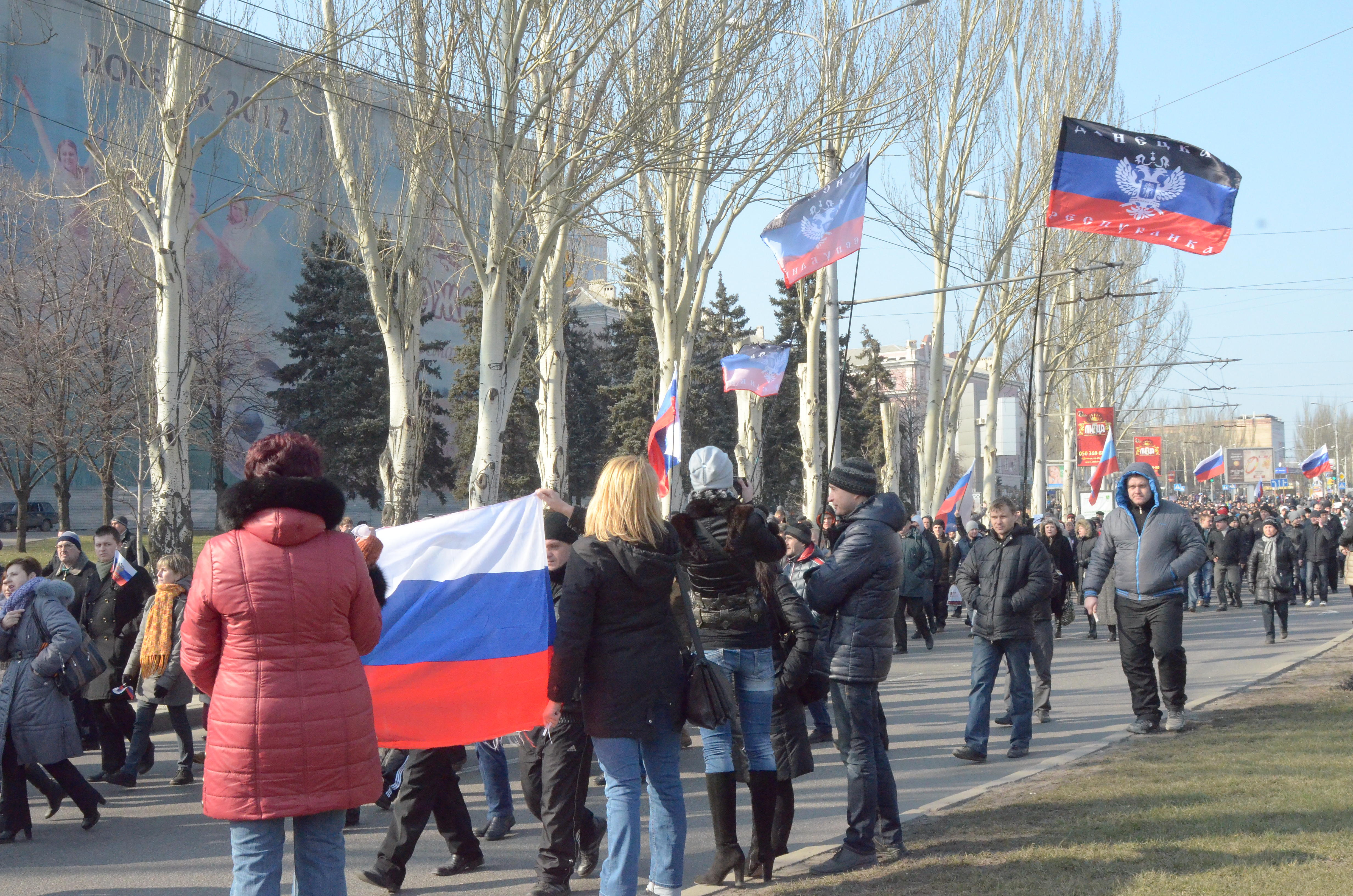
Proruští separatisté v Doněcku

14. srpna překročil hranice nedaleko hraničního přechodu Izvaryne konvoj obrněných vozidel s ruskými poznávacími značkami. Ukrajina později oznámila, že většinu konvoje zlikvidovala pomocí dělostřelectva. Generální sekretář NATO Anders Fogh Rasmussen oznámil, že toto je „jasným důkazem pokračující ruské účasti na destabilizaci východní Ukrajiny.“ Naproti tomu mise OBSE na hranicích Ruska a Ukrajiny vydala 13. srpna a 19. srpna zprávy, ve kterých stálo, že nezaznamenala žádný přesun vojsk ani zbraní skrz hranici.
Ukrajinský ministr obrany Valerij Heletej 21. srpna prohlásil, že povstalci používali v Rusku vyrobené zbraně, které nikdy nebyly využívány ani zakoupeny ukrajinskou armádou. Zranění povstalci jsou většinou ošetřováni v Rusku s pomocí ruského ministerstva pro mimořádné situace. Jsou také vyslýcháni a registrováni FSB (ruskou kontrarozvědkou a vnitřní bezpečností).
18. srpna ministr obrany Sergej Šojgu udělil Suvorovovu medaili Pskovské výsadkářské divizi. Ruská média vyzdvihla skutečnost, že Suvorovova medaile je udělována pouze za účast v bojových operacích a informovala, že mnoho vojáků z této divize padlo na Ukrajině jen několik dní předtím, ale jejich pohřby byly drženy v tajnosti.
Podle zpráv NATO Rusko ostřeluje ukrajinské pozice přes hranici od poloviny srpna a od 22. srpna ruské dělostřelectvo a pěchota operují uvnitř ukrajinského území. 25. srpna byla spatřena kolona ruských tanků a vojenských vozidel na jihovýchodě Ukrajiny u města Novoazovsk, která jela směrem na přístav Mariupol.
25. srpna Služba bezpečnosti Ukrajiny oznámila zajetí skupiny ruských vojáků z výsadkové skupiny 71211 v Kostromě, kteří překročili hranici do Ukrajiny v noci na 23. srpna. Vojáci byli zajati v Dzerkalne, 20 km od hranice. SBU také zveřejnila jejich fotografie a jména. Příští den k tomu ruské ministerstvo obrany uvedlo, že vojáci překročili hranici „omylem“ a zatčení se nebránili. Nakonec Rusko přiznalo, že dva z nich padli na Ukrajině. Samotní zajatí vojáci při tiskové konferenci ukrajinské tajné služby uvedli, že sami nevěděli, že míří na Ukrajinu, a že za překročení hranice mohou jejich velitelé. Ruská média podle nich líčí situaci na Ukrajině jinak, než jak to je ve skutečnosti, a spoustu věcí neříkají.

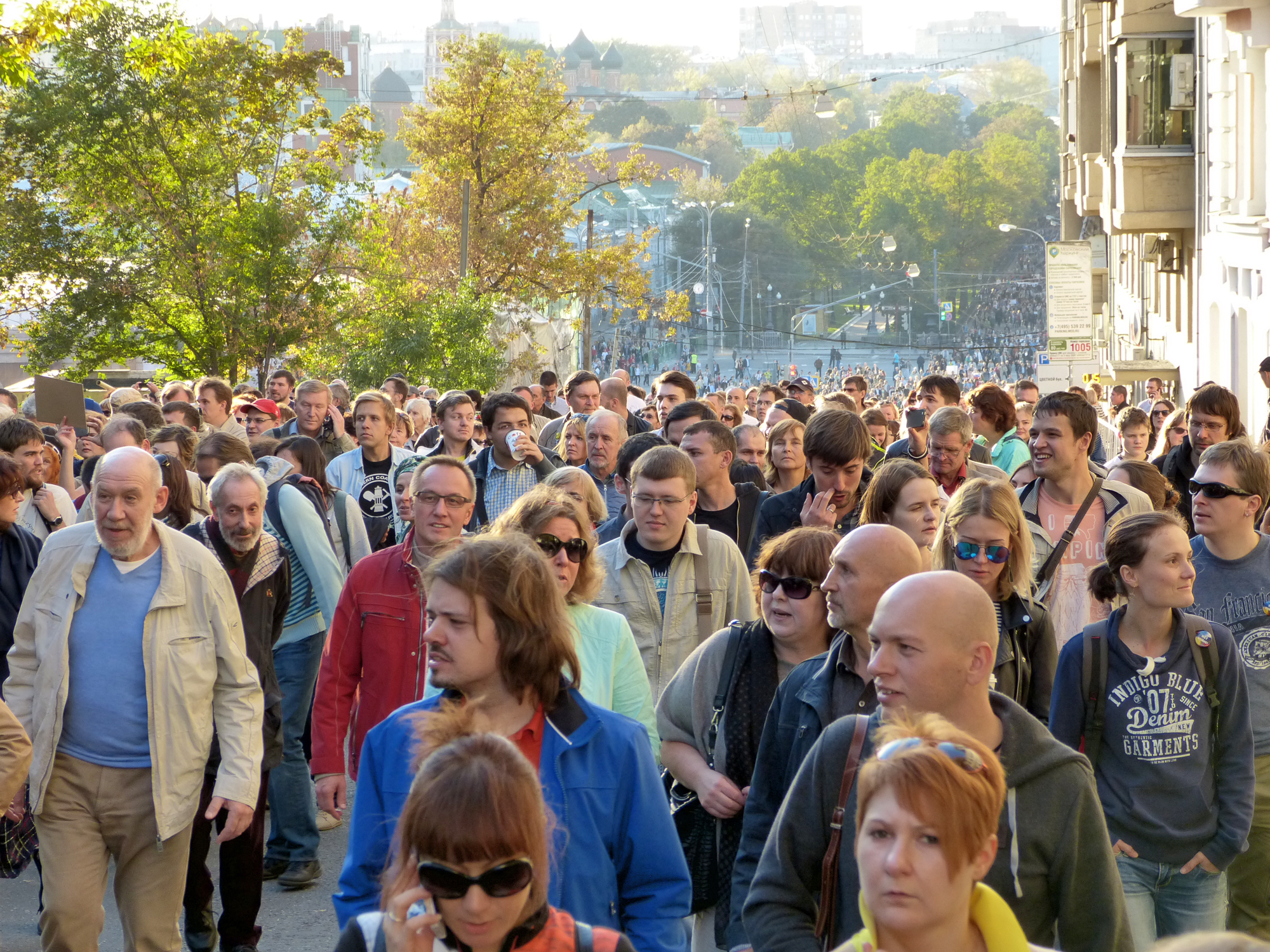
Protiválečná demonstrace v Moskvě, 21. září 2014

27. srpna bylo dobyto město Novoazovsk, podle ukrajinských zpráv bylo město dobyto ruskou kolonou, což ruská média i povstalci popírají a tvrdí, že město dobyli povstalci, kteří se k němu dostali přes málo střeženou oblast u rusko-ukrajinské hranice. Ukrajinští policisté se stáhli do Mariupolu. Ukrajinský prezident Petro Porošenko se podle vlastního vyjádření „rozhodl zrušit pracovní návštěvu Turecké republiky ve spojitosti s rychle se horšící situací v Doněcké oblasti, zvláště v Amvrosijivce a Starobeševě, poněvadž proběhla invaze ruských sil.“
28. srpna prohlásil nový premiér Doněcké lidové republiky Alexandr Zacharčenko, že na straně povstalců bojují tisíce dobrovolníků z Ruska, mezi nimiž jsou i bývalí vojáci nebo také vojáci na „dovolené“.
Podle NATO operuje na Ukrajině více než 1000 ruských vojáků, kteří nejenom podporují separatisty, ale přímo bojují, přičemž toto tvrzení je dokládáno satelitními snímky. Podle Ruska bylo na Ukrajině pouze 10 parašutistů, kteří byli zajati ukrajinskou armádou dne 26. srpna 2014.

## Podpora

### USA

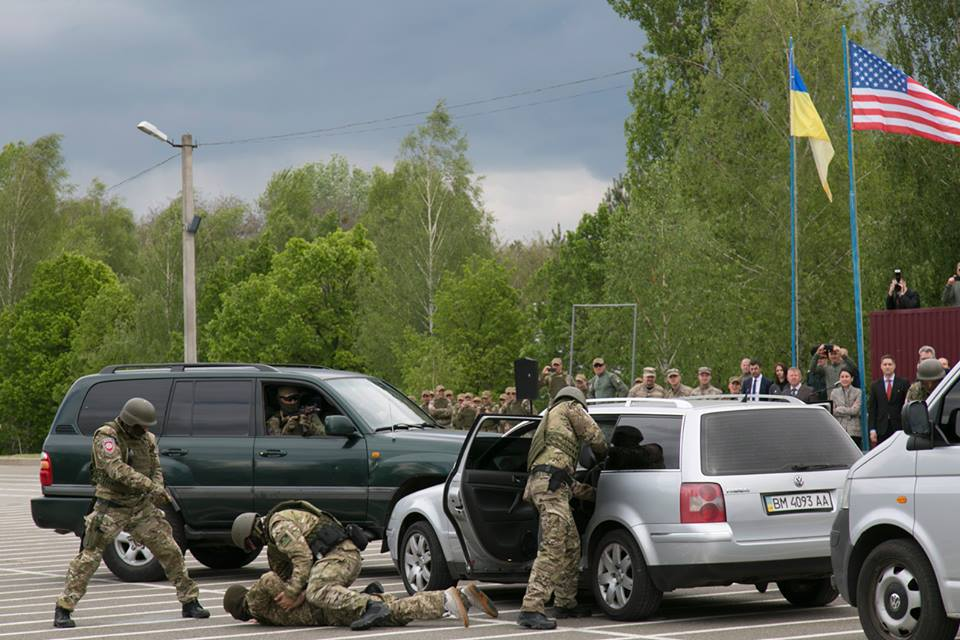
Ukrajinské speciální jednotky s americkým výcvikem

Do konfliktu na Ukrajině jsou nepřímo poradci a dobrovolnými bojovníky zapojeny i Spojené státy americké, jejichž příslušníci pomáhají na straně ukrajinské vlády. Informoval o tom bulvární hamburský nedělní list Bild am Sonntag v květnu 2014 s odvoláním na německé tajné služby. Podle této zprávy působilo v té době na ukrajinském území kolem 400 amerických žoldnéřů. Šlo o elitní vojáky americké agentury Academi, která byla dříve známa jako Blackwater a působila například v Iráku a Afghánistánu. O této skutečnosti poté informovala i česká média.
Od dubna 2015 provádí 173. výsadková brigáda americké armády výcvik ukrajinských dobrovolnických praporů. V červnu 2015 americká Sněmovna reprezentantů schválila dodatek k zákonu, který umožňuje vojenskou pomoc Ukrajině, v němž zakazuje americkým instruktorům cvičit příslušníky praporu Azov, protože podle iniciátora dodatku, demokratického poslance za Michigan Johna Conyerse, příslušníci praporu Azov vyznávají „otevřeně neonacistické názory“. Conyers při té příležitosti kritizoval americkou politiku na Ukrajině a použil příklad z minulosti: „Jak ukazuje účast USA v afghánském konfliktu po sovětské invazi, příliš aktivní vojenská podpora a nadměrné množství dodávaných zbraní může vést k destabilizaci a nakonec i poškodit naše vlastní národní zájmy.“ V roce 2016 byl zákaz zrušen s odůvodněním, že prapor Azov žádné činy porušující lidská práva nespáchal a Azov tak mohl být znovu financován z peněz, které Ukrajině posílají Spojené státy. Tento krok byl kritizován Centrem Simona Wiesenthala.

### Česká republika
Česká firma Excalibur Army z holdingu Czechoslovak Group (CSG) v roce 2018, v době zvýšeného napětí na východní Ukrajině, dodala na Ukrajinu obrněná vozidla BVP-1 a samohybné houfnice 2S1 Gvozdika.

## Galerie

Animace zobrazující postup ukrajinské armády a povstalců
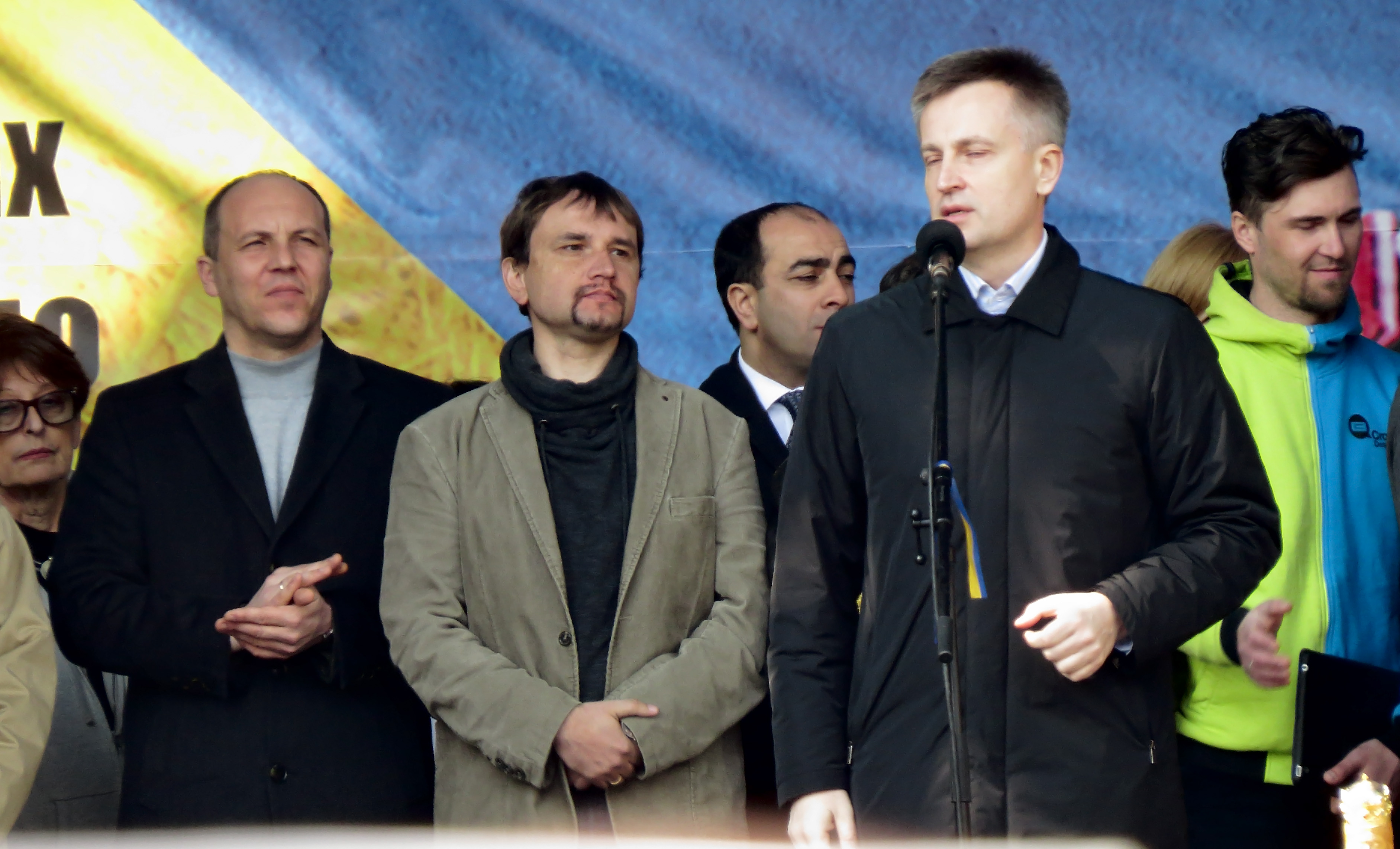
Velitel protiteroristické operace (ATO) Andrij Parubij (vlevo) a šéf ukrajinské tajné služby SBU Valentyn Nalyvajčenko
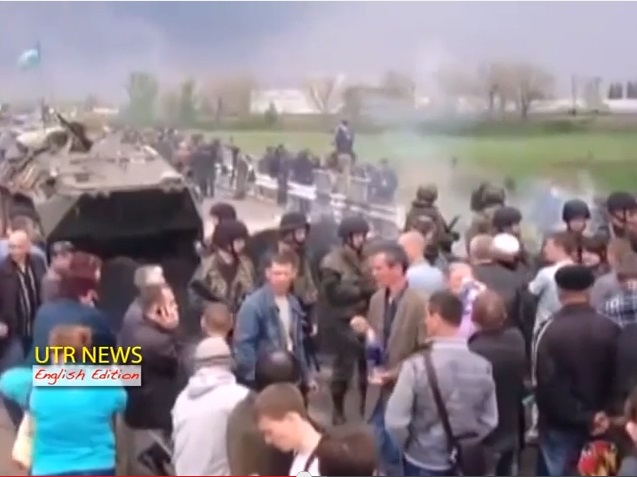
Proruští civilisté blokují kolonu ukrajinské armády poblíž Slovjansku, duben 2014
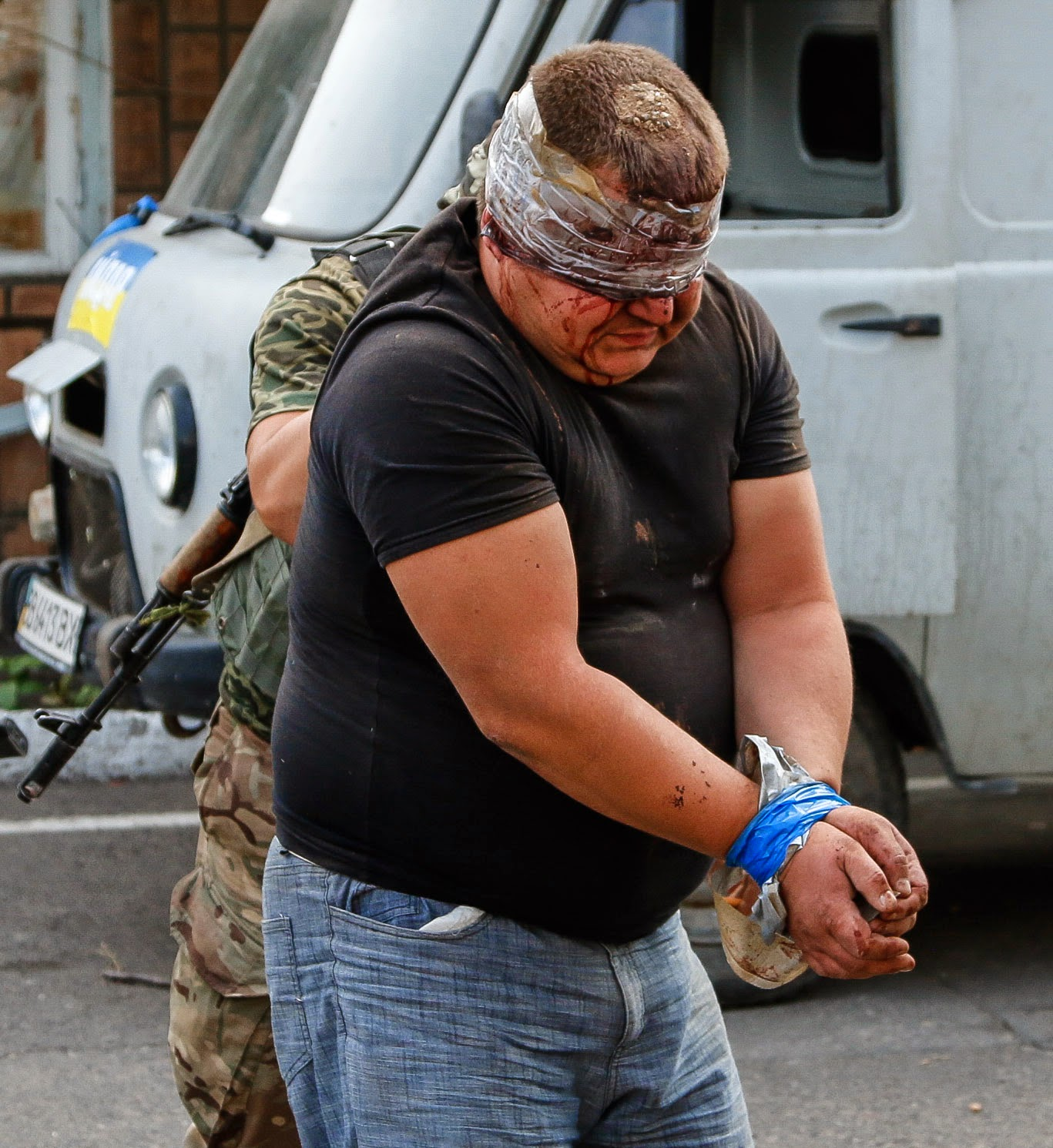
Muž podezřelý ze separatismu zadržen příslušníky ukrajinského praporu Ajdar, 30. července 2014
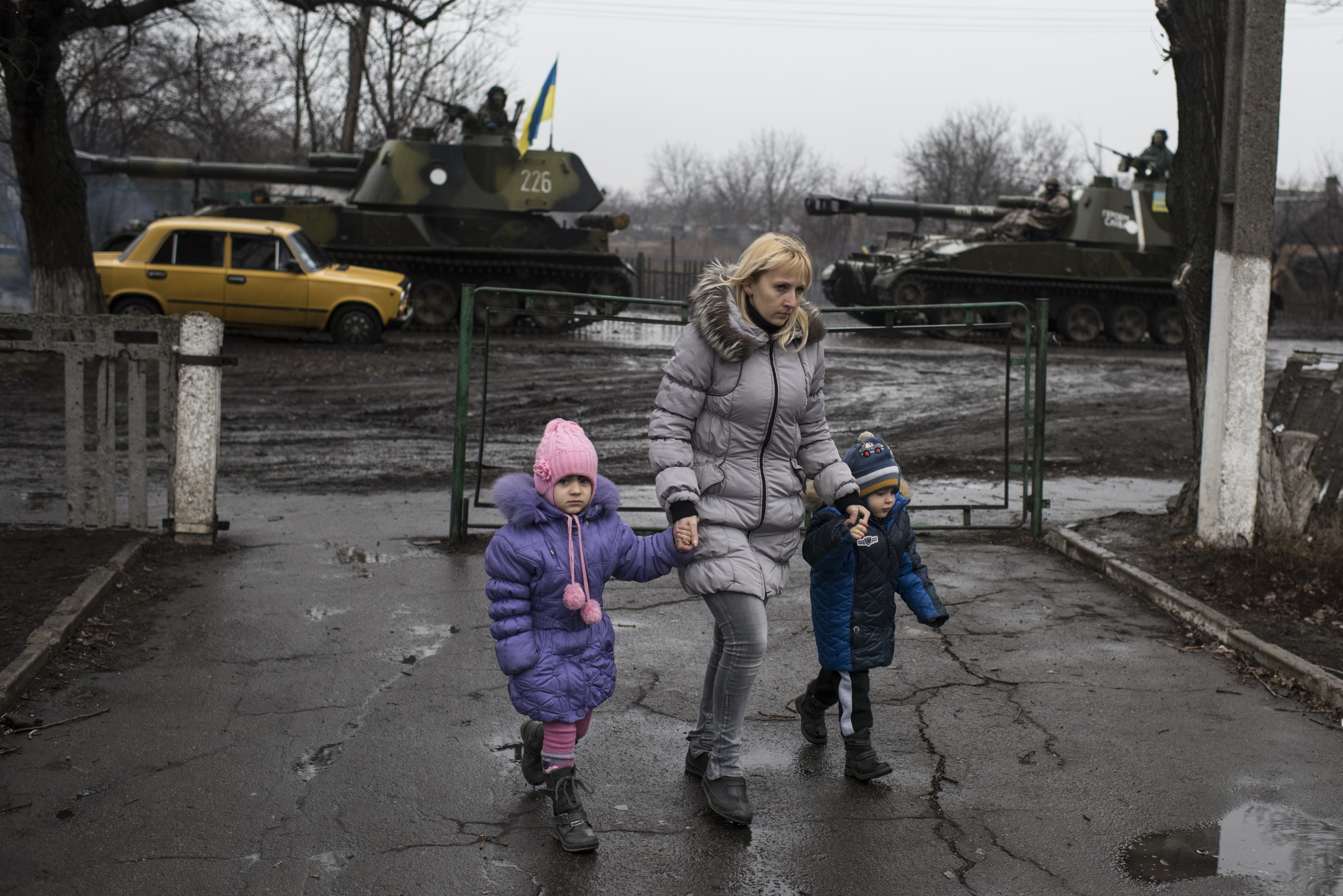
Samohybná děla 2S3 Akacija ukrajinské armády na Donbase, 4. března 2015
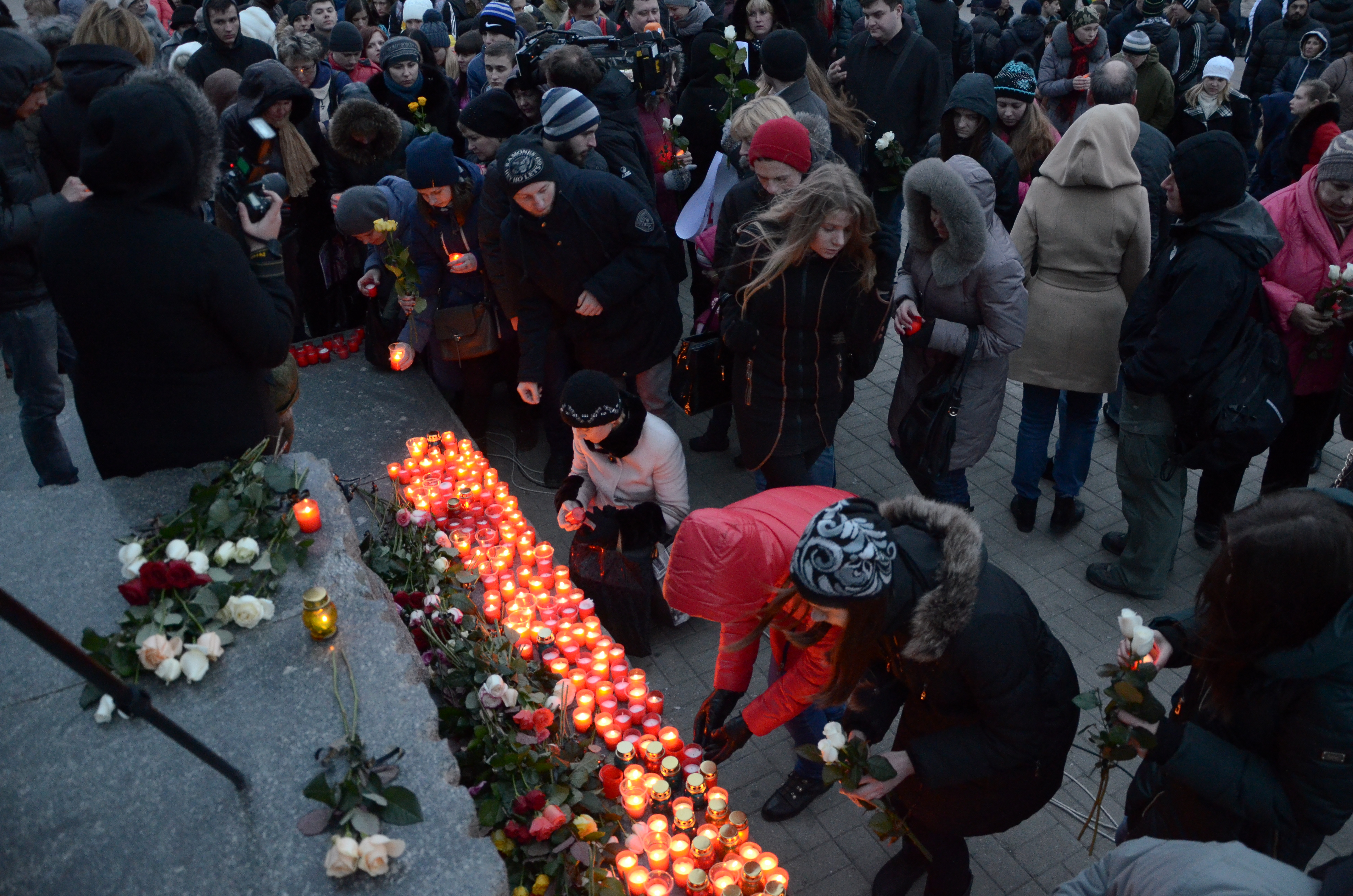
Rekviem v Doněcku za děti zabité během války na východní Ukrajině, 17. března 2015